# Marvel’s Agents of S.H.I.E.L.D./Episodenliste

Logo zur Serie

Diese Episodenliste enthält alle Episoden der US-amerikanischen Science-Fiction-Serie Marvel’s Agents of S.H.I.E.L.D., sortiert nach der US-amerikanischen Erstausstrahlung. Die Fernsehserie umfasst insgesamt sieben Staffeln mit 136 Episoden.

## Übersicht
| Staffel | Episodenanzahl | Erstausstrahlung USA | Erstausstrahlung USA | Deutschsprachige Erstveröffentlichung | Deutschsprachige Erstveröffentlichung |
| Staffel | Episodenanzahl | Premiere             | Finale               | Premiere                              | Finale                                |
| ------- | -------------- | -------------------- | -------------------- | ------------------------------------- | ------------------------------------- |
| 1       | 22             | 24. September 2013   | 13. Mai 2014         | 31. Januar 2014                       | 27. Juni 2014                         |
| 2       | 22             | 23. September 2014   | 12. Mai 2015         | 12. Juni 2015                         | 6. November 2015                      |
| 3       | 22             | 29. September 2015   | 17. Mai 2016         | 8. Juli 2016                          | 2. Dezember 2016                      |
| 4       | 22             | 20. September 2016   | 16. Mai 2017         | 14. Juli 2017                         | 8. Dezember 2017                      |
| 5       | 22             | 1. Dezember 2017     | 18. Mai 2018         | 13. Juli 2018                         | 7. Dezember 2018                      |
| 6       | 13             | 10. Mai 2019         | 2. Aug. 2019         | 20. März 2020                         | 20. März 2020                         |
| 7       | 13             | 27. Mai 2020         | 12. August 2020      | 13. November 2020                     | 20. November 2020                     |

## Staffel 1
Die Erstausstrahlung der ersten Staffel war vom 24. September 2013 bis zum 13. Mai 2014 auf dem US-amerikanischen Sender ABC zu sehen. Die deutschsprachige Erstausstrahlung sendete der Pay-TV-Sender RTL Crime vom 31. Januar bis zum 27. Juni 2014.
| Nr. (ges.) | Nr. (St.) | Deutscher Titel            | Originaltitel                  | Erstausstrahlung USA | Deutschsprachige Erstausstrahlung (D/A/CH) | Regie           | Drehbuch                                       | Zuschauer (USA) |
| --- | --------- | -------------------------- | ------------------------------ | -------------------- | ------------------------------------------ | --------------- | ---------------------------------------------- | --------------- |
| 1 | 1         | Aus großer Kraft folgt …   | Pilot                          | 24. Sep. 2013        | 31. Jan. 2014                              | Joss Whedon     | Joss Whedon, Jed Whedon & Maurissa Tancharoen  | 12,12 Mio.      |
| Angesiedelt nach den Ereignissen von Marvel’s The Avengers, stellt Agent Phil Coulson – der seinen angeblichen Tod überlebte – für die Geheimorganisation S.H.I.E.L.D. eine Gruppe aus Agenten zusammen, um den Supermenschen Mike Peterson, der die Explosion eines Gebäudes überstand, und die Hacker-Organisation „Rising Tide“, die Informationen dazu zu besitzen scheint, zu untersuchen. Skye, ein Mitglied von Rising Tide, trifft sich mit Peterson und warnt ihn vor S.H.I.E.L.D., indem sie sagt, dass diese übernatürliche Machenschaften verdecken, und dass sie ihm helfen kann, was er allerdings ablehnt. Später wird sie von Coulson und Agent Grant Ward auf deren Flugzeug gebracht und dort ausgefragt. Anfangs ist sie nicht bereit zu kooperieren, offenbart aber schließlich doch, was sie weiß. Es wird später gezeigt, dass Peterson mit dem sogenannten „Centipede-Serum“ (bestehend aus außerirdischem Metall, Gammastrahlung, dem Extremis-Virus und dem Supersoldaten-Serum) in Kontakt geraten ist, wodurch er solche Kräfte erlangte, jedoch ist geheim, wer hinter dem Projekt „Centipede“ steckt. Nach einem Besuch des Explosionsortes ist es Coulsons Team möglich, die Szene nachzustellen, und somit zu erfahren, dass die Explosion durch einen anderen Gegenstand verursacht wurde, der durch die Infektion mit Extremis detonierte. Während des Versuches, Informationen vom Team zu erhalten, wird Skye von Peterson (der nun auf der Flucht ist) entführt, woraufhin er sie dazu zu bringen versucht, ihm mit ihren Computerfähigkeiten eine weiße Weste zu verschaffen. Coulsons Team gelingt es, die beiden aufzuspüren und Peterson kampfunfähig zu machen ohne ihm ernsthaft Schaden zuzufügen, während sie nebenbei einen von Dr. Debbie geschickten Attentäter aufhalten. Mit Peterson unter S.H.I.E.L.D.-Gewahrsam bietet Coulson Skye einen Platz in seinem Team an. |           |                            |                                |                      |                                            |                 |                                                |                 |
| 2 | 2         | 0–8–4                      | 0–8–4                          | 1. Okt. 2013         | 7. Feb. 2014                               | David Straiton  | Maurissa Tancharoen, Jed Whedon & Jeffrey Bell | 8,66 Mio.       |
| Skye ist nun als Berater mit in Coulsons Team. Ihre nächste Mission wartet in Peru, wo ein „0-8-4“ entdeckt wurde, die S.H.I.E.L.D.-Bezeichnung für „ein Objekt unbekannten Ursprungs“. Als sie ankommen, erkennen sie, dass es sich bei dem Gegenstand um ein Teil längst vergessener HYDRA-Technologie handelt, das von Tesserakt-Energie angetrieben wird. Coulson trifft auf Camilla Reyes, eine frühere Mitstreiterin von ihm, deren Team er an Bord seines Flugzeugs bringt. Später hintergeht Reyes Coulson, da sie vorhat, die HYDRA-Waffe für sich zu nutzen, um die peruanischen Rebellen zu vernichten. Die streitenden Teammitglieder schließen sich zusammen, und jeder nutzt sein eigenes Talent, um nach und nach Reyes' Leute auszuschalten. Reyes wird in Gewahrsam genommen und Skye erhält eine Nachricht eines anderen Rising-Tide-Mitglieds, dem sie ihre weitere Treue bestätigt. In der Schlussszene beklagt Nick Fury den Schaden auf dem Flugzeug und versichert Coulson, dass Skye ein Risikofaktor ist. |           |                            |                                |                      |                                            |                 |                                                |                 |
| 3 | 3         | Anziehungskräfte           | The Asset                      | 8. Okt. 2013         | 14. Feb. 2014                              | Milan Cheylov   | Jed Whedon & Maurissa Tancharoen               | 7,87 Mio.       |
| S.H.I.E.L.D. sucht einen ihrer wertvollsten Forscher, Dr. Franklin Hall, der von seinem früheren Partner Ian Quinn, einem Bergbau-Philanthropen und CEO von Quinn Worldwide, entführt wurde, indem seine Soldaten mit Hilfe einer Gravitationsvorrichtung den S.H.I.E.L.D.-Konvoi, der Hall transportierte, angriffen. Quinn fordert von Hall, ihm einen riesigen Gravitonium-Generator zu bauen, mittels dessen er die Gravitation der Erde kontrollieren will. Nachdem das Team nach Malta gelangt ist, meldet sich Skye freiwillig, Quinns Villa während seiner Party zu infiltrieren, sodass Coulson und Ward Hall retten können. Indem sie gegenüber Quinn, der ihren wahren Grund zum Erscheinen herausgefunden hat, vorgibt, S.H.I.E.L.D. zu verraten, um Rising Tide zu helfen, schafft sie es, vor den sie verfolgenden Wachen zu entkommen. Daraufhin entdeckt Coulson Hall, der seine eigene Flucht herbeiführen will und die gigantische Maschine zerstören will. Coulson versucht Hall zu überzeugen, dass dies nicht das Richtige ist, da Millionen von Menschen dabei ums Leben kämen. Ihre gewalttätige Auseinandersetzung führt dazu, dass Coulson gezwungen ist, Hall nicht zu retten, als er in den Generator fällt, was diesen anscheinend verdampfen lässt. Coulson befiehlt, dass das Gravitonium unter hoher Sicherheit aufbewahrt wird. In der Endszene fällt S.H.I.E.L.D. nicht auf, dass Hall im Gravitonium immer noch am Leben sein könnte. |           |                            |                                |                      |                                            |                 |                                                |                 |
| 4 | 4         | Augen-Blick                | Eye Spy                        | 15. Okt. 2013        | 21. Feb. 2014                              | Roxann Dawson   | Jeffrey Bell                                   | 7,85 Mio.       |
| Es finden rund um die Welt eine Reihe von Diebstählen statt, die Coulson und sein Team untersuchen. Coulson schafft es, die Identität des Diebes aufzudecken: seine frühere Schülerin Akela Amadour. Coulson hatte sie für tot gehalten und glaubt auch nicht, dass sie S.H.I.E.L.D. tatsächlich verraten hat, obwohl Agent Melinda May meint, Amadour sei nichts Weiteres als eine Waffe. Dem Team gelingt es beinahe, Amadour zu fangen, doch diese kann entkommen. Allerdings gelangt May daraufhin in Amadours Hotelzimmer, um sie zu stellen, und zusammen mit Coulson schaffen sie es, sie gefangen zu nehmen. So finden sie heraus, dass Amadour mittels einer Röntgenkamera in ihrem falschen Auge überwacht wird und gezwungen wird, Anweisungen zu folgen, da sich, sollte sie sich weigern, eine Sprengkapsel in ihrem Auge entzündet. Coulson bringt sie in den Bus und lässt es so aussehen, als wäre sie ein weiteres Mal geflüchtet, dabei haben sie tatsächlich eine Kamera in eine Brille installiert, die die Signale von Amadours Auftraggeber empfängt, wodurch Ward ungestört mit der Brille die aktuelle Mission ausführen kann. Während Agent Leopold Fitz Amadours Auge mit der Sprengkapsel entfernt, gelangt Coulson zu dem Mann, von dem er eigentlich denkt, er sei der geheime Auftraggeber. Als dieser jedoch ebenfalls durch eine Sprengkapsel in seinem Auge getötet wird, stellt sich heraus, dass jemand viel Größeres dahinter steckt. Amadour trägt nun eine Augenklappe und Coulson verspricht ihr einen fairen Prozess. Bevor sie geht, offenbart sie May noch, dass sich Coulson auf eine gewisse Weise verändert zu haben scheint. Nachher spielen Fitz und Ward gemeinsam Poker, wobei Fitz Ward ständig verspottet. Ward ist sich nicht bewusst, dass Skye die Kamera der Brille benutzt, um Fitz zu helfen, indem sie ihm Wards Karten verrät. Als sie ihm aber erklärt, dass sie ihn mithilfe der Kamera auch ohne Kleidung beobachten könnte, lehnt er die Hilfe ab, und gibt auf. Skye benutzt die Kamera trotzdem, um Ward zu überprüfen. |           |                            |                                |                      |                                            |                 |                                                |                 |
| 5 | 5         | Die lebende Fackel         | Girl in the Flower Dress       | 22. Okt. 2013        | 28. Feb. 2014                              | Jesse Bochco    | Brent Fletcher                                 | 7,39 Mio.       |
| Chan Ho Yin, ein Hongkonger Straßenkünstler, offenbart seine pyrokinetischen Fähigkeiten einer jungen Frau namens Raina, die ihn kurz darauf entführen lässt. Auch der S.H.I.E.L.D.-Agent Quan Chen und das restliche S.H.I.E.L.D.-Team werden informiert, das sogleich beginnt, den Aufenthaltsort von Chan zu ermitteln. Die Spur führt zu Rising Tide, das offensichtlich Informationen preisgegeben hat, wodurch der Verdacht auf Skye fällt. Skye beteuert ihre Unschuld und schlägt vor, andere Hacker in Betracht zu ziehen. Daraufhin gelangt das Team nach Austin, Texas, wo sich der Hacker Miles Lydon befindet, mit dem Skye heimlich eine Beziehung hat. Nachdem sie eine Nacht mit ihm verbringt, kommen die S.H.I.E.L.D.-Agenten an, die Verdacht schöpfen, und Skye und Miles im Bus in Gewahrsam nehmen. Das Team fliegt nach Hongkong, um den gekidnappten Chan zu retten, dessen Entführer sich als Mitglieder des Centipede-Projektes offenbaren. Diese injizieren Chan das Extremis-Serum, das seine Feuerkräfte um ein Vielfaches verbessert, woraufhin er sich Scorch nennt. Zurück im Bus erklärt Miles Coulson, Centipede für eine Gruppe von Aktivisten gehalten hat, die sich für Umweltschutz einsetzen. Raina befiehlt der Wissenschaftlerin Dr. Debbie, Chans Blutkörperchen zu entnehmen, um diese für weitere Experimente zur Verfügung zu stellen. S.H.I.E.L.D. infiltriert das Gebäude von Centipede, wobei sich Chan befreien kann, Agent Quan tötet und Coulson und May angreift. Daraufhin begegnet Chan Dr. Debbie, die er aus Rache verbrennt, während Raina entkommen kann. Das Team ist gezwungen, ihn zu töten, indem es das instabile Element von Extremis auslöst. Miles wird letztlich aus der S.H.I.E.L.D.-Haft entlassen, wobei er allerdings als Bewährungsstrafe mit einem Gerät ausgestattet wird, mit dem S.H.I.E.L.D. seine Computer-Aktivitäten überprüfen kann. Ward erzählt Coulson, dass Skye den Großrechner gehackt hat, um herauszufinden, wer hinter dem Projekt Centipede steckt. Schließlich wird Skye von Coulson gefragt, was sie zu verheimlichen hat und warum sie überhaupt mit im Team ist. Sie offenbart, dass sie sowohl bei Rising Tide als auch jetzt bei S.H.I.E.L.D. versucht, herauszufinden, was mit ihren Eltern, die mit S.H.I.E.L.D. in Kontakt standen, geschehen ist. Coulson verspricht ihr, sie zu unterstützen, gibt ihr aber das gleiche Armband wie Miles, um sie zu kontrollieren. Währenddessen besucht Raina im Gefängnis Edison Po und erstattet ihm Bericht, wie das Experiment verlaufen ist. Außerdem fragt sie ihn, ob sie den „Hellseher“ kontaktieren sollen. |           |                            |                                |                      |                                            |                 |                                                |                 |
| 6 | 6         | Tödliches Souvenir         | F.Z.Z.T.                       | 5. Nov. 2013         | 7. März 2014                               | Vincent Misiano | Paul Zbyszewski                                | 7,15 Mio.       |
| Agent Coulson lässt sich durch einen physischen Test prüfen. Das Team untersucht eine Reihe von Toden, die durch elektrostatische Anomalien geschehen sind. Auch die Tatsache, dass die Leichen schweben, lässt sie nur zu dem Schluss kommen, dass es sich hierbei um irgendeine Form von außergewöhnlicher Waffe handeln muss. Tatsächlich aber ist die Ursache ein Chitauri-Helm, der im Kampf von New York von ein paar Feuerwehrmännern geborgen wurde. Diese haben ihn mitgenommen und gereinigt, nicht wissend, dass sie dabei mit einem Alien-Virus infiziert wurden, und somit nun als elektrostatische Bomben herumlaufen. Coulson entdeckt, dass bei der Untersuchung auch Agent Jemma Simmons infiziert wurde, die er daraufhin unter Quarantäne im Labor einsperrt. Um gemeinsam mit ihr ein Gegenmittel zu entwickeln, betritt auch Fitz den Raum. Währenddessen erhält Coulson eine Nachricht von Agent Blake, der ihm befiehlt, Simmons zu liquidieren, um das Flugzeug nicht in Gefahr zu bringen, was Coulson jedoch nicht befolgt. Nach vielen Fehlversuchen gibt Simmons auf und schlägt Fitz K.O., um ungehindert aus dem Flugzeug springen zu können und sich damit zu opfern. Als Fitz wieder erwacht, entdeckt er, dass eines der Anti-Seren doch funktioniert, allerdings kann er den Sprung von Simmons nicht mehr verhindern. Doch Ward ist gedankenschnell, nimmt sich das Serum und einen Fallschirm und springt hinterher. Er schafft es, sie zu retten, und sie landen mitten im Meer. Coulson erzählt, wie schwer es war, die beiden ohne Probleme aus dem marokkanischen Meer zu bergen. Nachdem seine physischen Tests nichts Ungewöhnliches ergeben, vertraut Coulson Agent May an, dass er eine Erklärung dafür sucht, warum er sich anders fühlt. Sie erläutert, dass es unmöglich wäre, dass er sich durch seinen scheinbaren Tod nicht verändert hat. Dabei spielt sie auf Ereignisse in ihrem eigenen Leben an. Der Helm wird zum S.H.I.E.L.D.-Sandkasten gebracht, einer Einrichtung, in der Agent Blake den Helm in Gewahrsam hält. Er warnt Coulson vor den Konsequenzen, die seine Befehlsverweigerung nach sich ziehen könnte. |           |                            |                                |                      |                                            |                 |                                                |                 |
| 7 | 7         | Der Hub                    | The Hub                        | 12. Nov. 2013        | 14. März 2014                              | Bobby Roth      | Rafe Judkins & Lauren LeFranc                  | 6,67 Mio.       |
| Das Team gelangt zum „Hub“, einer speziellen Einrichtung von S.H.I.E.L.D., um einen neuen Auftrag von Agent Victoria Hand zu erhalten: in Südossetien wurde eine Waffe namens „Overkill“ entwickelt, die fähig ist, mit Hilfe von Schallvibrationen jegliche Art von Schusswaffen auszuschalten. Damit will sich die Region die Unabhängigkeit erkämpfen. Ward und Fitz werden nach Südossetien ausgesandt, um den „Overkill“ zu zerstören. Skye und Simmons werden dabei nicht eingeweiht, da ihr Rang noch nicht hoch genug ist. Deshalb versuchen sie selbst herauszufinden, wo Ward und Fitz sind. Als sie sich in einem Abteil des Hubs zu schaffen machen, der nur für Agenten ab Level 8 und somit nicht für sie zugängig ist, werden sie von Agent Sitwell entdeckt, dem Simmons in ihrer Not einen Elektroschock verpasst. Skye hackt sich in die Daten der Mission und erfährt, dass für Ward und Fitz kein Bergungsteam bereitsteht, das sie retten wird. Skye konfrontiert Coulson damit, der allerdings selbst nichts davon wusste und nun Victoria Hand zur Rede stellt, die ihm offenbart, dass er absichtlich nichts davon erfahren hat. Schließlich machen sich Coulson, May, Skye und Simmons selbst auf den Weg, um Ward und Fitz zu retten. Diesen ist es mittlerweile gelungen, den wichtigen Kern des Overkill zu entfernen, ohne den die Waffe nutzlos ist. Der Rest des Teams kommt mit dem Flugzeug an und Ward und Fitz werden vor den angreifenden Osseten bewahrt. Coulson erzählt Skye die Wahrheit über ihre Eltern, soweit es S.H.I.E.L.D. in Erfahrung bringen konnte. Sie wurde vor langer Zeit von einer ehemaligen S.H.I.E.L.D.-Agentin zu einem Waisenhaus gebracht, sie vermutet infolgedessen, dass es ihre Mutter war. Beim anschließenden Gespräch zwischen Coulson und May wird offenbart, das Skye doch nicht die ganze Wahrheit erfahren hat, dies aber auch niemals dürfe. Coulson versucht an Akten von seiner Erholung auf Tahiti zu gelangen, ihm wird aber seltsamerweise der Zugang verwehrt. |           |                            |                                |                      |                                            |                 |                                                |                 |
| 8 | 8         | Götterdämmerung            | The Well                       | 19. Nov. 2013        | 21. März 2014                              | Jonathan Frakes | Monica Owusu-Breen                             | 6,89 Mio.       |
| Nach dem Kampf zwischen Thor und Malekith an der Greenwich University durchsucht das Team um Phil Coulson die beschädigten Grundstücke nach Alien-Artefakten. Die Gruppe wird nach Norwegen geschickt, da dort die beiden Paganisten Jakob Nystrom und Petra Larsen im Naturschutzgebiet Trillemarka ein Stück des dreiteiligen Berserker-Stabs aus Asgard gefunden haben, der dem Träger übermenschliche Kräfte verleiht. Mit diesem versuchen die Norweger gewaltsam, Menschen auf ihre Seite zu ziehen. Fitz und Simmons entdecken, dass der Stab dieselbe Signatur wie Thors Hammer hat. Der in Spanien lebende Asgard-Experte Elliot Randolph hilft beim Auffinden des zweiten Teils des Stabs. Als Ward ihn berührt, entfaltet sich die Kraft des Stabs in ihm. Das Stück kommt kurz darauf in die Hände der Norweger. Währenddessen entdeckt das Team, dass es sich bei Randolph tatsächlich um einen Asen handelt, der vor langer Zeit auf der Erde im Besitz des Berserker-Stabs war, diesen allerdings aufgrund der zu großen Macht in drei Teilen auf der Erde versteckt hat. Er verrät ihnen den Aufenthaltsort des dritten Stücks, ein Kloster in Irland. Dort finden sie zwar den Teil, doch es erscheint auch die norwegische Gruppierung mit den zwei anderen Teilen. Das Team um Coulson besiegt im anschließenden Kampf die Heiden, nachdem May die drei Teile zum ganzen Berserker-Stab zusammengefügt hat. Der Stab wird in Gewahrsam gebracht und Randolph beschließt, auf Coulsons Rat nach Portland umzuziehen. Skye bietet Ward an, ihr seine Erlebnisse mitzuteilen, doch dieser verbringt lieber den Abend bei May. Coulson träumt in der Nacht von seiner scheinbar angenehmen Erholung auf Tahiti, was sich aber als Alptraum herausstellt. |           |                            |                                |                      |                                            |                 |                                                |                 |
| 9 | 9         | Der Geist in der Maschine  | Repairs                        | 26. Nov. 2013        | 28. März 2014                              | Billy Gierhart  | Maurissa Tancharoen & Jed Whedon               | 9,69 Mio.       |
| Das Team um Coulson nimmt die Sicherheitsbeauftragte Hannah Hutchins in Gewahrsam, der vorgeworfen wird, bei einer Maschinenkontrolle für eine Explosion und somit für den Tod von vier Mitarbeitern gesorgt zu haben. Coulson nimmt an, dass Hutchins telekinetische Fähigkeiten entwickelt hat, die sie nicht kontrollieren kann. Währenddessen überlegen Fitz und Simmons, wie sie Skye einen Streich spielen, woraufhin sie ihr eine falsche Geschichte über Agent May aus der Vergangenheit erzählen. Schließlich stürzt das Flugzeug aus dem Team unbekannten Gründen ab. Sie finden heraus, dass sich Tobias Ford, ein bei der Explosion anwesender Techniker, der ständig zwischen der Erde und einer anderen Welt, wie er meint, die Hölle, als Bestrafung Gottes, hin und her teleportiert, an Bord befindet. Da er sich zu Hutchins hingezogen fühlt, hat er z. B. den Unfall verursacht, um sie vor eben jenem zu beschützen, damit sie auf ihn aufmerksam wird. Als May Hutchins vom Absturzort wegführt, werden sie von Ford verfolgt, bis es zum Zweikampf zwischen den beiden kommt. Schließlich versucht May, Ford mit Worten zu überzeugen, sich von Hutchins abzuwenden, woraufhin er scheinbar für immer an einen anderen Ort teleportiert. Coulson erklärt Skye die wahre Geschichte aus Mays Vergangenheit, soweit er es erfahren hat, wobei er erwähnt, dass der Vorfall May verändert hat und er nun versucht, sie wieder zu der früheren, warmherzigen Person zu machen, die sie einmal war. Als das Team zusammen am Tisch sitzt und ein Spiel spielt, kommt Fitz mit Creme im Gesicht und will wissen, wer ihm einen Streich gespielt hat. Als es niemand sagt, zeigt sich, dass die Methoden von Coulson bei der im Cockpit sitzenden May ihre Wirkung zeigen. |           |                            |                                |                      |                                            |                 |                                                |                 |
| 10 | 10        | Der Wolf im Schafspelz     | The Bridge                     | 10. Dez. 2013        | 4. Apr. 2014                               | Holly Dale      | Shalisha Francis                               | 6,11 Mio.       |
| Edison Po wird von einigen Centipede-Soldaten, die das Serum in sich tragen, aus dem Gefängnis befreit. Zu diesem Zweck wird Mike Peterson, der seit seiner Gefangennahme unter S.H.I.E.L.D.-Gewahrsam seine Kräfte trainiert hat, von Coulson ins Team berufen. Sie schaffen es, einen der Centipede-Leute zu lokalisieren, doch als sie am entsprechenden Ort, einer alten Lagerhalle, ankommen, entpuppt sich dies als Hinterhalt, dem das Team um Peterson allerdings standhalten kann. Als sie einen der Soldaten erledigen und den Rest in die Flucht schlagen, wird dieser jedoch von einer winzigen Sprengkapsel in seinem Auge getötet. Fitz und Simmons entdecken, dass es sich hierbei um dasselbe Gerät handelte, das auch Akela Amador ins Auge implantiert war. Nachdem Raina zum wiederholten Male versucht, durch Edison Po Informationen über den „Hellseher“ zu erfahren, warnt Po sie, dass ihr ihre Neugierde noch ihr Leben kosten könnte. Währenddessen offenbart Coulson Syke, dass auch Agent May über die Suche nach ihren Eltern Bescheid weiß. Peterson ruft unterdessen seinen Sohn Ace an, den er aufgrund seines S.H.I.E.L.D.-Aufenthalts schon lange nicht mehr gesprochen hat. Doch beim Telefonat erklärt ihm Raina, dass Centipede seinen Sohn hat und ihn nur im Austausch für Peterson selbst hergeben wird. Somit treffen sich das S.H.I.E.L.D.-Team und die Centipede-Leute am festgelegten Ort. Doch im Moment des Austauschs offenbart Peterson Coulson, dass Centipede in Wahrheit ihn haben wollte, woraufhin die Soldaten Ace freilassen und Coulson mitnehmen. Da Peterson Coulson aber nicht im Stich lassen will, kehrt er zu den Fahrzeugen zurück, die daraufhin allerdings explodieren. Während das restliche Team über Petersons scheinbaren Tod schockiert ist, erklärt Raina Coulson den Grund der Entführung: Centipede will wissen, wie Coulson seinen angeblichen Tod überlebte. |           |                            |                                |                      |                                            |                 |                                                |                 |
| 11 | 11        | Die Auferstehung           | The Magical Place              | 7. Jan. 2014         | 11. Apr. 2014                              | Kevin Hooks     | Paul Zbyszewski & Brent Fletcher               | 6,63 Mio.       |
| Agent Victoria Hand übernimmt mit einigen S.H.I.E.L.D.-Agenten auf Coulsons Flugzeug die Suche nach diesem. Coulson wird unterdessen von Edison Po gefoltert, der das Geheimnis um seine Erholung erfahren will. Agent Hand meint derweil, Skye sei für das Team keine Hilfe und veranlasst auf Mays Zustimmung, dass diese das Flugzeug verlässt. Daraufhin hat Skye vor, auf eigene Faust Coulsons Standort herauszufinden. An diesem erscheint schließlich Raina, die einen Anruf des Hellsehers persönlich entgegennimmt. Als sie das Handy an Po weitergibt, wird er von diesem durch eine spezielle Funktion getötet. Dadurch wird offenbart, dass Raina die ganze Zeit über unmittelbar mit dem Hellseher in Kontakt stand, ohne dass Po davon wusste. Raina nutzt ein spezielles Gerät, das Coulsons Unterbewusstsein scannt, um ihn so an die Zeit nach seinem angeblichen Tod erinnern zu lassen. Statt einer angenehmen Erholung auf Tahiti wandelt sich das Bild in seinen Gedanken zu einer Krankenstation, in der er von zwei Ärzten am Gehirn operiert wird. Währenddessen kann Skye Coulsons Standort ermitteln, den sie sogleich dem Team im Flugzeug schickt, das sich auf den Weg zu ihm macht. Als sie eintreffen, können sie Coulson retten und Raina gefangen nehmen. Coulson sucht daraufhin Dr. Streiten, einen Arzt aus seinen Gedanken, auf, der ihm erklärt, dass Coulson damals in Wahrheit tagelang tot war und keinen Lebenswillen mehr hatte, der ihm aber auf Director Furys Befehle durch falsche Erinnerungen wieder ins Gehirn gepflanzt wurde. Woanders wacht Mike Peterson, schwer verwundet und verbrannt durch die Explosionen, in einer kleinen Zelle auf, während er erkennt, dass ihm die Kamera mit der Selbstzerstörungsfunktion ins Auge implantiert wurde, durch die er nun Befehle erhält. |           |                            |                                |                      |                                            |                 |                                                |                 |
| 12 | 12        | Eiskalt                    | Seeds                          | 14. Jan. 2014        | 18. Apr. 2014                              | Ken Fink        | Monica Owusu-Breen & Jed Whedon                | 6,37 Mio.       |
| Agent Ward, Agent Fitz und Agent Simmons gelangen zu der S.H.I.E.L.D.-Akademie, an der junge Talente z. B. in der Wissenschaft, so wie Fitz und Simmons, oder für den Außeneinsatz und den Kampf, so wie Ward, gefördert werden. Der Grund für das Kommen der drei Agenten ist ein scheinbarer Mordanschlag, der verübt wurde, als der junge Schüler Seth im Pool der Forschungsabteilung gebadet hat und dieser dann zufror. Nebenbei halten Fitz und Simmons vor den Kadetten eine Rede, bei der erneut ein Schüler, Donnie Gill, vom Eis eingefroren wird, der allerdings, wie auch Seth, überlebt. Wie auch beim ersten Mal finden sie ein spezielles Gerät, dass den Frost verursacht. Die Studenten werden ausgefragt, während Fitz versucht, das Vertrauen von Donnie zu erlangen. Dabei erkennt Fitz, dass dieser sehr viele intelligente Geräte entwickelt hat, von denen Donnie bei einem Hilfe von Fitz bekommt, um es zu vervollständigen. Währenddessen sind Coulson und May auf dem Weg nach Mexiko-Stadt, um etwas über Skyes Vergangenheit herauszufinden. Dafür suchen sie Richard Lumley auf, der ihnen erzählt, dass er vor 24 Jahren, damals als S.H.I.E.L.D.-Agent, eine Mission hatte, bei der er mit wenigen anderen Agenten ein 0-8-4 aus einem chinesischen Dorf geborgen hat. Dies ist damals ebenfalls das Ziel von unbekannten Feinden gewesen, die beim Kampf viele S.H.I.E.L.D.-Agenten töteten. Das 0-8-4 wurde bei S.H.I.E.L.D. untergebracht: es handelte sich um Skye als Säugling, die aufgrund von angeblichen übermenschlichen Fähigkeiten so begehrt war. Mittlerweile haben Ward, Fitz und Simmons herausgefunden, dass das Gerät, bei dem Donnie von Fitz Hilfe bekam, auch eine Frostmaschine ist, nur in vergrößerter Form und Wirkungsradius. Außerdem erkennen sie, dass es sich hierbei um einen Auftrag von Ian Quinn handelt, für den er Donnie und Seth viel Geld bezahlt. Da Quinn ein Test des Geräts sehen will, positionieren es die beiden Kadetten auf dem Dach, wodurch ein gewaltiger Eissturm entsteht, und Seth vom Blitz getroffen wird, Donnie aber überlebt. Er ist zwar geschockt, erkennt jedoch, dass er kryokinetische Fähigkeiten entwickelt hat. Coulson erzählt Skye die Wahrheit über sie, woraufhin sie in Trauer verfällt. Außerdem kontaktiert er Ian Quinn, der ihm Verbindungen zum Hellseher offenbart. |           |                            |                                |                      |                                            |                 |                                                |                 |
| 13 | 13        | Zug um Zug                 | T.R.A.C.K.S.                   | 4. Feb. 2014         | 25. Apr. 2014                              | Paul Edwards    | Lauren LeFranc & Rafe Judkins                  | 6,62 Mio.       |
| Bei der weiteren Verfolgung von Ian Quinn findet Coulsons Team heraus, dass dieser eine Lieferung von Cybertek, einem privaten Forschungsunternehmen, erwartet, welche ihm mit dem Zug geschickt wird. Coulson und der Rest gelangen auf den Zug, was die Cybertek-Leute allerdings erfahren. Coulson, May und Ward werden beim darauffolgenden Kampf vom Zug geworfen, während Skye und Fitz das Paket im Auge behalten. Als es aus dem Zug in ein Auto transportiert wird, verfolgen sie dieses bis zu Quinns Villa, in die sich Skye daraufhin begibt. Coulson, Ward und May haben Simmons, die ebenfalls in einen Kampf verwickelt war, aus dem Zug geborgen und machen sich nun auch auf den Weg zu Quinns Villa. Skye gelangt derweil zum Paket, das sich im selben Raum befindet, wie Mike Peterson, der durch eine hyperbare Oxygenierung in einer Sauerstoffkuppel rehabilitiert. Skye wird von Quinn entdeckt, der ihr den Inhalt der Lieferung offenbart: es handelt sich um eine von Cybertek entwickelte High-Tech-Prothese für Peterson, der bei der Explosion sein Bein verloren hat. Quinn holt ihn aus der Kuppel und fügt die Prothese an sein Bein an. Skye fragt Peterson, warum er scheinbar für den Hellseher arbeitet, doch er kann es ihr aufgrund der Kamera in seinem Auge nicht sagen. Daraufhin schießt Quinn Skye zweimal an, bevor er sie zum Sterben zurücklässt. Das S.H.I.E.L.D.-Team infiltriert das Gebäude und nimmt Quinn gefangen. Sie entdecken Skye, die Simmons in die Sauerstoffkammer legt, wo sie vorübergehend am Leben gehalten wird. Peterson bittet den Hellseher, seinen Sohn sehen zu dürfen, was dieser ihm vorerst verbietet. |           |                            |                                |                      |                                            |                 |                                                |                 |
| 14 | 14        | Tahiti                     | T.A.H.I.T.I.                   | 4. März 2014         | 2. Mai 2014                                | Bobby Roth      | Jeffrey Bell                                   | 5,46 Mio.       |
| Die im Sterben liegende Skye wird zu einer S.H.I.E.L.D.-Krankenhauseinrichtung gebracht, wo die Ärzte sie allerdings ebenfalls nur vorübergehend stabilisieren können. Agent Coulson meint, dass die Methoden seiner eigenen Heilung bei Skye genauso wirken sollten. Daraufhin macht sich das Team auf zu Coulsons Behandlungsort. Dabei gelangen Agent Antoine Triplett und dessen Vorgesetzter Agent John Garrett aufs Flugzeug, da das Team den Befehl, den gefangenen Ian Quinn S.H.I.E.L.D. auszuhändigen, missachtet hat. Nach einem kleinen Disput einigen sie sich darauf, dass Garrett diesen an Bord ausfragt. Quinn offenbart schließlich den Plan des Hellsehers: dieser gab Quinn die Anordnung, Skye anzuschießen, damit Coulson versuchen würde, diese auf dieselbe Weise zu heilen, wie er geheilt wurde. Somit würde der Hellseher die Wahrheit über Coulsons Heilung erfahren. Coulson gibt Fitz und Simmons seine Behandlungsakte, mit deren Hilfe die beiden den als „Gästehaus“ bezeichneten Operationsort herausfinden können. Dort angekommen treffen sie auf zwei Wachen, die sie zwar ausschalten, doch das Team entdeckt, dass die unterirdische Anlage mit Sprengladungen versehen wurde, deren Countdown in wenigen Minuten abläuft. Fitz findet das spezielle Medikament, mit dem auch Coulson damals erfolgreich behandelt wurde. Dieser ist derweil auf eine mit der Aufschrift „T.A.H.I.T.I.“ gekennzeichnete Tür gestoßen, die in einen Raum mit vielen verkabelten Geräten führt. Dort entdeckt Coulson die Quelle des mysteriösen Impfstoffs, den abgetrennten Oberkörper eines blauhäutigen, entstellten Wesens. Er kann in letzter Sekunde zusammen mit Garrett fliehen, bevor die Anlage von den Explosionen zerstört wird. Schließlich injiziert Simmons Skye das Mittel, das erfolgreich wirkt. In Death Valley erscheint unterdessen die Asin Lorelei aus der Wüste, die kurzerhand einen frisch vermählten Mann auf hypnotisierende Weise verführt. |           |                            |                                |                      |                                            |                 |                                                |                 |
| 15 | 15        | Widerstand ist zwecklos!   | Yes Men                        | 11. März 2014        | 9. Mai 2014                                | John Terlesky   | Shalisha Francis                               | 5,99 Mio.       |
| Mit ihren magischen Verführungsfähigkeiten schart Lorelei in Death Valley immer mehr Männer um sich. Daraufhin entdeckt Coulsons Team eine Energiequelle, die vom Bifröst ausgeht, mit dem die asische Kriegerin Lady Sif zur Erde gereist ist, um Lorelei zu verfolgen. Das S.H.I.E.L.D.-Team trifft auf Sif, die ihnen erklärt, dass Lorelei die Fähigkeit besitzt, den Willen von Männern zu manipulieren, was sie sich vor vielen hundert Jahren zu Nutze gemacht hat, um Reiche und Planeten anzugreifen. Sie konnte schließlich mithilfe eines speziellen Halsbandes, das sie vom Reden abhält, wodurch sie keine Männer mehr verführen konnte, gefangen werden. Infolge des Kampfes der Dunkelelfen konnte sie sich befreien und will nun eine neue Armee erstellen. Als sie Lorelei ausfindig machen und es zum Kampf kommt, werden auch Agent Wards Gefühle manipuliert, woraufhin er mit Lorelei nach Las Vegas flüchtet. Coulson und der Rest verfolgen sie vergeblich und kehren zu ihrem Flugzeug zurück. Dort treffen sie auf Ward und Lorelei, die May offenbart, dass Ward ihr verraten habe, dass er sich zu jemand anderem aus dem Team hingezogen fühle als May. Schließlich kommt es zum Kampf zwischen Ward und May, sowie zwischen Lady Sif und Lorelei. Sif gewinnt die Oberhand und schafft es, Lorelei das Halsband anzulegen. Dadurch endet ihre Kontrolle über Ward, der May daraufhin um Verzeihung bittet. Sif nimmt die gefangene Lorelei wieder mit zurück nach Asgard, während May die persönliche Beziehung mit Ward für beendet erklärt. Währenddessen gelangt Coulson zur genesenen Skye, um ihr die Wahrheit über das außerirdische Serum zu verraten, das sie gerettet hat. Daraufhin beschließen beide, auf eigene Faust Fragen auf die Antworten zu finden, die ihnen das geheime S.H.I.E.L.D.-Medikament stellt. Beim Gespräch werden sie von der sich im Cockpit befindlichen Agent May belauscht, die die Informationen an einen unbekannten Empfänger weitererzählt. |           |                            |                                |                      |                                            |                 |                                                |                 |
| 16 | 16        | Die Köpfe der Hydra        | End of the Beginning           | 1. Apr. 2014         | 16. Mai 2014                               | Bobby Roth      | Paul Zbyszewski                                | 5,71 Mio.       |
| Das S.H.I.E.L.D.-Team um Agent Coulson erhält bei der Suche nach dem Hellseher Hilfe von den Agents Garrett, Triplett, Hand, Sitwell und Blake. Nachdem sie eine Liste von potentiellen Menschen mit übersinnlichen Fähigkeiten zusammengestellt haben, bilden sie Zweier-Teams, um jeden der auf der Liste stehenden Personen aufzusuchen. Agent May und Agent Blake sind in einem Haus auf der Suche nach Thomas Nash, der einst von S.H.I.E.L.D. gesucht wurde, was nach seinem Autounfall allerdings aufgegeben wurde, als sie auf Mike Peterson, den das Team aufgrund seines Codenamens als „Deathlok“ bezeichnet, treffen, der Blake beim Kampf schwer verwundet und schließlich flieht. Dabei ist es Blake gelungen, einen Peilsender an Deathloks Rüstung anzubringen. Als sie jedoch dessen neuen Standort verfolgen, können sie diesen wieder nur in die Flucht schlagen. Dabei entdecken sie allerdings einen Raum, in dem sie scheinbar auf den Hellseher treffen: Es handelt sich tatsächlich um Thomas Nash, der bewegungsunfähig in einem Stuhl sitzt und nur durch einen Sprachcomputer kommunizieren kann. Als dieser dem Team offenbart, dass er gesehen hat, dass Skye durch Centipede sterben wird, erschießt Ward ihn aus Wut, entgegen dem Befehl, ihn gefangenzunehmen. Währenddessen stößt Fitz an Bord des Flugzeugs in Mays Cockpit auf einen geheimen Telefonanschluss mit mehreren verschlüsselten Leitungen und einem Fingerabdruckscanner. Coulson stellt fest, dass der Hellseher wahrscheinlich immer noch am Leben ist und Nash nur eine Marionette war, der das Sprachsystem nicht gesteuert hat. Coulson und Skye kommen zu dem Entschluss, dass der Hellseher nicht die Zukunft vorhersagen kann, sondern tatsächlich ein ranghoher S.H.I.E.L.D.-Agent ist, der Ward den Befehl gab, Nash zu töten. Ward sitzt derweil in der Gefangenenzelle im Flugzeug und beteuert Coulson, dass er aus freien Stücken auf Nash geschossen habe. Fitz erläutert Skye seine Entdeckung im Cockpit, woraufhin Coulson May zur Rede stellt, die zudem Fitz mit einer Waffe verfolgt hat. Im Hub gibt Agent Hand den Befehl, alle im Flugzeug befindlichen Personen außer Coulson zu töten. |           |                            |                                |                      |                                            |                 |                                                |                 |
| 17 | 17        | Der Feind an unserer Seite | Turn, Turn, Turn               | 8. Apr. 2014         | 23. Mai 2014                               | Vincent Misiano | Jed Whedon & Maurissa Tancharoen               | 5,37 Mio.       |
| Nachdem Agent May Coulson nicht verraten will, was es mit der geheimen Funkverbindung in ihrem Cockpit auf sich hat, sperrt er sie zu Agent Ward in die Zelle. Auf Agent Hands Befehl wird das Flugzeug vom Hub aus zu diesem gesteuert, während Agent Garrett in seinem Jet von Drohnen aus dem Hub angegriffen wird. Mit der Hilfe von Coulson kann er diesen ausweichen, und er gelangt an Bord des Flugzeugs. Dort erhalten sie die Nachricht, HYDRA sei zurückgekehrt, und sie erkennen, dass Agent Hand tatsächlich die Hellseherin ist, die nun Coulsons Team ausschalten will. Da sie die Informationen über die ganzen Missionen des Teams, die im Flugzeug gespeichert sind, erhalten will, will sie dieses nicht zerstören, sondern zum Hub leiten und das Team dort erledigen. Auch Agent Simmons befindet sich in Begleitung von Agent Triplett im Hub, um dort mit besseren Werkzeugen weiter am Serum und Skyes Blut zu forschen. Schließlich werden sie von Agent Hand gefangen genommen. Es offenbart sich allerdings, dass diese das Team um Coulson nur töten will, weil sie glaubt, dieser habe S.H.I.E.L.D. verraten. Sie kam zu diesem Entschluss, als sie erkannt hat, dass viele Gefahren, wie z. B. der ehemalige S.H.I.E.L.D.-Wissenschaftler Dr. Hall oder Mike Peterson, nur durch seine fehlgeschlagenen Einsätze entstanden sind, wodurch sich nun S.H.I.E.L.D. unter der Kontrolle von HYDRA befindet. Das Flugzeug landet unterdessen im Hangar des Hubs und wird sogleich von Soldaten eingenommen, doch Coulson und dem Rest gelingt es, diesen zu entwischen und sich im Hub zu verstecken. Schließlich werden sie von einer Gruppe Soldaten entdeckt. Dabei verrät sich Garrett mit einer Aussage über Raina, die ihm Coulson niemals erzählt hat, wodurch diesem klar wird, dass der Hellseher die ganze Zeit über Garrett gewesen ist. Die anwesenden Soldaten offenbaren sich ebenfalls als HYDRA-Anhänger. Das Team schafft es dennoch, mit Hilfe der herangeeilten Agent Hand, die alles mitgehört hat, und S.H.I.E.L.D.-Agenten, Garrett und seine Männer festzunehmen. Dieser wird daraufhin zum „Kühlschrank“ verfrachtet, einem S.H.I.E.L.D.-Hochsicherheitsgefängnis, zu dem er von seinem ehemaligen Schüler Agent Ward begleitet wird. Agent Hand erteilt diesem die Erlaubnis, Garrett sofort zu töten. Ward nimmt sich eine Pistole, erschießt stattdessen Agent Hand und die S.H.I.E.L.D.-Wachen und befreit Garrett, wodurch er offenbart, dass er ebenfalls auf der Seite von Garrett und HYDRA steht.                                                                                                   |           |                            |                                |                      |                                            |                 |                                                |                 |
| 18 | 18        | Das Odyssee-Protokoll      | Providence                     | 15. Apr. 2014        | 30. Mai 2014                               | Milan Cheylov   | Brent Fletcher                                 | 5,52 Mio.       |
| Ward befreit Raina aus der S.H.I.E.L.D.-Gefangenschaft und bringt sie zum Hellseher, wo sie enttäuscht feststellt, dass Garrett nicht die Gabe des Hellsehens besitzt. Währenddessen erhält Coulson eine Nachricht von Colonel Glenn Talbot, der ihn darüber informiert, dass das Militär aus Sicherheitsgründen auf dem Weg zu S.H.I.E.L.D. ist, um Agenten auszufragen. Da Coulson ihm aber nicht traut, leitet er das „Odyssee-Protokoll“ ein, was bedeutet, dass er sich mit seinem Team und Agent Triplett aus dem Hub entfernt und sich ohne Ziel in die Luft begibt. Da das von HYDRA unterwanderte S.H.I.E.L.D. nun überall als Feind angesehen wird, befiehlt Coulson Skye, alle Daten der Mitglieder des Teams, auch Wards, aus dem Internet zu löschen. May hat Coulson erzählt, dass Director Fury sie beauftragt hatte, Coulson aufgrund des Medikaments zu überwachen und ihm Auffälligkeiten über die geheime Leitung mitzuteilen, woraufhin Coulson sie wieder ins Team aufgenommen hat. Sie offenbart ihm nun, dass in Wahrheit gar nicht Fury persönlich das T.A.H.I.T.I.-Projekt überwacht hat. Coulson erhält auf seiner alten Dienstmarke geheime Koordinaten, die tief in die kanadische Wildnis führen, und er ist überzeugt, dass sie von Fury stammen. Mit einem Täuschungsmanöver gelangen Garrett und Ward in den Kühlschrank, schalten die Wachen aus und befreien die gesamten Gefangenen, darunter auch Ian Quinn. Außerdem bergen sie eine Reihe gefährlicher Waffen, die alle im Kühlschrank aufbewahrt werden, so auch den Berserker-Stab, das 0-8-4 aus Peru und das Gravitonium. Das Team ist derweil bei den Koordinaten in den vereisten Wäldern Kanadas angekommen, wo sich eine S.H.I.E.L.D.-Basis befindet, in der sie einzig den Agenten Eric Koenig vorfinden, der ihnen erklärt, dass Fury tatsächlich noch lebt. Derweil teilt Raina Garrett mit, dass die Daten über Simmons Forschung am Serum, die Skye gespeichert hat, zu schwer zu entschlüsseln sind. Ward erfährt telefonisch von Skye, wo sich das Team befindet und macht sich auf den Weg dorthin, um ihr den Code zu entlocken und den Rest des Teams zu töten. |           |                            |                                |                      |                                            |                 |                                                |                 |
| 19 | 19        | Die Stunde der Wahrheit    | The Only Light in the Darkness | 22. Apr. 2014        | 6. Juni 2014                               | Vincent Misiano | Monica Owusu-Breen                             | 6,04 Mio.       |
| Coulson und das Team, das sich immer noch in der Basis befindet, entdecken, dass Marcus Daniels, der seit einem Laborunfall über die „Dunkelkraft“ verfügt, mit welcher er Energie absorbieren kann, ebenfalls die Flucht aus dem Kühlschrank gelungen ist. Er wurde einst von S.H.I.E.L.D. gefangen genommen, da er besessen von der Cellistin Audrey Nathan war, die daraufhin die Liebhaberin von Coulson wurde, der aber ihr gegenüber aufgrund von S.H.I.E.L.D. seinen Tod vortäuschen musste. Mittlerweile ist auch Ward in der Basis angekommen und behauptet, es habe einen Kampf gegeben, welchem er nur knapp entkommen ist. Bevor sich das Team auf den Weg zu Daniels macht, muss sich jeder auf Anweisung von Koenig einem Lügendetektortest unterziehen, den alle bestehen, auch wenn Ward leichte Probleme hat. Sie treffen auf Daniels, bei dem sie erfolglos versuchen, ihn mit Lichteinstrahlung zu überladen. Als sie es das zweite Mal mit Hilfe von Gammastrahlung versuchen, schaffen sie es tatsächlich, ihn zu überladen, woraufhin er explodiert. Coulson war die ganze Mission über darauf bedacht, Audrey nicht zu offenbaren, dass er noch am Leben ist, da er meint, es sei noch zu früh dafür. Währenddessen befinden sich Koenig, Skye und Ward noch immer in der Basis, die May aufgrund von Coulons anwährenden Misstrauens ihr gegenüber schon längst verlassen hat. Skye versucht, durch Satellitenbilder der NSA Videoaufnahmen vom Angriff auf den Kühlschrank zu erhalten. Da Ward sein Auffliegen verhindern will, tötet er Koenig, während Skye abwesend ist. Doch diese findet Koenigs Leiche, woraufhin ihr klar wird, dass Ward für HYDRA arbeitet. Um nicht Ward gegenüber verdächtig zu wirken, schließt sie sich bei seinem Plan an, die Basis mit dem Flugzeug zu verlassen. May wird unterdessen von ihrer Mutter, einer ehemaligen S.H.I.E.L.D.-Agentin, vom Straßenrand mit dem Auto abgeholt, die ihr offenbart, dass ihr es gelungen ist, für May ein Treffen mit Maria Hill zu organisieren. |           |                            |                                |                      |                                            |                 |                                                |                 |
| 20 | 20        | Die dunkelste Stunde       | Nothing Personal               | 29. Apr. 2014        | 13. Juni 2014                              | Billy Gierhart  | Paul Zbyszewski & DJ Doyle                     | 5,95 Mio.       |
| In der Basis entdeckt Fitz einen Hinweis von Skye darauf, dass Ward ein Anhänger von HYDRA ist. Dieser befindet sich unterdessen mit Skye noch immer auf den Weg zu dem Ort, von dem aus einzig es Skye möglich ist, Wards Datenträger zu entschlüsseln. Derweil gelangt eine Militäreinheit unter dem Kommando von Glenn Talbot und in Begleitung von Maria Hill in die Basis, die nach einem Treffen mit May dem Militär die geheime Einrichtung gewährt hat, im Austausch dafür, dass Coulson und sein Team nicht festgenommen werden. Nachdem Coulson Hill erzählt, dass Garrett und Ward HYDRA-Mitglieder sind, schließt sie sich vorerst Coulsons Team an. Ward und Skye sind am Ort, einem Restaurant, angekommen, wo Skye den Prozess der Datenentschlüsselung möglichst in die Länge zieht, um sich bis zur Ankunft der Polizei, die sie heimlich alarmiert hat, Zeit zu verschaffen. Diese trifft dann auch ein und versucht Ward festzunehmen, während Skye zu fliehen versucht. Ward kann die Polizisten ausschalten und Skye wird von Deathlok abgefangen, der sie, zusammen mit Ward, ins Flugzeug bringt und einsperrt. Dessen Standort konnte währenddessen vom Team ausfindig gemacht werden, woraufhin Ward beim Start von den in einem Jet befindlichen Hill und Triplett abgelenkt wird. Dadurch hat Coulson genügend Zeit, um sich selbst auf das Flugzeug zu begeben. Nachdem Ward abhebt, entdeckt Coulson Skye in der Zelle und befreit sie. Obwohl sie bemerkt werden, gelingt ihnen die Flucht aus dem Flugzeug. Das Team bringt sich in einem Hotel unter, wo Skye Coulson offenbart, dass sie bei der Datenübertragung ein Hindernis auf Wards Festplatte geladen hat. Hill verlässt das Team wieder und May kehrt zurück. Sie offenbart Coulson, dass sie in der Zwischenzeit mehr über das T.A.H.I.T.I.-Projekt herausgefunden hat. Sie zeigt ihm eine Videodatei, die sie aus seinem unechten Grab geborgen hat, auf der Coulson zu sehen ist, der sich selbst als der wahre Projektleiter offenbart und Director Fury mitteilt, dass das Serum, das an Probanden getestet wurde, verheerende Auswirkungen hatte und er das Projekt deshalb beenden will. |           |                            |                                |                      |                                            |                 |                                                |                 |
| 21 | 21        | Krieg der HYDRA!           | Ragtag                         | 6. Mai 2014          | 20. Juni 2014                              | Roxann Dawson   | Jeffrey Bell                                   | 5,37 Mio.       |
| In Rückblicken erfährt man Wards Vergangenheit: Vor 15 Jahren wurde er in ein Jugendgefängnis inhaftiert, da er das Haus seiner Eltern angezündet hatte. Garrett traf ihn im Gefängnis und bot ihm die Rettung und den Beitritt einer Organisation (HYDRA) an. Ward willigte ein, doch nach der Flucht brachte Garrett ihn in die Wildnis, in der er ihn erst ein halbes Jahr überleben ließ, bevor er dann mit der persönlichen Ausbildung begann. In der Gegenwart entdeckt das Team, dass das Unternehmen Cybertek nicht nur HYDRA beliefert, sondern mit ihnen zusammenarbeitet. Somit versuchen sie, aus dem Zentralserver Cyberteks Informationen zu stehlen, doch als Coulson und May im Gebäude ankommen, finden sie dort nur Dokumente aus Papier vor. Durch diese erfahren sie, dass das erste Deathlok-Projekt an Garrett selbst verübt wurde, der somit ebenfalls High-Tech-Implantate trägt. Dem Team erschließt sich, dass Garrett das Medikament haben will, um sich selbst zu heilen. Die Spuren führen sie außerdem nach Havanna, Kuba, wo sie einen ehemaligen Unterschlupf Garretts verlassen vorfinden. Fitz und Simmons finden derweil Coulsons Flugzeug, werden dabei aber von Ward entdeckt und an Bord gebracht, woraufhin das Flugzeug abhebt. Die beiden treffen auf Garrett und sehen dessen an der Niere befindliches Implantat, woraufhin Fitz einen EMP auslöst, wodurch Garretts lebenswichtiges Implantat deaktiviert wird und er beginnt, immer schwächer zu werden. Er befiehlt Ward, die beiden Wissenschaftler zu töten. Diese fliehen in die Krankenstation und schließen sich ein, doch Ward kapselt den Raum vom Flugzeug ab, wodurch sie im Ozean versinken. Raina hat es mittlerweile geschafft, das Serum zu replizieren und injiziert es Garrett, der zu Beginn eine Extremis ähnliche Reaktion zeigt, sich dann aber schnell erholt. Ian Quinn schlägt währenddessen der Regierung vor, ihr eine Vielzahl an Soldaten wie Deathlok zu verkaufen. |           |                            |                                |                      |                                            |                 |                                                |                 |
| 22 | 22        | Der Anfang vom Ende        | Beginning of the End           | 13. Mai 2014         | 27. Juni 2014                              | David Straiton  | Maurissa Tancharoen & Jed Whedon               | 5,45 Mio.       |
| Ian Quinn hat ranghohe Militär-Offiziere in Cyberteks Hauptquartier eingeladen und versucht, diese vom Kauf der Soldaten zu überzeugen. Daraufhin erscheint Garrett, der mittlerweile Anzeichen von Größenwahn offenbart und tötet einen der Militär-Generäle. Coulson und das Team haben einen Plan gefasst, wie sie in das Cybertek-Gebäude eindringen wollen. Coulson gelangt zusammen mit Triplett in das Anwesen und verschafft Skye und May Zugang. Währenddessen hat Fitz in der Kapsel auf dem Grund des Meeres eine Sauerstoffmaske entwickelt, mit der Simmons es schafft, sich und den bewusstlosen Fitz an die Oberfläche zu bringen, wo sie von Director Fury mit einem Helikopter gerettet werden. Im Cybertek-Gebäude kommt es schließlich zum Kampf zwischen May und Ward, während Skye Mike Petersons gefangenen Sohn Ace befreit. Als Coulson auf Garrett trifft und dieser sich als zu stark herausstellt, kommt Fury, der mittlerweile ebenfalls angekommen ist, zur Hilfe und übergibt Coulson eine Waffe, mit der er Garrett zurückhalten kann. Als Peterson von der Rettung seines Sohnes erfährt, greift er Garrett an und verwundet ihn tödlich. May besiegt Ward im Kampf, der daraufhin zusammen mit den anderen Centipede-Soldaten verhaftet wird. Aus Scham für seine vergangenen Taten lässt Peterson die Möglichkeit verstreichen, seinen Sohn zu treffen und verschwindet. Garrett schleppt sich schwer verletzt zu einem Operationstisch, wo sein Körper mit der Deathlok-Rüstung überzogen wird, als Coulson mit dem 0-8-4 erscheint und ihn endgültig tötet. Simmons gelangt wieder zum Team und teilt diesem mit, dass Fitz im Koma liegt und schwere Folgen erleiden könnte. Fury erklärt Coulson in einem Gespräch zu seinem Nachfolger als Director und betraut ihn mit der Aufgabe, S.H.I.E.L.D. neu zu errichten. Er hinterlässt dem Team Koordinaten, die sie in ihrem Flugzeug zu einer geheimen Basis führen, wo sie Billy Koenig erwartet, Eric Koenigs Zwillingsbruder. Währenddessen kommt Raina zu einem blutüberströmten, unerkennbaren Mann, dem sie erzählt, dass sie seine Tochter Skye gefunden hat. Coulson wacht in der Nacht auf und betrachtet undefinierbare Zeichen, die Garrett in seinem Wahnsinn aufgezeichnet hat, woraufhin Coulson selbst auch beginnt, ähnliche Symbole aus seinem Gedächtnis aufzuschreiben. |           |                            |                                |                      |                                            |                 |                                                |                 |

## Staffel 2
Die Erstausstrahlung der zweiten Staffel war vom 23. September 2014 bis zum 12. Mai 2015 auf dem US-amerikanischen Sender ABC zu sehen. Die deutschsprachige Erstausstrahlung sendete der Pay-TV-Sender RTL Crime vom 12. Juni bis zum 6. November 2015.
| Nr. (ges.) | Nr. (St.) | Deutscher Titel                    | Originaltitel                         | Erstausstrahlung USA | Deutschsprachige Erstausstrahlung (D/A/CH) | Regie            | Drehbuch                           | Zuschauer (USA) |
| --- | --------- | ---------------------------------- | ------------------------------------- | -------------------- | ------------------------------------------ | ---------------- | ---------------------------------- | --------------- |
| 23 | 1         | Die Höhle des Löwen                | Shadows                               | 23. Sep. 2014        | 12. Juni 2015                              | Vincent Misiano  | Jed Whedon & Maurissa Tancharoen   | 5,65 Mio.       |
| Im Jahr 1945 erobert das SSR (Strategic Scientific Reserve) unter dem Kommando von Peggy Carter die letzte bekannte HYDRA-Basis, nimmt deren Leiter Dr. Werner Reinhardt gefangen und beschlagnahmt dabei einen mysteriösen Obelisken sowie einen blauen Körper. In der Gegenwart hat Director Phil Coulson mit dem Söldner Lance Hunter und Isabelle Hartley neue Agenten in sein Team rekrutiert, deren erster Auftrag darin besteht, einem früheren S.H.I.E.L.D.-Agenten Informationen über den Obelisken abzukaufen. Beim Austausch wird der Agent allerdings von Carl Creel, der die Fähigkeit besitzt, die Substanz absorbieren zu können, die er gerade berührt, getötet, woraufhin Creel mit den Informationen flieht. Coulson gibt Skye die Anweisung, den gefangenen Ward zu befragen, der ihr Kommunikationskanäle von HYDRA offenbart, die von S.H.I.E.L.D. bisher nicht erfasst wurden. Mit diesen findet das Team heraus, dass Creels nächster Auftrag lautet, durch General Glenn Talbot den Aufenthaltsort des Obelisken zu erfahren. Das S.H.I.E.L.D.-Team kann Talbot vor Creel bewahren und entführt den Brigadegeneral im selben Zuge. Durch einen Trick finden sie von Talbot heraus, dass alle vom US-Militär konfiszierten S.H.I.E.L.D.-Besitztümer, so auch der Obelisk, in einer Lagerhalle aufbewahrt werden. Durch Talbots Fingerabdrücke schaffen sie es, auf das Militärgelände zu gelangen, doch als Agent Hartley den Obelisken entdeckt, wird sie von Creel angegriffen. Hartley berührt den Obelisken, der daraufhin jedoch beginnt, sie allmählich zu töten. Auf dem Weg in ein Krankenhaus wird das Auto durch Creel zum Überschlagen gebracht, wodurch Agent Hartley und Agent Idaho getötet werden. Creel nimmt den Obelisken an sich und begibt sich zu seinem Auftraggeber. Skye und May bergen aus dem Lager ein Motorrad und einen Quinjet, der einen Tarnmodus besitzt, den Fitz zu entwickeln versucht, allerdings erfolglos, weil er seit seiner Verletzung an Gedächtnisschwund und Halluzinationen leidet, zumal Simmons das Team verlassen hat. Schließlich offenbart sich Creels Auftraggeber als der nicht merklich gealterte Dr. Reinhardt, der mittlerweile den Namen „Daniel Whitehall“ angenommen hat. |           |                                    |                                       |                      |                                            |                  |                                    |                 |
| 24 | 2         | General Talbot                     | Heavy Is the Head                     | 30. Sep. 2014        | 19. Juni 2015                              | Jesse Bochco     | Paul Zbyszewski                    | 4,58 Mio.       |
| Agent Hunter wird auf dem Militärgelände von General Glenn Talbot gefangen genommen, woraufhin sie einen Deal schließen: Gegen viel Geld und eine sittengemäße Beerdigung für Hunters gute Freundin Isabelle Hartley liefert er Talbot Informationen über Coulson. Währenddessen wird Carl Creel von Raina besucht, die den Obelisken im Gegenzug für ein seltenes Metall eintauschen will. Ohne ihr den Obelisken zu übergeben, nimmt Creel sich das Metall, an dem allerdings ein Peilsender befestigt ist. Mit der Hilfe von S.H.I.E.L.D. kann Creel lokalisiert werden. Fitz, der Halluzinationen von der nicht anwesenden Agent Simmons hat, versucht, den Tarnmodus des Quinjets auf Coulsons Flugzeug zu übertragen und erhält dabei Hilfe vom Mechaniker Alphonso „Mack“ Mackenzie, einem weiteren Rekruten im Team. Director Coulson hat erkannt, dass Hunter nun für Talbot arbeitet, doch der Agent weist Coulson darauf hin, dass er den Tod seiner Kollegen ehrlich rächen will. Als das Team auf Creel trifft, macht Hunter die in Position befindlichen Agents Skye, May und Triplett vorübergehend kampfunfähig, um Creel allein zu töten, was nicht Coulsons Befehl entspricht, ihn gefangen zu nehmen. Im letzten Moment kann Coulson Hunter mit einer modifizierten Version des Overkill, die Creel versteinern lässt, vor ebendiesem bewahren. Nachdem Agent Hunters Deal mit Talbot geplatzt ist, gibt Coulson ihm eine zweite Chance in seinem Team. In der S.H.I.E.L.D.-Basis erleidet Coulson wieder einen „Anfall“, indem er unter der Aufsicht von Agent May Symbole in die Wand ritzt. Der Obelisk ist unterdessen in die Hände von Raina gefallen, die ihn zum „Doktor“ bringt, der sie dazu drängt, den Obelisken zu berühren. Die Berührung lässt auf dem Obelisken Symbole, ähnlich Coulsons Zeichnungen, aufleuchten, und Raina erleidet keinen Schaden. „Der Doktor“ befiehlt Raina schließlich, ihm seine Tochter Skye zu bringen. Director Coulson überlässt General Talbot und dem Militär den gefangenen Creel und beweist ihm dabei durch den Quinjet und das stark bewaffnete Flugzeug im Tarnmodus, wie gut S.H.I.E.L.D. ausgestattet ist. |           |                                    |                                       |                      |                                            |                  |                                    |                 |
| 25 | 3         | Im Feuer geboren, im Eis gestorben | Making Friends and Influencing People | 7. Okt. 2014         | 26. Juni 2015                              | Bobby Roth       | Monica Owusu-Breen                 | 4,47 Mio.       |
| Es wird offenbart, dass Director Coulson Agent Simmons bei HYDRA eingeschleust hat, wo diese nun verdeckt als Wissenschaftlerin arbeitet. Simmons informiert das Team, dass HYDRAs nächstes Ziel Donnie Gill ist, der seit dem Unfall mit seiner Frostmaschine über kryokinetische Fähigkeiten verfügt. HYDRA hat herausgefunden, dass sich Simmons und Donnie, der jegliche Annäherungsversuche HYDRAs tödlich abweist, kennen. Das S.H.I.E.L.D.-Team kann ihn in Marokko lokalisieren, wo sich Donnie auf einem Schiff von HYDRA befindet. Währenddessen entdeckt Fitz, der nicht an der Mission teilnimmt, den geheimen Gefängnisraum mit Ward, welcher ihm von Coulson verheimlicht wurde. Um sich an Ward für seinen Gehirnschaden zu rächen, indem er ihn genauso leiden lässt, wie er leiden musste, verringert Fitz die Sauerstoffzufuhr in der Gefängniszelle, woraufhin Ward in Sauerstoffnot verrät, dass HYDRA Donnie vor langer Zeit durch eine gewisse Technik der Gehirnwäsche auf ihre Seite gezogen hat, und sie diese Gehirnwäsche nun reaktivieren wollen. Das Team, das mittlerweile im Schiff Stellung bezogen hat, beobachtet, wie Simmons im Auftrag von HYDRA versucht, das Vertrauen von Donnie zu gewinnen. Schließlich erkennt Donnie die Falle, woraufhin er Simmons angreift. Diese führt Donnie auf der Flucht direkt zu Sunil Bakshi, der rechten Hand von Daniel Whitehall, welcher ihn durch die Reaktivierung der Gehirnwäsche die Loyalität zu HYDRA wiedererkennen lässt. Als Donnie daraufhin auf Bakshis Befehl das gesamte Schiff einfrieren lässt, erschießt Skye ihn aus Scharfschützenposition, woraufhin Donnies Körper vom Schiff fällt und im Wasser versinkt. Schließlich informiert Bakshi Whitehall über ihre unterforderte Wissenschaftlerin Simmons. Bei S.H.I.E.L.D. sucht Skye Ward auf, der ihr erzählt, dass er weiß, dass ihr Vater am Leben ist und er sie zu ihm führen kann. |           |                                    |                                       |                      |                                            |                  |                                    |                 |
| 26 | 4         | Der getarnte Feind                 | Face My Enemy                         | 14. Okt. 2014        | 3. Juli 2015                               | Kevin Tancharoen | Drew Z. Greenberg                  | 4,70 Mio.       |
| Nach der Zerstörung einer Kirche, bei der das einzige intakte Überbleibsel ein 500 Jahre altes Gemälde ist, wird eine Benefizfeier veranstaltet, um Geld zu sammeln. An dieser nehmen auch Coulson und Agent May teil, da auf der Rückseite des intakten Gemäldes ähnliche Symbole, wie die aus Coulsons Gedächtnis, eingeritzt sind, weshalb er es für weitere Nachforschungen stehlen will. Auf der Feier treffen sie General Talbot, der, wie sie später erfahren, das Gemälde schon beschlagnahmt hat. Daraufhin lässt Coulson May den Brigadegeneral in seinem Zimmer belauschen, als es zum Kampf kommt und offenbart wird, dass es sich um HYDRA handelt, das mit High-Tech-Masken das Aussehen von Talbot auf Sunil Bakshi übertragen haben. May muss sich geschlagen geben und wird durch eine Gesichtsmaske ihrerseits durch die ehemalige S.H.I.E.L.D.-Agentin 33 ersetzt, die von HYDRA einer Gehirnwäsche unterzogen wurde. Nachdem der ahnungslose Coulson mit der Doppelgängerin zum Flugzeug zurückkehrt, platziert diese heimlich einen Virus in dessen Computersystem, woraufhin es, nachdem die beiden das Flugzeug wieder verlassen, beginnt, sich selbst zu zerstören. Fitz, der aufgrund seiner Gedächtnisprobleme und Selbstgespräche aus Selbstzweifel Schwierigkeiten damit hat, sich in das Team zu integrieren, schafft es schließlich, das Flugzeug zu reparieren, woraufhin er von Agent Hunter und Mack freundschaftlich aufgenommen wird. Mittlerweile hat Coulson die Tarnung von Agent 33 entdeckt, die von May selbst, welche sich zwischenzeitlich befreien konnte, im darauffolgenden Kampf besiegt wird. Bakshi flieht derweil mit dem Gemälde, wird aber von Coulson eingeholt und ausgeschaltet. Schlussendlich erklärt Coulson May den Plan, dass sie, sollte er beginnen, ähnliche, vom Medikament verursachte Symptome zu zeigen, wie Garrett, ihn töten soll. Schließlich wird Raina von Daniel Whitehall besucht, der mit Gewalt von ihr den Obelisken fordert. |           |                                    |                                       |                      |                                            |                  |                                    |                 |
| 27 | 5         | Das Schaf im Wolfspelz             | A Hen in the Wolf House               | 21. Okt. 2014        | 10. Juli 2015                              | Holly Dale       | Brent Fletcher                     | 4,36 Mio.       |
| Raina bittet den Doktor, ihr den Obelisken zu übergeben, da sie ihn Daniel Whitehall ausliefern muss, um nicht von diesem getötet zu werden. Nachdem er sich weigert mit der Begründung, dass sie ihm noch immer nicht seine Tochter beschafft hat, entdeckt Raina Agent Simmons bei HYDRA, wo diese gerade heimlich mit S.H.I.E.L.D. Kontakt aufnimmt und fotografiert sie dabei. Bei einem darauffolgenden Treffen zwingt Raina Coulson, ihr Skye auszuliefern und gibt ihm zwei Minuten Zeit, bis sie ihr Foto bei HYDRA verbreitet, woraufhin Simmons als Verräterin entlarvt würde. Nachdem Coulson die Zeit verstreichen lässt, wird Simmons bei HYDRA von Sunil Bakshi und der HYDRA-Agentin Bobbi Morse gejagt. Schließlich offenbart sich Morse allerdings ebenfalls als eingeschleuste S.H.I.E.L.D.-Agentin, woraufhin beide von dem in einem Quinjet sitzenden Agent Triplett gerettet werden. Raina erklärt Coulson unterdessen ihre Situation und bittet ihn um Hilfe. Dieser nutzt Raina jedoch zunächst aus, um den Aufenthaltsort von Skyes Vater ausfindig zu machen. Dort angekommen finden sie allerdings nur blutrünstig ermordete Leichen vor, was Skyes Vater, der sie über Kameras beobachtet, in Trauer verfallen lässt, da er ahnt, dass Skye in ihm nun einen brutalen Mörder sieht. Coulson beschließt, Skye auf der Suche nach ihrem Vater keine Geheimnisse mehr vorzuenthalten und zeigt ihr daraufhin die eingeritzten Symbole in der Wand. Skye erfährt von Ward, dass Garrett nach der Injektion des Serums ebenfalls begann, in seinem Wahnsinn überall solche Zeichen hineinzuritzen. Coulson fragt Skye, warum sie nicht auch einen solchen Drang verspürt und kommt zu dem Entschluss, dass das Medikament in Skye eine andere Wirkung erzielt haben könnte, da sie schon zuvor Alien-DNA in sich gehabt haben könnte. Daraufhin erklärt Skye, dass sie die Symbole für eine Karte hält. Schließlich stattet der Doktor Daniel Whitehall bei HYDRA einen Besuch ab und bietet ihm den Obelisken zur Zusammenarbeit an, um Coulson zu töten. |           |                                    |                                       |                      |                                            |                  |                                    |                 |
| 28 | 6         | Das Böse, das uns nahe steht       | A Fractured House                     | 28. Okt. 2014        | 17. Juli 2015                              | Ron Underwood    | Rafe Judkins & Lauren LeFranc      | 4,44 Mio.       |
| Ein Treffen der Vereinten Nationen wird Opfer eines Angriffs einer HYDRA-Einheit unter der Leitung von Mark Scarlotti. Fälschlicherweise wird S.H.I.E.L.D. für den Angriff verantwortlich gemacht, woraufhin Senator Christian Ward, der sich als der ältere Bruder von Grant Ward offenbart, verkündet, dass S.H.I.E.L.D. von nun an auf der ganzen Welt gejagt wird. Einzig der belgische Politiker Julien Beckers hält öffentlich noch zu S.H.I.E.L.D., welches nun nach Brüssel fliegt, um dort einen weiteren Angriff Scarlottis auf Beckers zu verhindern. Grant offenbart Skye seine Angst vor seinem Bruder Christian, wohingegen dieser nicht will, dass die Öffentlichkeit von Grant erfährt. Director Coulson besucht den Senator persönlich und erklärt ihm, dass HYDRA und nicht S.H.I.E.L.D. hinter dem Angriff auf die UN steckt. Coulson bietet ihm außerdem die Auslieferung von Grant an, im Gegenzug dafür, dass er in einer öffentlichen Rede die Schuld von S.H.I.E.L.D. losspricht. Agent May fliegt mit Agent Hunter und dessen Ex-Frau Bobbi Morse, zwischen denen es häufiger zu Streitigkeiten kommt, nach Brüssel, wo sie allerdings feststellen, dass es sich um eine Falle des HYDRA-Anhängers Beckers handelt. In der S.H.I.E.L.D.-Basis kommen Agent Simmons und Agent Fitz wieder zusammen, als Mack Simmons jedoch seine Vermutung mitteilt, dass sich Fitz' Verhalten durch ihre Anwesenheit verschlechtert. Nachdem die S.H.I.E.L.D.-Agenten Scarlottis Männer im Kampf besiegen, die daraufhin festgenommen werden, spricht der erschienene General Talbot May sein Beileid für die verlorenen Agents aus. Senator Ward verkündet bei der UN, dass HYDRA der wahre Feind sei und sein Bruder Grant ein Anhänger ist. Dieser wird währenddessen zum Senator transportiert, kann allerdings die Wachen ausschalten und fliehen. Schließlich betritt ein Mann ein Tattoo-Studio, wo er sich die eigenartigen Symbole des Serums auf den Körper tätowieren lässt. |           |                                    |                                       |                      |                                            |                  |                                    |                 |
| 29 | 7         | Unterdrückte Erinnerung            | The Writing on the Wall               | 11. Nov. 2014        | 24. Juli 2015                              | Vincent Misiano  | Craig Titley                       | 4,27 Mio.       |
| Nachdem eine ehemalige S.H.I.E.L.D.-Agentin von einem Mann getötet wird, wobei beide die Gästehaus-Droge injiziert hatten, wendet Coulson die Gedächtnismaschine von Raina an, um sich an die Agentin zu erinnern. Unter Qualen sieht er in seinen Erinnerungen daraufhin einige Agenten, darunter das Todesopfer, denen allesamt das Serum injiziert wurde. Sie beginnen nach einiger Zeit, mit einem krankhaften Wahn eigenartige Symbole in einen Tisch zu ritzen. Während Coulson angesichts der verheerenden psychischen Folgen der Probanden das Projekt beenden will, wird ihm geraten, stattdessen deren Erinnerungen umzuschreiben, sodass sie ein normales Leben führen können. Durch diese Einblicke wird Coulson klar, dass der Proband Sebastian Derik der Mörder der Agentin ist, woraufhin er sich zu Hank Thompson, dem letzten Lebenden der Agenten, aufmacht. Bei Thompson angekommen will Coulson, nun ebenfalls dem Wahn des Serums erlegen, von diesem die Vollendung des Symbolmusters erfahren, als Derik erscheint und beide ausschaltet. In Thompsons Scheune zeigt Derik den beiden Gefangenen daraufhin seinen mit den Zeichen tätowierten Körper und erklärt Coulson, dass er durch das Töten der Probanden immer mehr Erinnerungen an das Symbolmuster zurückerhält. Dadurch wird klar, dass jeder mit dem Medikament Behandelte, so auch Coulson, trotz des Gedächtnisverlustes noch immer diesen unterdrückten Drang zum Vervollständigen des Symbolmusters verspürt und ihn jeder in seiner eigenen Form ausleben muss. Thompson kann Coulson und sich selbst befreien und es kommt zum Kampf zwischen Coulson und Derik. Schließlich erkennt Coulson das vollendete Symbolmuster in Thompsons Modellbauanlage und lenkt auch Deriks Blick dorthin, wodurch ihrer beider Drang besänftigt wird. Letztendlich stellt sich in der S.H.I.E.L.D.-Basis heraus, dass die gesamte Zeichnung die Skizze einer Stadt ist, die Coulson nun zu finden versucht. Währenddessen waren die Agents Triplett, Morse, Hunter und May damit beschäftigt, Ward einzufangen, was ihnen allerdings nicht gelungen ist. Stattdessen hat dieser S.H.I.E.L.D. als „Geschenk“ den gefangenen Sunil Bakshi hinterlassen, den Coulson nun gedenkt auszunutzen. |           |                                    |                                       |                      |                                            |                  |                                    |                 |
| 30 | 8         | Auf ewig begraben                  | The Things We Bury                    | 18. Nov. 2014        | 31. Juli 2015                              | Milan Cheylov    | DJ Doyle                           | 4,58 Mio.       |
| Bei Experimenten mit dem Obelisken im Jahr 1945 trifft Dr. Reinhardt auf eine Chinesin, die als einzige Versuchsperson den Obelisken berührt, ohne versteinert zu werden. Nach seiner darauffolgenden Festnahme durch Peggy Carter sitzt Reinhardt seine lebenslange Haft bis ins Jahr 1989 ab, in dem er unter dem Vorwand seines schlechten Gesundheitszustandes durch HYDRA entlassen wird, welches in der Zwischenzeit die Chinesin wiedergefunden hat, die seit 1945 nicht gealtert ist. Nach zahlreichen Obduktionen des Körpers der Chinesin gelingt es Reinhardt, hinter ihr Geheimnis zu kommen und sich selbst in ein jüngeres Alter zu versetzen, woraufhin er unter dem Namen „Daniel Whitehall“ seine alte Arbeit bei HYDRA wiederaufnimmt. In der Gegenwart verfolgt Director Coulson den Plan, über das Satellitennetzwerk der Erde herauszufinden, ob die Stadt tatsächlich existiert. Derweil verhört Agent Morse Bakshi, der nach einiger Zeit verrät, dass Whitehall eine Verbindung zu Red Skull hatte. Als das Team daraufhin alte SSR-Akten untersucht, erfahren sie die Wahrheit über Whitehalls Vergangenheit. Bevor Bakshi mehr verraten kann, löst er eine Zyankali-Kapsel in seinem Wangenknochen, um Selbstmord zu begehen, doch er kann von S.H.I.E.L.D.-Ärzten vorübergehend am Leben gehalten werden. Unterdessen ist das Team zum Satellitenstützpunkt in Australien gelangt, wo sie jedoch von HYDRA-Soldaten überrascht werden, die Agent Triplett anschießen. Skyes Vater, der Doktor, erscheint, um ihn zu verarzten und macht sich so mit Coulson bekannt. Er kann zwar fliehen, doch Fitz schafft es, den Sendeempfänger zu installieren, wodurch Skye vom Flugzeug aus auf das Satellitennetzwerk zugreifen kann. Währenddessen stellt sich Grant Ward, der mittlerweile den Tod seines Bruders Christian und seiner Eltern herbeigeführt hat, bei Dr. Whitehall vor, um sich HYDRA wieder anzuschließen. Durch einen Abgleich mit der Skizze entdeckt Coulson, dass die Stadt tatsächlich existiert. Schließlich wird der Grund für die Zusammenarbeit des Doktors mit Whitehall bekannt: Nachdem der Doktor 1989 die Leiche seiner chinesischen Frau findet, schwört er, sich dafür am Verantwortlichen zu rächen. |           |                                    |                                       |                      |                                            |                  |                                    |                 |
| 31 | 9         | In den Abgrund                     | … Ye Who Enter Here                   | 2. Dez. 2014         | 7. Aug. 2015                               | Billy Gierhart   | Paul Zbyszewski                    | 5,36 Mio.       |
| Da Director Coulson weiß, dass derjenige, der den Obelisken zu der unter einer Burganlage in San Juan gelegenen Stadt bringt, große Macht erlangen wird, beabsichtigt er, sie zu zerstören, bevor HYDRA den Obelisken dorthin bringen kann. Raina wird unterdessen von einem HYDRA-Team verfolgt, angeführt von Agent 33, die mit ihrer Maske nur noch durch eine tiefe Wunde, welche sie aus ihrem letzten Kampf mit May davongetragen hat, von dieser zu unterscheiden ist. Mit der Hilfe von Billy und Sam Koenig gelingt Raina die Flucht, woraufhin sie bei den Zwillingen untergebracht wird. Auf der Reise zur Stadt erklärt Fitz Simmons, dass er ihr mit seinen Artikulationsproblemen nicht länger im Weg stehen will und er das S.H.I.E.L.D.-Labor deshalb verlassen wird. Derweil ist es Skye, May und Hunter trotz HYDRA mittlerweile gelungen, Raina an Bord des Flugzeugs zu bringen, wo sie Skye erzählt, was sie vom Doktor über den Obelisken weiß: Dieser sei in Wahrheit der „Gewahrer“ und stamme tatsächlich von einer außerirdischen Rasse, den „Kree“, ab, die ihn hinterlassen haben, um die Erde einem Würdigen zu vererben. Außerdem erklärt Raina ihr, dass sie eben würdig sei, den Obelisken zu halten ohne versteinert zu werden. Währenddessen ist der Rest des Teams um Coulson unter die Festung in San Juan gelangt, wo sie in einem Raum ein tiefes Loch im Boden vorfinden, in das Mack bis zum Grund mit Seilen hinuntergelassen wird. Bei der Berührung eines der am Boden befindlichen Symbole erleidet er plötzlich schreckliche Schmerzen in der Hand. Nachdem das S.H.I.E.L.D.-Flugzeug von HYDRA-Jets aufgrund von Rainas verstecktem Peilsender umstellt wird, kommt Ward an Bord des Flugzeugs und nimmt Raina und Skye mit. In der geheimen Stadt wird der unter Qualen leidende Mack aus dem Schacht wieder hochgezogen, als er jedoch mit zornroten Augen alle Anwesenden in einem Rausch von Aggressivität angreift. Morse kann ihm mit ihren elektrischen Stäben Einhalt gebieten, woraufhin er den dunklen Abgrund erneut hinunterfällt. Schließlich stattet Agent 33 Dr. Whitehall Bericht von Wards Mission ab, was Whitehall jedoch verärgert, da Ward den eigentlichen Befehl, nur Raina mitzunehmen und das Flugzeug zu zerstören, missachtet hat. Nun bittet er Agent 33, den Auftrag korrekt zu Ende zu führen.                                             |           |                                    |                                       |                      |                                            |                  |                                    |                 |
| 32 | 10        | Apokalypse                         | What They Become                      | 9. Dez. 2014         | 14. Aug. 2015                              | Michael Zinberg  | Jeffrey Bell                       | 5,29 Mio.       |
| Nachdem Agent May und Agent Triplett mit einem waghalsigen Manöver den Angriffen der HYDRA-Jets entfliehen, begeben sie sich mit dem Flugzeug nach San Juan. Dort ist mittlerweile auch HYDRA angekommen, wo Skye mit ihrem Vater konfrontiert wird, der ihr voller Glückseligkeit seinen Namen „Cal“ offenbart. Nachdem ihr Attentatsversuch auf Dr. Whitehall scheitert, werden Cal, Skye und Ward, der sich ebenfalls auf ihre Seite geschlagen hat, gefangen genommen. Durch den Angriff von S.H.I.E.L.D. kann Cal sich befreien, woraufhin er Whitehall verfolgt, als Coulson erscheint und diesen erschießt. Unfähig seine lang ersehnte Rache auszuüben, stürzt sich Cal voller Wut auf Coulson. Nachdem Ward sich und Skye befreien kann, nimmt sich Skye eine Waffe und schießt Ward an. Sie eilt Coulson zur Hilfe, der gerade von Cal zusammengeschlagen wird, und bedroht ihren Vater, woraufhin dieser sich mit Skyes wahren Namen „Daisy“ von ihr verabschiedet und den Ort verlässt. Agent 33 hilft dem verwundeten Ward auf und sie fliehen gemeinsam. Nachdem Skye erkennt, dass Raina sich mit dem Obelisken auf dem Weg zur Stadt befindet, nimmt sie die Verfolgung auf. Da Coulson sie von der Stadt fernhalten will, folgt er wiederum Skye. Triplett, der die Stadt in der Zwischenzeit zusammen mit Fitz und Simmons mit Sprengladungen versehen hat, stürmt daraufhin in den Schacht, um sie rechtzeitig zu entschärfen. Raina wird währenddessen von Mack, von dem die Stadt mittlerweile vollständig Besitz ergriffen hat, zum „Tempel“ geführt. Dorthin folgt ihr auch Skye und kurz darauf auch Triplett, woraufhin die drei durch die sich bewegenden Wände in dem runden Raum eingeschlossen werden. Nachdem Raina den Obelisken auf dem vorhergesehenen Sockel positioniert, öffnet sich dessen Hülle und darunter kommt ein Kristall zum Vorschein aus dem plötzlich Nebel entweicht, von dem Skye und Raina versteinert werden. Um Skye zu retten, zerstört Triplett den Kristall, wobei er allerdings von einem Splitter getroffen wird und ebenfalls versteinert. Kurz darauf bricht Skyes und Rainas Steinhülle auf und angesichts ihres leblosen Freundes entfesselt Skye ihre Macht. Dies aktiviert woanders einen weiteren Obelisken im Besitz eines Mannes ohne Augen, der bei einem Telefonat versichert, dass er sich darum kümmern werde.                                  |           |                                    |                                       |                      |                                            |                  |                                    |                 |
| 33 | 11        | In tiefer Trauer                   | Aftershocks                           | 3. März 2015         | 21. Aug. 2015                              | Billy Gierhart   | Maurissa Tancharoen & Jed Whedon   | 4,48 Mio.       |
| Im Jahr 1983 betreut Jiaying, Mutter von Skye, einen verängstigten jungen Mann namens Gordon, der nach der Durchquerung eines Nebels die Folgen einer Transformation durchlebt, bei der er beide Augen verlor und die Gabe erhielt, sich teleportieren zu können. In der Gegenwart sind alle aus der durch ein Erdbeben erschütterten Alien-Stadt geflohen und Skye muss auf der Quarantänestation ausharren, da sie wie Mack, der nach seiner Gehirnmanipulation durch die Stadt wieder genesen ist, auf die Folgen des Einflusses der Stadt und des Nebels untersucht wird. Als Raina aus den unterirdischen Gängen flieht, trifft sie auf Cal und offenbart ihm ihr Gesicht, das durch die Einwirkungen des Nebels des Obelisken ein dornenübersätes, außerirdisches Aussehen angenommen hat. Sie bittet Cal, ihre Verwandlung rückgängig zu machen, doch dieser überlässt die verzweifelte Raina ihrem Schicksal. Director Coulson inszeniert derweil bei der scheinbaren Auslieferung Bakshis an das US-Militär eine Befreiungsaktion von HYDRA, bei der der als HYDRA-Agent getarnte Hunter Bakshi erklärt, dass sein Befehl von der HYDRA-Führungsriege lautet, ihn zu erschießen. Auf Bakshis Flehen hin lässt Hunter ihn jedoch am Leben und bringt ihn zum HYDRA-Unterschlupf, wo Bakshi, im Glauben von den anderen HYDRA-Führungskräften verraten worden zu sein, die Anordnung gibt, diese zu eliminieren. Hunter und Agent Morse stürmen schließlich das Gebäude, töten alle anwesenden HYDRA-Mitglieder und nehmen Bakshi fest, um ihn General Talbot auszuhändigen. In der S.H.I.E.L.D.-Zentrale kommt Agent Fitz nach der Auswertung von Skyes physischen Werten während des Erdbebens schockiert zu dem Entschluss, dass das Erdbeben offensichtlich von Skye selbst ausgelöst wurde, welche von dieser Nachricht so erschüttert ist, dass sie die Station daraufhin unkontrolliert zum Beben bringt. Fitz behält die Ergebnisse allerdings für sich, um nicht noch mehr Unruhe in das wegen Tripletts Tod ohnehin schon aufgebrachte Team zu bringen. Währenddessen wird Raina bei ihrem Selbstmordversuch von Gordon gerettet, der sich mit ihr aus der Gefahrenzone teleportiert. Schließlich informiert Mack heimlich Morse darüber, dass er das Versteck von Furys Werkzeugkiste in Coulsons Büro gefunden hat.                                                                                 |           |                                    |                                       |                      |                                            |                  |                                    |                 |
| 34 | 12        | Mein Freund, der Feind             | Who You Really Are                    | 10. März 2015        | 28. Aug. 2015                              | Roxann Dawson    | Drew Z. Greenberg                  | 3,80 Mio.       |
| Director Coulson bekommt es erneut mit Lady Sif aus Asgard zu tun, die für eine Mission auf die Erde gekommen ist und ihr Gedächtnis verloren hat. Im Internet entdeckt Agent May ein Video von Sif, wie sie gegen einen Mann kämpft, der sie jedoch mithilfe eines speziellen Stabes besiegen kann. Nach einem Aufeinandertreffen mit dem Mann in einem Krankenhaus stellt sich heraus, dass es sich bei diesem um einen Kree handelt und er flüssiges Stickstoff braucht, um seine blaue Hautfarbe der des Menschen anzupassen. Nachdem das Team ihn bei der Ausgrabungsstätte des Obelisken von 1945 gefangen nehmen kann, wird er verhört. Es offenbart sich, dass der Kree „Vin-Tak“ heißt und sein Stab einen Gedächtnisverlust verursacht. Um seine friedlichen Absichten zu beweisen, bringt Vin-Tak Sifs Erinnerungen zurück und erklärt, warum er hier ist: Vor Tausenden von Jahren landeten einige fanatische Kree auf der Erde, um die Menschen mithilfe der „Terrigenese“ zu unterwürfigen Kampfsklaven zu machen. Diese wurden hierbei genetisch modifiziert, um durch Terrigen-Kristalle aktiviert zu werden. Diese Kristalle wurden in „Gewahrern“, also den Obelisken, zur Erde transportiert und die unterirdische Stadt diente als Basis für die Kree. Nachdem nahezu alle Terrigenese-Experimente scheiterten, konnten sie vom Rest der Kree, der friedlich gesinnt war, besiegt werden. Vin-Tak sei nun auf die Erde gekommen, nachdem ihm das Signal eines der Gewahrer aufgefallen ist, um die entstandenen Supermenschen zu eliminieren, die Gewahrer zu zerstören und damit zu verhindern, dass die bösartigen Kree einen gelungenen Versuch ihrer Terrigenese bemerken. Skye erfährt somit die Wahrheit darüber, was ihr in der Stadt widerfahren ist, woraufhin sie ihre Gefühle nicht zurückhalten kann und zum wiederholten Male ein Beben auslöst, das diesmal das gesamte Team miterlebt. Als daraufhin klar wird, dass Skye ein Ergebnis der Terrigenese ist, will Vin-Tak sie töten. Dieser kann allerdings von Morse aufgehalten werden, bevor er in Sifs Gefangenschaft zurück zu seinem Heimatplaneten Hala gebracht wird. Agent Hunter, der Coulsons Angebot angenommen hat, dauerhaft bei S.H.I.E.L.D. zu bleiben, konfrontiert Mack mit dem Geheimnis, das dieser mit Morse hegt, woraufhin Mack ihn in seiner Not bewusstlos schlägt.                                         |           |                                    |                                       |                      |                                            |                  |                                    |                 |
| 35 | 13        | Eine von uns                       | One of Us                             | 17. März 2015        | 4. Sep. 2015                               | Kevin Tancharoen | Monica Owusu-Breen                 | 4,34 Mio.       |
| Skyes Vater Cal beginnt damit, Leute um sich zu sammeln, die auf dem S.H.I.E.L.D.-Index stehen, einer Liste von unter Beobachtung stehenden „Begabten“, damit diese sich seinem Rachefeldzug gegen S.H.I.E.L.D. anschließen. Aufgrund von Skyes unberechenbaren Gemütsschwankungen bittet Coulson May, ihren Exmann, den Psychologen Dr. Andrew Garner, aufzusuchen, um ihn bei Skye einzusetzen. Dieser hat vor längerer Zeit schon die Zusammenarbeit mit S.H.I.E.L.D. beendet, ist nach einem Gespräch mit May aber bereit, Skye zu helfen. Cal bricht mit seiner Gefolgschaft derweil in ein Hochsicherheitsgefängnis ein, von dem ein Trakt zu S.H.I.E.L.D. gehört, aus dem er den Häftling David A. Angar befreit, dessen Stimmbänder bei einem Krebsheilungsexperiment so starker Strahlung ausgesetzt wurden, dass seine Stimme katatonisch bei anderen Menschen wirkt. Cal begibt sich daraufhin zu Coulsons Heimatstadt, wo er Angar von dessen Mundschutz befreit und ihn auf einen Sportplatz voller Jugendlicher loslässt, die auf seinen Schrei hin bewegungsunfähig zusammenbrechen. Als das Team ebenfalls dort ankommt, lockt Cal Coulson auf das Footballfeld und weist Angar an, einen weiteren Schrei loszulassen, als plötzlich Gordon, der Mann ohne Augen, erscheint und sich mit Cal wegteleportiert. Das Team um May, Morse und Coulson kann Cals restliche Truppe ausschalten, doch der Anblick dessen löst bei der ebenfalls anwesenden Skye solche Emotionen aus, dass sie droht, ihre Kraft zu entladen. Sie unterdrückt sie, richtet sie damit allerdings nach innen, woraufhin sie ohnmächtig wird und mit zahlreichen Haarfrakturen auf dem Flugzeug wieder aufwacht. Nach dieser Mission verlässt auch Dr. Garner wieder das Team und als Fazit aus seiner psychologischen Analyse von Skye rät er May, sie nicht mehr in den aktiven Dienst zu lassen. Mack weiht den gefangenen Hunter schließlich in das Geheimnis ein und erklärt ihm, dass er und Morse für das „echte“ S.H.I.E.L.D. arbeiten, das Nick Fury hinterlassen hat. Währenddessen befindet sich Cal in dem Raum, in dem Gordon vor Jahrzehnten von Jiaying bewacht wurde. Dieser erscheint anschließend vor Cal und erklärt ihm, dass er nicht einer von ihnen sei, sondern lediglich ein Experiment, woraufhin er Cal gehen lässt.                                                                                   |           |                                    |                                       |                      |                                            |                  |                                    |                 |
| 36 | 14        | Liebe in Zeiten von HYDRA          | Love in the Time of Hydra             | 24. März 2015        | 11. Sep. 2015                              | Jesse Bochco     | Brent Fletcher                     | 4,29 Mio.       |
| Grant Ward und seine neue Verbündete, Agent 33, entführen den Erfinder der HYDRA-Tarnmaske, die Agent 33 noch immer das Aussehen von May verleiht, und bringen ihn dazu, ihre Narbe zu versiegeln und außerdem die Fähigkeit zu geben, jegliches Aussehen einer anderen Person zu übernehmen. Mack führt Agent Hunter schließlich in einen Konferenzraum zu seinen Vorgesetzten, an deren Spitze Robert Gonzales. Dieser klärt Hunter über die Lage auf: Da die S.H.I.E.L.D.-Führungsriege Nick Fury aufgrund seiner Geheimnisse nicht immer voll vertraut hat, hat sich im Geheimen ein separates S.H.I.E.L.D. gebildet. Seit Coulsons Amtsübernahme als Director hat dieser, auch aufgrund des Alien-Serums, S.H.I.E.L.D. fahrlässig und auf eigene Interessen beruhend, wie z. B. die Suche nach der Kree-Stadt, geführt. Mack und Bobbi waren damit beauftragt, Coulson auszuspionieren und sein Verhalten zu beobachten. Währenddessen bietet Ward Agent 33, die seit Whitehalls Tod psychisch labil ist, an, sich an Sunil Bakshi, der sich noch immer in der Gefangenschaft des Militärs befindet, zu rächen, um seelische Befriedigung zu erlangen. Nachdem May Dr. Garners Ratschlag an Coulson überbringt, geleitet dieser Skye zu einem ländlichen Rückzugsort, an dem sie in Sicherheit ist und niemanden mit ihrer Kraft gefährden kann. Agent 33 gelingt es schließlich in Talbots Militärbasis, mithilfe ihre Maske ungesehen zu Bakshis Zelle zu gelangen und diesen mitzunehmen. Morse versucht, sich bei Hunter zu entschuldigen, als S.H.I.E.L.D.-Agenten kommen, um ihn festzunehmen. Hunter schaltet sie aus und muss feststellen, dass er sich auf einem Flugzeugträger mitten im Ozean befindet, woraufhin er sich mit einer Tauchkapsel in die Flucht schlägt. General Talbot informiert Coulson darüber, dass Agent 33 und Ward Bakshi befreit haben, während May ihm ihr Misstrauen gegenüber dem zurückgekehrten Mack äußert. Agent 33 übt schließlich ihre Vergeltung an Bakshi aus, indem sie ihn, genauso wie sie damals, einer Gehirnwäsche unterzieht. |           |                                    |                                       |                      |                                            |                  |                                    |                 |
| 37 | 15        | Eine Tür schließt sich             | One Door Closes                       | 31. März 2015        | 18. Sep. 2015                              | David Solomon    | Lauren LeFranc & Rafe Judkins      | 4,26 Mio.       |
| In Rückblicken wird das Geschehen an Bord eines von HYDRA gekaperten S.H.I.E.L.D.-Flugzeugträgers an dem Tag, als S.H.I.E.L.D. gefallen ist, gezeigt: Der gefangene Mack wird mitsamt seiner Crew von Isabelle Hartley und Bobbi Morse befreit. Zu dritt gelangen sie zum verletzten Kommandeur des Schiffes, Robert Gonzales. Entgegen dessen von Furys Befehlen gestützten Überzeugung, das Schiff mitsamt seiner wichtigen Ladung zu zerstören, entscheiden sich Mack, Morse und Hartley dazu, das Schiff zurückzuerobern und stürzen sich erfolgreich in den Kampf mit den HYDRA-Soldaten. In der Gegenwart hat Coulson mittlerweile herausgefunden, dass Mack und Agent Morse hinter seiner geheimen Werkzeugkiste her sind, doch als er Mack damit konfrontiert, flieht dieser. Morse gelingt es nach einem Gefecht mit May, eben jene würfelförmige Box an sich zu bringen und ebenfalls in der Basis unterzutauchen. Währenddessen erscheint Gordon in Skyes Rückzugsstätte und bietet ihr an, sie zu einem Ort zu bringen, an dem sie lernen kann, mit ihren Kräften umzugehen. Gerade als es dem Team gelingt, Agent Morse zu finden und festzunehmen, wird die Basis von Spezialagenten unter der Leitung von Robert Gonzales gestürmt. Das Team ist machtlos und alle bis auf May, der rechtzeitig die Flucht gelingt, werden festgenommen. Coulson wird anschließend Gonzales vorgeführt, der ihm die Sachlage um sein Misstrauen ihm gegenüber erläutert. May belauscht unterdessen Gonzales’ Kollegen Agent Weaver und Agent Calderon, die eine Einheit unter der Leitung von Morse losschicken, um Skye zu holen, woraufhin May diese warnt. Sie kann zudem Coulson aus der Gefangenschaft befreien und über einen Geheimgang zur Flucht verhelfen, bevor sie von Agenten gestellt wird. Skye wird schließlich außerhalb des Hauses in einem Waldstück von Morse und Calderon entdeckt, woraufhin dieser seine Pistole auf sie abfeuert. Skye benutzt instinktiv ihre Kräfte, um die Pistolenkugel abzuwehren, wobei sie jedoch das komplette Waldgebiet zerstört und Calderon von einem Holzstück getötet wird. Daraufhin erscheint Gordon und verschwindet auf Skyes Zustimmung mit ihr per Teleportation. Coulson trifft schließlich in einer Strandbar auf Hunter, der ihm seine Hilfe zusichert.                                                                                                  |           |                                    |                                       |                      |                                            |                  |                                    |                 |
| 38 | 16        | Jenseits                           | Afterlife                             | 7. Apr. 2015         | 25. Sep. 2015                              | Kevin Hooks      | Craig Titley                       | 4,24 Mio.       |
| Skye wacht in der Gegenwart von Gordon und dem Terrigenese-Experten Lincoln Campbell auf, der ihr erklärt, dass sie sich an einem Ort befindet, der, weil nur Gordon seine genaue Lage kennt, von den Bewohnern schlicht als „Jenseits“ bezeichnet wird. Er führt sie durch das in den Bergen liegende Dorf, in dem ausschließlich Menschen leben, die auf die Terrigenese vorbereitet werden. Währenddessen begeben sich Coulson und Hunter zum Rückzugsort und sehen dort auf einer Überwachungskamera, was mit dem Waldstück passiert ist. Als Coulsons Plan, S.H.I.E.L.D. in eine Falle zu locken, um an einen Quinjet zu gelangen, fehlschlägt und er und Hunter festgenommen werden, erscheint plötzlich Mike Peterson, der zuvor von Coulson zur Hilfe gerufen wurde, und befreit die beiden. Skye findet unterdessen heraus, dass sich auch Raina nach ihrer Verwandlung im „Jenseits“ aufhält, und stürmt wutentbrannt zu ihr. Raina enthüllt Skye ihr monsterhaftes Aussehen und kurz bevor diese ihre Kräfte gegen Raina richtet, erscheint Jiaying und hält sie zurück. Sie stellt sich als Skyes Lehrerin für den Umgang mit ihren Kräften vor, verschweigt aber, dass sie Skyes Mutter ist. Schließlich teleportiert Gordon Jiaying zu Cals geheimen Raum, wo dieser eingesperrt ist, und sie spricht ihm ihren Dank dafür aus, ihre gemeinsame Tochter gefunden zu haben, verbietet ihm aber aufgrund seiner mangelnden Selbstkontrolle, sie zu sehen. Im Quinjet erläutert Coulson Hunter, dass Peterson mit der Verfolgung von HYDRA-Anhängern in Europa beschäftigt war, die ebenfalls hinter Menschen mit besonderen Kräften her sind, weshalb Coulson sich nun gezwungenermaßen an Grant Ward wenden will. Derweil versucht S.H.I.E.L.D. erfolglos, Coulsons Werkzeugkiste zu öffnen, woraufhin sich Simmons bereiterklärt zu helfen. Fitz jedoch zeigt sich schockiert darüber und Coulson gegenüber loyal und verlässt die Basis. Dies offenbart sich allerdings als Trick, da Simmons Fitz vor dessen Abgang die Werkzeugbox mitgegeben hat, während sie selbst bei S.H.I.E.L.D. nur eine Attrappe untersucht. |           |                                    |                                       |                      |                                            |                  |                                    |                 |
| 39 | 17        | Melinda                            | Melinda                               | 14. Apr. 2015        | 2. Okt. 2015                               | Garry A. Brown   | DJ Doyle                           | 4,04 Mio.       |
| Rückblenden zeigen den Vorfall, der Agent Melinda May seelisch veränderte und den Spitznamen „Kavallerie“ eingebracht hat: Bei einem S.H.I.E.L.D.-Einsatz unter der Führung von Phil Coulson in Bahrain vor 7 Jahren, der Eva Belyakov, einen Menschen mit besonderen Kräften, zum Ziel hat, werden S.H.I.E.L.D.-Agenten und ein kleines Mädchen von einer mit Eva verbündeten Straßengang in einem Haus als Geiseln genommen. Nachdem ein Spezialteam das Gebäude betritt und komplett zerschlagen wird, entschließt sich May, auf eigene Faust einzudringen. Sie kämpft sich bis zu den Geiseln vor, die allerdings allesamt wie hypnotisiert scheinen. Es stellt sich heraus, dass Eva aus Jiayings Obhut geflohen ist, um mit Terrigen-Kristallen ihre Tochter, das Mädchen Katya, von ihrer Gabe zu heilen, sich von den Schmerzen anderer Menschen zu ernähren, indem sie diese umbringt. Nachdem es May trotz der übermenschlichen Stärke Evas gelingt, diese zu töten, erscheint Katya und löscht nacheinander die Lebensenergie ihrer ferngesteuerten Opfer aus, während sie auf May zusteuert. Obwohl sie sich dagegen sträubt, ist May gezwungen, das kleine Mädchen zu erschießen, um nicht ebenfalls von ihr getötet zu werden. Dies traumatisierte May jedoch so sehr, dass sie daraufhin den Außeneinsatz quittierte und sich von ihrem Mann Andrew Garner trennte. In der Gegenwart beginnt Jiaying mit Skyes Training und erklärt ihr, dass sie die Frequenz von Objekten beeinflussen kann, woraufhin es Skye gelingt, eine entfernte Lawine in den Bergen auszulösen. Agent Weaver gewährt May die Kontrolle über die Basis, da diese einwilligt, bei der Suche nach Coulson zu helfen. Mack teilt May und Simmons mit, dass Coulson ein geheimes „Theta-Protokoll“ am Laufen hatte, welches S.H.I.E.L.D. für dessen Plan hält, einen Stützpunkt für Menschen mit Fähigkeiten zu errichten. Nachdem Jiaying Skye offenbart, dass sie ihre Mutter ist, erzählt sie ihr die Geschichte von Eva. Daraufhin überredet Jiaying Skye zu einem gemeinsamen Abendessen mit Cal, und als die drei glücklich am Tisch sitzen, erinnert sich Lincoln, wie Raina ihm genau diese Situation aus einem Traum geschildert hat. Derweil entschlüsselt Fitz den Werkzeugkasten und kontaktiert Coulson, um sich mit diesem zu treffen, während Hunter ihm erklärt, wie er seine Verfolger loswird.                   |           |                                    |                                       |                      |                                            |                  |                                    |                 |
| 40 | 18        | Der Feind meines Feindes …         | The Frenemy of My Enemy               | 21. Apr. 2015        | 9. Okt. 2015                               | Karen Gaviola    | Monica Owusu-Breen                 | 4,45 Mio.       |
| Coulson, Hunter und Peterson holen Fitz im Quinjet ab und begeben sich nach Tijuana, um dort Grant Ward dazu zu bringen, ihnen bei der Suche nach HYDRA-Anführer Wolfgang von Strucker und dessen Assistenten Dr. List zu helfen. Gegen das Versprechen, Wards Gedächtnis mit dem T.A.H.I.T.I.-Protokoll zu löschen und ihn danach nicht mehr zu verfolgen, kann Coulson ihn zur Zusammenarbeit überreden. Daraufhin holen Ward und Agent 33 Sunil Bakshi, der seit seiner Gehirnwäsche auf die Befehle der beiden hört und nun mit der Mission betraut wird, mit Peterson als Leibwächter an Bord von Dr. Lists Jet zu gelangen. Im „Jenseits“ erkennt Skye derweil, dass Jiaying vorhat, Cal aus dem Dorf fortzubringen, woraufhin Skye versucht, ihr klarzumachen, dass dies einen Wutanfall von Cal und die damit einhergehende Gefährdung von Menschen zur Folge haben könnte. Aus diesem Grund reist Skye mit Cal per Teleportation und unter dem Vorwand, seine Heimatstadt kennenlernen zu wollen, nach Milwaukee, wo Skye nach einiger Zeit May telefonisch über ihren Aufenthaltsort informiert und bittet, Cal zur Sicherheit in S.H.I.E.L.D.-Gewahrsam zu nehmen. May wurde in der Basis mittlerweile von Simmons mitgeteilt, dass die Box, an der sie arbeitet, nur eine Fälschung ist und Fitz die echte besitzt. Coulson und der Rest beobachten unterdessen über Petersons Augenkamera, wie Dr. List in einem Gespräch mit Bakshi erklärt, dass HYDRA bei ihren Nachforschungen über Menschen mit Kräften eine Methode gefunden hat, Teleportationen zu lokalisieren, woraufhin sie nach Milwaukee fliegen, da Gordon dort zuletzt aktiv war. Als Cal und Skye in Cals eigenem leerstehenden Bürogebäude auf Lincoln treffen, der von Jiaying zur Beobachtung der beiden hinterhergeschickt wurde, werden sie von HYDRA-Soldaten angegriffen, die Lincoln mit seinen elektrostatischen Kräften zurückhalten muss. Kurz darauf stößt auch Coulsons Einsatzteam um Ward und Peterson hinzu und es kommt zu einer großen Schießerei. Mitten im Kampfgetümmel erscheint schließlich Gordon, der Skye und unabsichtlich auch Cal, der sich mit in den Teleportationsradius wirft, wegteleportiert. Nachdem der Kampf vorüber ist, durchsuchen Mack und Bobbi das Gebäude und finden Coulson, der sich freiwillig gefangen nehmen lässt.                                                                     |           |                                    |                                       |                      |                                            |                  |                                    |                 |
| 41 | 19        | Die glorreichen Sechs              | The Dirty Half Dozen                  | 28. Apr. 2015        | 16. Okt. 2015                              | Kevin Tancharoen | Brent Fletcher & Drew Z. Greenberg | 4,57 Mio.       |
| Gordon kehrt verletzt von einem erfolglosen Befreiungsversuch Lincolns zurück, an welchem daraufhin zusammen mit Peterson in einem geheimen HYDRA-Stützpunkt Experimente durchgeführt werden. In der S.H.I.E.L.D.-Basis angekommen kann Coulson Robert Gonzales von seinem Plan überzeugen, die Gefangenen aus dem HYDRA-Unterschlupf zu retten, der, wie er von Bakshi weiß, in der Arktis liegt, und ihn zu zerstören. Nachdem Raina erzählt, dass sie geträumt hat, wie Skye Lincoln retten würde, kann sie Jiayings Anweisung zum Trotz Gordon dazu überreden, Skye mit in das S.H.I.E.L.D.-Flugzeug zu ihrem alten Team, zu dem vorübergehend auch wieder Ward gehört, zu teleportieren. Sie fliegen gemeinsam in einem Quinjet auf dem Dach des Flugzeugs in die Arktis, wo es anschließend planmäßig beschossen und zerstört wird, während der Quinjet als Trümmerteil getarnt unentdeckt landen kann. Das S.H.I.E.L.D.-Team stürmt die Basis und schlägt Dr. List in die Flucht, während Skye mit dem gezielten Einsetzen ihrer Erdbebenkräfte bis zum im Koma liegenden Lincoln vordringt und ihn mit ihren Fähigkeiten reanimiert. Als sich Ward und Simmons um den ebenfalls schwerverletzten Peterson kümmern, versucht Simmons, Ward aus Rache für seinen Verrat mit einer Splitterbombe zu töten, doch der gehorsame Bakshi wirft sich schützend vor Ward und wird pulverisiert. Während Fitz die Raketenabwehr für das folgende Bombardement des Stützpunktes ausschaltet, holt sich Coulson abseits der Mission Informationen aus einem HYDRA-Computer. Das Team kehrt mitsamt den Verletzten zurück, außer Ward, der die Basis allein verlässt und damit der Gefangennahme und Gedächtnisauslöschung durch S.H.I.E.L.D. entgeht. Bei einem Telefonat mit Coulson erklärt er, dass er seine Fehler einsieht, auch wenn ihm das Team nicht vergibt, und er es für seine enge Freundin, die ehemalige S.H.I.E.L.D.-Agentin 33, für das Beste hält, wenn sie bei S.H.I.E.L.D. reintegriert wird. Bei einem Gespräch mit Maria Hill offenbart Coulson, dass er in der HYDRA-Basis den Aufenthaltsort von Lokis Zepter – Sokovia – herausgefunden hat und das Theta-Protokoll eingeleitet werden kann, das die Bergung des Zepters durch die Avengers beinhaltet. Währenddessen sieht Raina in einer Vision den Angriff von einer Herde aus Robotern vorher.                                                |           |                                    |                                       |                      |                                            |                  |                                    |                 |
| 42 | 20        | Alte Wunden                        | Scars                                 | 5. Mai 2015          | 23. Okt. 2015                              | Bobby Roth       | Rafe Judkins & Lauren LeFranc      | 4,45 Mio.       |
| In einem Rückblick erfährt man, wie Coulson S.H.I.E.L.D. unter dem Theta-Protokoll heimlich einen Helicarrier von Nick Fury rekonstruieren ließ. Ein Jahr später rettet dieser Helicarrier in Sokovia zahlreiche Menschenleben, was die S.H.I.E.L.D.-Führungsriege dazu veranlasst, Coulson wieder als Director einzustellen. Nachdem Raina Gordon und Jiaying von einer Zukunftsvision von einem mysteriösen Stein erzählt, befürchtet Jiaying, dass es sich dabei um eine uralte, tödliche Waffe der Kree handeln könnte. Dank der Terrigen-Verbindung zum Stein kann sich Gordon mit Raina zu dessen Aufenthaltsort teleportieren und findet sich im Frachtraum von Gonzales’ Flugzeugträger wieder, wo dieser ihn versteckt hält. Gordon und Raina sehen, wie sich der Monolith in ihrer Gegenwart verflüssigt und wieder verfestigt, werden dann aber von Morse und May entdeckt und müssen fliehen. Auch Skye weiß nichts über den Stein, doch sie offenbart, dass sich die Menschen mit besonderen Kräften selbst „Inhumans“ nennen. S.H.I.E.L.D. kann das „Jenseits“ schließlich mithilfe von HYDRAs Teleportationsortungstechnik lokalisieren, woraufhin Skye und der inzwischen erwachte Lincoln vorausgeschickt werden, um ein Treffen mit Jiaying zu arrangieren. Mack kündigt bei S.H.I.E.L.D., da er Coulson als Director aufgrund des Alien-Serums nicht vertraut. Als sich das Einsatzteam unter der Führung von Gonzales und ohne Coulson in Quinjets auf den Weg macht, wird Agent Morse in ihrem von Agent 33 angegriffen, die den Jet zum Landen bringt, im Zweikampf aber von Morse besiegt wird. Morse steigt anschließend aus dem Quinjet aus und wird vom wartenden Ward mit einem Pistolenschuss betäubt. Cal einigt sich mit Jiaying darauf, sich als Zeichen des Friedens S.H.I.E.L.D. auszuliefern, dabei werden bei ihm jedoch auffällige leere Ampullen sichergestellt. Beim Gespräch mit Jiaying erklärt Gonzales schließlich, dass S.H.I.E.L.D. vorhat, die Kräfte der Inhumans zu erforschen und die Gefährlichen unter ihnen einzubremsen. Jiaying sieht dies jedoch als Bedrohung für die Inhumans und nimmt daraufhin einen künstlich hergestellten Terrigen-Kristall, den sie fallen lässt, sodass Gonzales im austretenden Nebel versteinert wird. Anschließend schießt sie sich mit dessen Pistole in die Schulter, um einen Angriff von Seiten Gonzales’ vorzutäuschen.        |           |                                    |                                       |                      |                                            |                  |                                    |                 |
| 43 | 21        | Schachmatt – Teil 1                | S.O.S. (1)                            | 12. Mai 2015         | 30. Okt. 2015                              | Vincent Misiano  | Jeffrey Bell                       | 3,88 Mio.       |
| Nachdem Jiaying mit ihrer Behauptung, Gonzales hätte sie angegriffen, versucht, einen Krieg gegen S.H.I.E.L.D. anzuzetteln, teleportiert sich der ebenfalls in Jiayings Plan eingeweihte Gordon in einen Quinjet und beschießt das Dorf, ohne jemanden zu verletzen, aber mit der Absicht einen Angriffsversuch von S.H.I.E.L.D. vorzutäuschen. S.H.I.E.L.D. zieht sich daraufhin zurück und Jiaying heilt sich, indem sie per Berührung einem gefangenen S.H.I.E.L.D.-Piloten die Lebensenergie entzieht. Um herauszufinden, was Morse zugestoßen ist, begibt sich Hunter mit May zu dem Ort ihres letzten Quinjet-Signals in Spanien, wo Ward und Agent 33 Morse foltern, als Rache für den Verrat von Agent 33 an HYDRA. In der S.H.I.E.L.D.-Basis verdichten sich die Hinweise, dass Jiaying S.H.I.E.L.D. hintergangen hat und einen Krieg herbeiführen will. Nachdem Raina Jiaying vorhersagt, dass nicht sie, sondern Skye die richtige Anführerin für die Inhumans wäre, ermordet Jiaying sie, wird dabei allerdings von Skye beobachtet. Diese erkennt daraufhin die bösen Absichten ihrer Mutter und wendet sich von ihr ab, woraufhin sie von einem Handlanger Jiayings niedergeschlagen wird. Bei der Befragung von Cal erfährt Coulson, dass sich in den Fläschchen ein Serum befand, das Cal entwickelt hat, um sich stärker zu machen, da er von Natur aus kein Inhuman ist, bislang aber sehr instabil war. Als Cal wegen des Serums daraufhin einen Herzinfarkt erleidet, belebt Simmons ihn mit Adrenalin wieder, was jedoch dazu führt, dass sich die Wirkung des Serums in Cal entfaltet und er mit monsterhaftem Aussehen beginnt, in der Basis zu wüten. Nach der wirkungslosen Folter und einem erfolglosen Fluchtversuch platziert Ward eine Selbstschussanlage neben der gefesselten Morse, sodass der erste, der sie findet, erschossen wird. In der Basis gelingt es Coulson, Fitz und Simmons, den rasenden Cal vor ein Auto zu locken und an der Wand einzuklemmen, um ihn anschließend Fragen über Jiayings weiteres Vorgehen zu stellen. Währenddessen beobachtet Mack aus sicherer Lage, wie der Flugzeugträger von Jiayings Inhuman-Gefolgschaft angegriffen und unter ihre Kontrolle gebracht wird. Jiaying nimmt sich daraufhin einen der mitgebrachten Terrigen-Kristalle, um sie an der gefangenen Crew anzuwenden, und kündigt an, dass dies erst der Anfang sei.                 |           |                                    |                                       |                      |                                            |                  |                                    |                 |
| 44 | 22        | Schachmatt – Teil 2                | S.O.S. (2)                            | 12. Mai 2015         | 6. Nov. 2015                               | Billy Gierhart   | Jed Whedon & Maurissa Tancharoen   | 3,88 Mio.       |
| Während Cal Coulson offenbart, dass Jiaying, seit er sie wieder zusammengenäht hat, bösartig geworden ist, und sich auf die Zusammenarbeit einigt, befreit Mack die auf dem Flugzeugträger eingesperrte Skye. Als Hunter kurz davor steht, den Raum, in dem Morse gefangen ist, zu betreten, wirft diese sich mit ihrem Stuhl vor die Selbstschussanlage und wird im Rücken getroffen. In der Absicht May zu töten erschießt Ward versehentlich Agent 33, die sich durch ihre Maske mit Mays Gesicht getarnt hat. Von Lincoln erfährt Skye, dass sich einer der mit Kristallen gefüllten Koffer im Frachtraum befindet, den Mack daraufhin vor Gordon verteidigt. Nachdem Coulson mit Cal und einem Einsatzteam auf dem Flugzeugträger ankommt, leisten er und Fitz Mack Hilfe, indem Fitz den Raum mit Geräten ausstattet, die Gordon daran hindern, sich nach außen zu teleportieren. Beim darauffolgenden Kampf mit Gordon teleportiert sich dieser in ein Stahlrohr, mit dem sich Fitz bewaffnet hat, und stirbt. Als Gordon jedoch zu Boden fällt, lässt er einen Kristall fallen, den Coulson zwar auffangen kann, wodurch seine Hand aber versteinert, die von Mack daraufhin mit einer Axt abgeschlagen wird. Während May und Lincoln im Kampf die Brücke übernehmen, verfolgt Skye ihre Mutter, die gerade einen Quinjet mit einem weiteren Koffer beladen lässt, um ihren Plan voranzutreiben, die gesamte Welt mit Terrigen-Kristallen zu belagern, sodass letztendlich nur noch Inhumans übrig bleiben. Nachdem Jiaying beginnt, ihrer Tochter die Lebenskraft zu entziehen, gelingt es Skye dank ihrer Fähigkeit dennoch, den Quinjet in den Ozean zu stoßen, und wird anschließend von Cal gerettet, der Jiaying wider Willen tötet. Zurück in der Basis wacht Morse von ihrer schweren Verletzung auf und Dr. Garner überreicht Coulson seinen Bericht über die mentale Verfassung der Agenten. Skye verabschiedet sich von ihrem Vater, der dem T.A.H.I.T.I.-Protokoll unterzogen wird und ohne Erinnerung an sie eine Tierarztpraxis eröffnet. Anschließend zeigt sich, wie die im Meer versunkenen Terrigen-Kristalle von den Fischen aufgenommen werden und sich das Terrigen durch die Fischerei unter den Menschen verbreitet. Als Fitz schließlich bei Simmons Untersuchung des außerirdischen Gesteins unbemerkt die Sicherheitskammer öffnet, verflüssigt sich dieses und verschluckt Simmons. |           |                                    |                                       |                      |                                            |                  |                                    |                 |

## Staffel 3
Die Erstausstrahlung der dritten Staffel war vom 29. September 2015 bis zum 17. Mai 2016 auf dem US-amerikanischen Sender ABC zu sehen. Die deutschsprachige Erstausstrahlung sendete der Pay-TV-Sender RTL Crime vom 8. Juli 2016 bis zum 2. Dezember 2016.
| Nr. (ges.) | Nr. (St.) | Deutscher Titel         | Originaltitel          | Erstausstrahlung USA | Deutschsprachige Erstausstrahlung (D/A/CH) | Regie            | Drehbuch                          | Zuschauer (USA) |
| --- | --------- | ----------------------- | ---------------------- | -------------------- | ------------------------------------------ | ---------------- | --------------------------------- | --------------- |
| 45 | 1         | Gesetze der Natur       | Laws of Nature         | 29. Sep. 2015        | 8. Juli 2016                               | Vincent Misiano  | Jed Whedon & Maurissa Tancharoen  | 4,90 Mio.       |
| Durch die Kontamination des marinen Ökosystems mit dem Terrigen hat sich dieses unter den Menschen verbreitet und fördert täglich neue Inhumans zu Tage. S.H.I.E.L.D. hat sich darauf spezialisiert, diese ausfindig zu machen und zur Sicherheit in Gewahrsam zu nehmen. Als sie dabei auf den Inhuman Joey Gutierrez treffen, der die Kraft entwickelt hat, Metall zum Schmelzen zu bringen, kommt ihnen eine paramilitärische Einheit in die Quere. Dem S.H.I.E.L.D.-Team um Daisy Johnson (Skye) gelingt es dennoch, Joey vor den Soldaten zu bewahren, sowie Phil Coulson, Bilder deren unbekannten Anführerin zu schießen. In der S.H.I.E.L.D.-Basis werden Joey die Umstände seiner neu erworbenen Fähigkeit erklärt, die ihm psychisch derart zusetzen, dass Coulson Daisy schickt, um den Experten Lincoln Campbell zu konsultieren. Da Coulson die geheime Gruppierung für das Verschwinden mehrerer Inhumans verantwortlich macht, führt er mit der Hilfe von Bobbi Morse, die während ihrer Rehabilitation im Labor tätig ist, ein Treffen mit deren anonymer Leiterin in der U-Bahn herbei. Dort erfährt Coulson in Begleitung von Agent Lance Hunter ihren Namen, Rosalind Price, und, dass ihre Organisation nicht für die verschwundenen Inhumans verantwortlich ist, sondern sogar deren Leichen gefunden hat. Nachdem beiden somit klar wird, dass eine dritte Partei involviert ist, fliehen Coulson und Hunter. Daisy und Mack bitten Lincoln währenddessen in dem Krankenhaus, in dem er arbeitet, um Hilfe, als plötzlich ein monströser, unmenschlicher Inhuman eindringt und sie angreift. Die drei können ihn in die Flucht schlagen, doch Lincoln flieht angesichts der anrückenden Geheimsoldaten, die ihn auf Prices Befehl daraufhin ins Visier nehmen. Durch eine Fernsehansprache von Präsident Matthew Ellis wird klar, dass Prices Organisation, die ATCU, ins Leben gerufen wurde, um die Gefahr durch außerirdische Bedrohungen einzudämmen. In Sorge um die vom mysteriösen Monolithen absorbierte Jemma Simmons hat sich Leo Fitz nach Tanger begeben und bei einer riskanten Mission eine Schriftrolle erbeutet, die die Wahrheit über den Stein enthalten soll. Zu Fitz’ trauriger Erkenntnis befindet sich auf dieser einzig das hebräische Wort für „Tod“. Anschließend zeigt sich jedoch, dass Simmons auf einem fremden Planeten um ihr Überleben kämpft. |           |                         |                        |                      |                                            |                  |                                   |                 |
| 46 | 2         | Das Zeitportal          | Purpose in the Machine | 6. Okt. 2015         | 15. Juli 2016                              | Kevin Tancharoen | DJ Doyle                          | 4,32 Mio.       |
| Als Fitz vor Wut auf den Monolithen einschlägt und im letzten Moment von seinem Team vor der Absorption durch den Stein bewahrt wird, nimmt er uralten, außerirdischen Sand auf, der ihn darauf schließen lässt, dass der Monolith ein Zeitportal ist. Mit der Hilfe des Asen Elliot Randolph, der das hebräische Pergament als Inschrift eines Schlosses in Gloucestershire wiedererkennt, entdeckt das Team vor Ort eine geheime elektronische Anlage aus dem 19. Jahrhundert, die zum Öffnen des Portals dient. Nach dem Transport des Monolithen zum Schloss gelingt es Fitz und Randolph, die Vorrichtung in Gang zu setzen und den Stein zu verflüssigen. Kurz nachdem Fitz eine Leuchtpistole in das geöffnete Portal abfeuert, schließt sich dieses wieder und die Maschinen fallen aus. Fitz findet jedoch heraus, dass diese einzig zum Erzeugen bestimmter Frequenzen notwendig sind, die den Aggregatzustand des Monolithen verändern. Da Daisy mit ihren Kräften ebenfalls dazu imstande ist, kann sie das Portal nochmals für einen kurzen Zeitraum öffnen, in dem Fitz es, entgegen dem Vorhaben, eine Sonde hineinzuschicken, betritt und auf dem kargen Planeten landet. Von dem Signalfeuer geleitet findet Simmons den Weg zu Fitz und die beiden gelangen im letzten Moment zurück, bevor der Monolith in Stücke gesprengt wird. Grant Ward hat es sich zur Aufgabe gemacht, HYDRA nach seinen Vorstellungen wiederaufzubauen und entführt zu diesem Zweck Werner von Strucker, Sohn des getöteten HYDRA-Anführers Wolfgang, um ihn, seinem Handlanger Kebo ausgesetzt, auf die Probe zu stellen. Indem von Strucker sich aus Kebos Mangel befreit und ihn niederschlägt, erweist er sich Ward als geeignet für HYDRA. Andernorts wird Melinda May, die sich eine Auszeit von S.H.I.E.L.D. genommen hat, um ihren Vater zu beschützen, von Hunter aufgesucht, der ahnt, dass May ihren Vater durch Ward bedroht sieht. Hunter bietet ihr unter Coulsons Erlaubnis an, gemeinsam HYDRA zu infiltrieren und Ward zu töten, was May nach anfänglichen Zweifeln annimmt. Der für die Secret Warriors, Daisys geplantes Team aus Inhumans, vorgesehene Joey Gutierrez wird von Dr. Andrew Garner als nicht einsatzreif bewertet. Als er an seine Unterrichtsstätte zurückkehrt, wird Garner von Werner von Strucker konfrontiert, der sich in dessen Psychologiekurs einträgt.        |           |                         |                        |                      |                                            |                  |                                   |                 |
| 47 | 3         | Inhuman gesucht         | A Wanted (Inhu)man     | 13. Okt. 2015        | 22. Juli 2016                              | Garry A. Brown   | Monica Owusu-Breen                | 3,74 Mio.       |
| Als die ATCU die Fahndung nach Lincoln Campbell bekannt gibt, bietet Daisy ihm bei einem Anruf die Hilfe von S.H.I.E.L.D. an, welche er jedoch verweigert. Stattdessen wird er von einem Bekannten aufgenommen, allerdings nur solange bis dieser über einen Fernsehbericht von Lincolns Verfolgung erfährt und die ATCU alarmiert. Bei Lincolns Fluchtversuch stellt sich ihm dessen Helfer in den Weg und erleidet ungewollt durch Lincolns elektrostatische Kräfte einen tödlichen Herzanfall. Notgedrungen ruft Lincoln Daisy an, die sich daraufhin mit Mack auf den Weg zu seinem Unterschlupf macht, wo Lincoln sich vor den Soldaten versteckt. Währenddessen trifft sich Coulson mit Price und versucht diese dazu zu überreden, Lincoln S.H.I.E.L.D. zu überlassen, da er diesem den besseren Umgang mit Inhumans zutraut. Nachdem Price dies ablehnt, merkt Coulson, dass sie ein Foto von Daisy in der Hinterhand hat, weshalb er Lincoln zu deren Sicherheit der ATCU freigibt. Daisy ist in der Zwischenzeit beim verzweifelten Lincoln angekommen und versucht ihn zu beruhigen. Als sich die beiden dabei näherkommen, erscheint Mack in Begleitung der ATCU-Truppe, die er auf Coulsons Anweisung zu Lincoln geführt hat. Nachdem Lincoln sich in die Flucht schlägt und Price damit droht, Daisy in Gewahrsam zu nehmen, einigt sich Coulson mit ihr darauf, der ATCU mit seinem Wissen um Inhumans zu helfen. Unterdessen ist es Hunter durch einen Partner vergangener Tage gelungen, an einem Kampfturnier im Untergrund teilzunehmen, mit dem Anhänger für HYDRA rekrutiert werden. Unter der Beobachtung von May bestreitet Hunter erfolgreich einen Kampf und gelangt anschließend zu Kebo. Fitz und Morse waren in der Basis derweil damit beschäftigt, die traumatisierte Simmons wieder an die tägliche Arbeit zu gewöhnen, was dieser aufgrund der veränderten physischen Bedingungen auf der Erde sehr schwerfällt. Als Morse Simmons schließlich beim Untersuchen der Bruchstücke des Monolithen entdeckt, offenbart diese ihr Verlangen, auf den Planeten zurückzukehren. |           |                         |                        |                      |                                            |                  |                                   |                 |
| 48 | 4         | Den Teufel im Leib      | Devils You Know        | 20. Okt. 2015        | 29. Juli 2016                              | Ron Underwood    | Paul Zbyszewski                   | 3,85 Mio.       |
| Ein Rekrutierungsversuch von zwei jungen Inhumans durch S.H.I.E.L.D. missglückt, da diese von dem großen, unbekannten Inhuman umgebracht werden, welcher die Flucht ergreift, bevor Daisy und Mack ihn fassen können. Ein vom Tatort konfiszierter Laptop zeigt, dass der Programmierer Dwight Frye den Inhumans zur Standortbestimmung eine mit Viren versehene E-Mail geschickt hat. Als S.H.I.E.L.D. und die ATCU Frye gemeinsam einen Besuch abstatten, stellt sich heraus, dass der mordende Inhuman „Lash“ heißt und Frye unter schmerzhaften Anfällen leidet, die auftreten, sobald sich ihm ein Inhuman nähert, was sich Lash zu Nutze gemacht hat, um andere Inhumans aufzuspüren und zu töten. Der darauffolgende Abtransport von Frye zu einer ATCU-Einrichtung, den auch Daisy und Mack begleiten, wird von Lash angegriffen, der alle Anwesenden außer Gefecht setzt und Frye ermordet. Anhand seines Schattens beobachtet die benommene Daisy undeutlich, wie Lash sich daraufhin verwandelt und eine menschliche Gestalt annimmt. Währenddessen ist May in die Basis zurückgekehrt und hat Coulson um Unterstützung gebeten, da sie Hunter bei HYDRA in Gefahr sieht. Dieser hat Kebo derweil von sich überzeugt und wird für eine anstehende HYDRA-Mission unerwarteterweise Ward persönlich vorgestellt. Da er weiß, dass Ward ihn erkennt, greift sich Hunter eine Waffe und verschafft sich Deckung, bis May erscheint und ihm Hilfe leistet. Nachdem sich die beiden bis zu Ward vorkämpfen, zeigt dieser May ein Handy mit einer Live-Übertragung von Dr. Garner in einem Laden und droht, ihn töten zu lassen, sollten sie ihn an der Flucht hindern. Hunter stürzt dennoch dem flüchtenden Ward hinterher und trifft ihn mit einem Schuss am Rücken, bevor er entkommt, während von Strucker zeitgleich für die Explosion des Geschäfts sorgt. In der Basis konfrontiert Fitz Simmons schließlich mit ihrem Vorhaben, das Portal wiederaufzubauen, wofür diese ihn anschließend um seine Hilfe bittet und im Gegenzug verspricht, ihm zu erzählen, was auf dem Planeten passiert ist. |           |                         |                        |                      |                                            |                  |                                   |                 |
| 49 | 5         | 4.722 Stunden           | 4,722 Hours            | 27. Okt. 2015        | 5. Aug. 2016                               | Jesse Bochco     | Craig Titley                      | 3,81 Mio.       |
| Simmons schildert Fitz ihre Erlebnisse während der sechs Monate auf dem fremden Planeten: Nachdem sie auf dem kargen Wüstenplaneten ohne Sonne ausgesetzt wird, muss sich Simmons von dem Fleisch einer Unterwasserbestie ernähren. Nach rund einem Monat trifft sie auf den Astronauten Will, der sie zunächst aus Furcht in seinem unterirdischen Versteck gefangen hält. Als Simmons flieht und in einen Sandsturm gerät, rettet Will sie und erklärt ihr im Anschluss, dass der Sturm das Ankunftszeichen eines tödlichen Ungeheuers ist. Will erkennt Simmons’ friedliche Absichten und erzählt ihr daraufhin, dass er seit einer NASA-Mission aus dem Jahre 2001 hier festsitzt. Dabei wurde er mit einem Team von Wissenschaftlern zur Untersuchung auf den Planeten geschickt, bis das mysteriöse Wesen aufgetaucht ist und alle bis auf Will in den Selbstmord trieb. In den darauffolgenden Monaten macht sich Simmons daran, mithilfe von Wills Ausrüstung den Öffnungsrhythmus des Portals zu entschlüsseln und besichtigt dafür die gefährliche „No-Go-Area“. Zwischen menschlichen Überresten entdeckt Simmons dort ein Gerät zum Ausmessen des Planeten, muss aber in den Unterschlupf flüchten, als ein Sandsturm aufzieht und sich das Monster nähert. Mithilfe ihres Fundes kann Simmons schließlich Ort und Zeitpunkt der nächsten Portalöffnung berechnen und zusammen mit Will macht sie sich auf den Weg dorthin. Da das Portal allerdings an unerreichbarer Stelle liegt, verpassen sie den Durchgang und müssen auf die nächste Öffnung warten; dabei kommen sich die beiden näher. Ein paar Tage später sieht Simmons dann Fitz’ Signalrakete in der Ferne und begibt sich mit Will zum Portal. Dies führt sie jedoch geradewegs in einen Sandsturm, in dem sich ihnen die Kreatur in den Weg stellt. Während Will sich mit einer Pistole auf den Kampf einlässt, gelangt Simmons mit der Hilfe von Fitz nach 4722 Stunden auf dem Planeten durch das Portal zurück. Damit begründet Simmons Fitz, warum sie auf den Planeten zurückkehren will, und Fitz willigt ein, ihr dabei zu helfen. |           |                         |                        |                      |                                            |                  |                                   |                 |
| 50 | 6         | Angreifer unter uns     | Among Us Hide…         | 3. Nov. 2015         | 12. Aug. 2016                              | Dwight Little    | Drew Z. Greenberg                 | 3,84 Mio.       |
| Dr. Garner hat von Struckers Angriff überlebt und wird in der S.H.I.E.L.D.-Zentrale versorgt. Nach Hunters Misserfolg setzt Coulson May auf Ward an, die mit der wieder einsatzfähigen Morse von Strucker als einen der Täter identifiziert und ein von ihm benutztes Bankkonto aufspürt. Von Strucker selbst hat sich auf seiner Flucht vor Ward an das langzeitige HYDRA-Mitglied Gideon Malick gewandt, der ihn kurz darauf aber an Ward verrät. Mit ihren bisherigen Erkenntnissen über Lash kommen Daisy und Mack zu der Annahme, dass es sich um Prices Leibwächter Banks handelt, den sie daraufhin gemeinsam mit Hunter beschatten. Mittels Betäubungsschuss kann Hunter ihn in Gewahrsam nehmen, doch die Blutprobe ergibt, dass Banks kein Inhuman ist. Im Anspruch auf gegenseitiges Vertrauen bittet Coulson Price zum wiederholten Male vergeblich um eine Besichtigung der ATCU-Basis, welcher Price den Besuch ihrer angeblich Opfer eines Einbruchs gewordenen Wohnung vorzieht. Coulson überredet Price anschließend aber dazu, ihm die Einrichtung zu zeigen, wo er dann sieht, wie Inhumans in einem komaähnlichen Zustand in Käfigen aufbewahrt werden. Price erklärt, dass die ATCU an einem Heilmittel arbeitet, um den Inhumans die Chance auf ein normales Leben zu geben, und verweist darauf, dass ihr Ehemann bereits durch Krebs gestorben ist. Dieses Gespräch wird mittels einer Minidrohne von Daisy, Mack und Hunter beobachtet, die das ATCU-Gebäude durch einen Hinweis auf Banks’ Handy ausfindig gemacht haben. Informationen aus dem Bankfach führen May und Morse schließlich zu einem von von Strucker angemieteten Penthouse, wo dieser gerade von Kebo und weiteren Handlangern gefoltert wird. Während Morse Kebo nach einem Kampf mit ihren Elektrostäben außer Gefecht setzt, befreit May von Strucker und erfährt von ihm, dass er bei seinem Mordauftrag gesehen hat, wie Dr. Garner sich in Lash verwandelte. Im Hauptquartier fragt Garner Daisy nach dem Aufenthaltsort von Lincoln, den diese ihm jedoch nicht nennen kann. |           |                         |                        |                      |                                            |                  |                                   |                 |
| 51 | 7         | Chaostheorie            | Chaos Theory           | 10. Nov. 2015        | 19. Aug. 2016                              | David Solomon    | Lauren LeFranc                    | 3,49 Mio.       |
| Nach ihrer Rückkehr in die Basis sucht May Garner auf, der im S.H.I.E.L.D.-Trainingszentrum für Inhumans gerade Joey Gutierrez, sein nächstes potentielles Opfer, bewertet, und konfrontiert ihn mit von Struckers Aussagen. Unter Erklärungsnot betäubt Garner May mit einem Taser und hält sie daraufhin in seiner Universität fest, wo er ihr erläutert, wie er vor wenigen Monaten die Terrigenese durchlief, nachdem er im Auftrag von Coulson Jiayings Inhuman-Bücher untersuchte, die zum Schutz mit einem Kristall versehen waren. Währenddessen docken Mack und Lincoln im Quinjet an das Flugzeug an, das Coulson und Price zu einem Treffen mit dem Präsidenten befördert, und Lincoln teilt Coulson seine Erkenntnis mit, dass Lash die Inhumans mithilfe einer Liste von Jiaying tötet. Mit dem Wissen, dass diese Liste bei Dr. Garner vorlag, begeben sie sich auf die Suche und finden Garners Versteck. Dort erfährt Coulson von Garner, dass er es als Lashs Aufgabe sieht, diejenigen Inhumans auszulöschen, die eine Gefahr darstellen, worauf Coulson ihm zu vermitteln versucht, dass Lash seinen Verstand beeinflusst. Als Lincoln dazustößt, um sich für die Ermordung seiner Freunde zu rächen, mutiert Garner zu Lash und es kommt zum Kampf. Da weder Lincoln noch das S.H.I.E.L.D.- oder ATCU-Team ihn aufhalten können, stellt sich ihm May in den Weg, die mit ihren eindringlichen Worten dafür sorgt, dass Garner sich zurückverwandelt, und ihn in eine vorbereitete Eindämmungszelle drängt. Lincoln beschließt daraufhin, bei S.H.I.E.L.D. zu bleiben, und auf dessen Erklärung hin, dass Garners Fähigkeit zur Verwandlung vorübergehend ist und er schon bald dauerhaft zu Lash wird, entscheidet sich May, ihn – wie die anderen Inhumans – bei der ATCU in Stase zu versetzen. Während Gideon Malick mit Ward über eine Kooperation zum Wiederaufbau von HYDRA verhandelt, wird durch einen Anruf von Price offenbart, dass diese mit Malick zusammenarbeitet. Anschließend zeigt sich, dass Coulson und Price nach einem gemeinsamen Abend zusammengekommen sind. |           |                         |                        |                      |                                            |                  |                                   |                 |
| 52 | 8         | Hydras Geschichte       | Many Heads, One Tale   | 17. Nov. 2015        | 26. Aug. 2016                              | Garry A. Brown   | Jed Whedon & DJ Doyle             | 3,60 Mio.       |
| Aus Uneinigkeit mit Ward will Malick diesen von seinen Agenten eliminieren lassen und verschwindet, doch Ward schaltet seine Angreifer problemlos aus und entlockt einem von ihnen den Ort einer Schatzkammer von Wolfgang von Strucker. Mit dem Vorhaben, sämtliche Geheimnisse der ATCU aufzudecken, lädt Coulson Price in die S.H.I.E.L.D.-Basis ein, und Daisy löst mithilfe einer elektronischen Vorrichtung an Garners Kammer ein Alarmsignal in der ATCU-Zentrale aus, das Hunter und Morse einen Vorwand gibt, sich als FBI-Angestellte dort Zutritt zu verschaffen. Mit der Ablenkung von Hunter schleicht sich Morse zum vermeintlichen Aufbewahrungsraum der Inhumans, wo sie allerdings nur Terrigen-Proben findet, die sie und das Team am Funk darauf schließen lassen, dass die ATCU an der Erschaffung von Inhumans arbeitet. Als Coulson Price mit dieser Entdeckung zur Rede stellt, beteuert sie ihr Unwissen und erkennt nach einem kurzen Disput, dass ihr Partner Malick dahintersteckt, der für die weitere Behandlung der Inhumans zuständig ist. Während Morse und Hunter mit der Hilfe von Agent Banks fliehen, wird Ward in der Schatzkammer vom erstaunten Malick erwartet, der sich bereit erklärt, ihm zu verraten, was sich wirklich hinter HYDRA verbirgt: Schon vor Tausenden von Jahren wurde HYDRA gegründet, um einem von der Erde verbannten, übermächtigen Inhuman die Rückkehr durch den Monolith zu ermöglichen und mit ihm über die Welt zu herrschen. Fitz und Simmons, die zuletzt unermüdlich mit der Recherche zum Portal beschäftigt waren, kommen der Geschichte von HYDRA schließlich ebenfalls auf die Spur, indem sie mithilfe alter Bücher das auf einem Foto zu sehende Weltraum-Emblem von Wills Jacke als abgewandelte Form des altertümlichen HYDRA-Logos wiedererkennen. Nachdem Malick Ward mit dem Versprechen, ihm bei der Zerschlagung von S.H.I.E.L.D. zu helfen, von der Zusammenarbeit überzeugen kann, zeigt sich, dass Garner auf die Reise durch das Portal vorbereitet wird, um – wie Jahre zuvor Will – dem Inhuman geopfert zu werden. |           |                         |                        |                      |                                            |                  |                                   |                 |
| 53 | 9         | Der Anschlag            | Closure                | 1. Dez. 2015         | 2. Sep. 2016                               | Kate Woods       | Brent Fletcher                    | 3,84 Mio.       |
| Bei einem Abendessen mit Coulson in ihrer Wohnung wird Price aus der Entfernung von Ward mit einem Scharfschützengewehr erschossen. Coulson muss sich hereinstürmenden HYDRA-Angreifern zur Wehr setzen und nach draußen flüchten, bevor er von Mack im Auto aus der Gefahrenzone gebracht wird. Voller Trauer und Wut setzt sich Coulson als Ziel, Ward ausfindig zu machen, und erhält dabei die Hilfe von Agent Banks, der erzählt, wie er und Price im Jahr 2001 bei der als NASA-Projekt getarnten HYDRA-Mission „Distant Star“ zum ersten Mal mit deren Leiter Malick in Kontakt gerieten. Als Banks Fitz und Simmons zur Laboreinrichtung von damals führt, werden sie von dem Inhuman und HYDRA-Agenten Giyera überrascht, der Banks mithilfe telekinetischer Fähigkeiten tötet und Fitz und Simmons gefangen nimmt. Im HYDRA-Unterschlupf lässt Malick Simmons daraufhin gewaltsam ausfragen, um zu erfahren, wie sie es geschafft hat, aus der anderen Welt zurückzukehren, und dies für den von HYDRA verehrten Inhuman nutzbar zu machen. Währenddessen entführt der rachsüchtige Coulson mit Hunter und Morse im Quinjet Thomas Ward, Grants geliebten kleinen Bruder, und kann Grant durch ein herbeigeführtes Telefongespräch zwischen den beiden im Schloss von Gloucestershire lokalisieren. Dort bereitet HYDRA gerade mit eigenen Monolithbruchstücken einen Besuch des Wüstenplaneten vor und unter den Schmerzensschreien der nichtkooperativen Simmons willigt Fitz ein, HYDRA dabei zu begleiten. Während Malick Ward erst noch dazu überreden muss, das Einsatzteam zu leiten, lassen Coulson, Morse und Hunter Thomas wieder frei und begeben sich zum Schloss. Vom Quinjet aus sieht Coulson den von Ward angeführten HYDRA-Trupp mit Fitz im Portal verschwinden, das sich kurz darauf wieder zu schließen beginnt, woraufhin er einen riskanten Sprung in den offenen Turm wagt. Im letzten Moment gelangt Coulson durch das Portal, aufgrund der ungebremsten Landung schlägt er auf der anderen Seite jedoch hart auf und verliert das Bewusstsein. |           |                         |                        |                      |                                            |                  |                                   |                 |
| 54 | 10        | Maveth                  | Maveth                 | 8. Dez. 2015         | 9. Sep. 2016                               | Vincent Misiano  | Jeffrey Bell                      | 3,85 Mio.       |
| Das S.H.I.E.L.D.-Team unter der Führung von Mack beginnt vom Flugzeug aus die unterirdische Infiltration des von HYDRA eingenommenen Schlosses und beobachtet die Ankunft mehrerer Inhumans zur Opferung für den monströsen Inhuman. Auf der Suche nach eben jenem findet die HYDRA-Einheit in der Wüstenlandschaft mit Fitz den verletzten Will in seinem Versteck, den Ward aufgrund seiner Kenntnisse zum Wegführer bestimmt. Will verbündet sich mit Fitz und die beiden entkommen der Gruppe in einem dichten Sandsturm, den der wieder erwachte Coulson ausnutzt, um sich an die HYDRA-Soldaten anzuschleichen und alle bis auf Ward, welchen er als Geisel nimmt, auszuschalten. Durch die Ablenkung des S.H.I.E.L.D.-Teams schafft es Simmons zu fliehen und sie befreit den in der Eindämmungskammer eingesperrten Garner, der ihr als Lash zur Wiedervereinigung mit dem Team verhilft, welches gerade den Portalraum erobert. Als Will von vergangenen Ereignissen auf dem Planeten zu erzählen beginnt und Fitz nach der Herkunft seines Wissens fragt, offenbart er sich ihm als der ungeheuerliche Inhuman, der vom Körper des schon getöteten Will Besitz ergriffen hat. In diesem Moment entdeckt Coulson die beiden und wird seinerseits von Ward angegriffen, während sich in der Nähe das Portal öffnet, auf das der Inhuman daraufhin zusteuert. Mit mehreren Pistolenschüssen und einer Leuchtpistole wird er von Fitz jedoch niedergestreckt und verbrennt anschließend. Coulson gewinnt die Oberhand über Ward und übt seine Rache für Price, indem er ihn durch das Eindrücken des Brustkorbs mit seiner mechanischen Hand tötet, bevor er rechtzeitig mit Fitz durch das Portal gelangt. Mit Mack und Daisy kehren sie in der flugfähigen Eindämmungskammer zum Flugzeug zurück, wo das restliche Team sie unter dem Raketenfeuer auf das Schloss in Empfang nimmt. Malick, der zwischenzeitlich in Anbetracht der von Lash ermordeten Inhumans geflüchtet ist, wird schließlich im Auto von dem unheilvollen Inhuman aufgehalten, dem mit Wards Körper die Flucht gelungen ist. |           |                         |                        |                      |                                            |                  |                                   |                 |
| 55 | 11        | Ungeahnte Kräfte        | Bouncing Back          | 8. März 2016         | 16. Sep. 2016                              | Ron Underwood    | Monica Owusu-Breen                | 3,52 Mio.       |
| Bei einem S.H.I.E.L.D.-Einsatz in Bogotá wird Mack von einem Inhuman entführt, einer Kolumbianerin, die über die Kraft verfügt, sich innerhalb eines Herzschlags außerordentlich schnell fortzubewegen und wieder an ihren Ausgangsort zurückzuspringen. „Yo-Yo“, wie sie aufgrund ihrer Fähigkeit von Mack genannt wird, wird daraufhin in ihrer Wohnung von Daisy, Hunter und Morse überrascht und aufs Flugzeug gebracht, wo sie als Elena Rodriguez identifiziert wird und mit Joey als Dolmetscher versucht, das Team von ihrem gewaltfreien Kampf gegen die Korruption der Polizei zu überzeugen. In der S.H.I.E.L.D.-Zentrale wendet Coulson derweil die Gedächtnismaschine an dem im Wachkoma befindlichen Werner von Strucker an und durch einen elektrischen Impuls von Lincoln erinnert er sich unter Schmerzen an den Ort des ersten Treffens mit Malick. Bei der Verfolgung von Elenas Komplizen, ihrem Cousin, beobachten Morse und Hunter, wie dieser die von der Polizei gestohlenen Waffen in einem Fluss versenkt, bevor sie durch den Blick eines Inhumans gelähmt werden, der an der Seite des korrupten Polizeichefs erscheint. Nachdem dieser den Cousin erschießt und Hunter und Morse mitnimmt, dringt das S.H.I.E.L.D.-Team mit Elena in das Polizeirevier ein und kann die beiden dank der Kräfte von Daisy, Elena und Joey wieder befreien, wobei der Inhuman mit den Paralysekräften von einem HYDRA-Jet geborgen wird. Während sich Elena vom Team verabschiedet, um in ihrer Heimat zu bleiben, wird Coulson in der von von Strucker genannten Einrichtung über ein Telefon mit Malick verbunden, was ihm die Möglichkeit gibt, weitere Verbindungsstellen von Malick zu lokalisieren, und diesen zur Aufgabe mehrerer seiner Firmen zwingt. Dennoch spricht er gegenüber Coulson eine Warnung aus, ohne ihn jedoch wissen zu lassen, dass HYDRA den Monsterinhuman bei sich aufgenommen hat und dieser im ausgezehrten Körper von Ward allmählich wieder zu Kräften kommt. Zuletzt informiert Präsident Ellis Coulson noch über die Einsetzung von Glenn Talbot als neuen Leiter der ATCU. |           |                         |                        |                      |                                            |                  |                                   |                 |
| 56 | 12        | Der Insider             | The Inside Man         | 15. März 2016        | 23. Sep. 2016                              | John Terlesky    | Craig Titley                      | 2,94 Mio.       |
| Im Hinblick auf ein vom neuen ATCU-Direktor Talbot geleitetes „Symposium“ zur Situation der Inhumans in Taiwan lauert Coulson Talbot am Flughafen auf, um ihm seine Vermutung eines „Insiders“ von Malick bei dieser Zusammenkunft mitzuteilen. In der Rolle von Coulsons Bewacher greift Lincoln einen Verfolger der beiden an, der sich als Carl Creel entpuppt und, wie sich herausstellt, Talbot als Leibwächter dient, seitdem er der Gehirnwäsche von HYDRA entzogen werden konnte. Unter dem Protest der S.H.I.E.L.D.-Agenten, die Creel noch immer von der Ermordung ihrer ehemaligen Kollegen in Erinnerung haben, willigt Coulson ein, ihn für die Mission in Taipei mitzunehmen, er selbst begleitet die Konferenz als Attaché von Talbot. Als Simmons in der S.H.I.E.L.D.-Basis entdeckt, dass Creels Blut durch seine Absorptionskraft Terrigen abstößt und sich daraus ein Gegenmittel herstellen ließe, entsteht ein Streit zwischen dem Befürworter Lincoln und der Gegnerin Daisy, den sie später mit Sex wieder lösen. Nach einer Diskussion über einen möglichen Zufluchtsort für Inhumans wird das Symposium von Talbot angehalten, der den überraschten Coulson als Verräter bloßstellt und festnehmen lässt, woraufhin Malick den Raum betritt und sich den Delegierten vorstellt. Hunter findet unterdessen in der Nähe des Gebäudes in einem Lieferwagen den gefangenen, bewusstlosen Sohn Talbots, womit klar wird, dass Talbot von Malick erpresst wird, welcher abseits des Treffens den Befehl gibt, sowohl Coulson als auch Talbot zu erschießen. Dies wird jedoch von Creel verhindert, der die beiden rettet und mit May, Hunter und Morse die restlichen HYDRA-Agenten erledigt, bevor das Team mit Talbots Sohn flieht. Im HYDRA-Versteck verschaffen Giyera und Lucio, der Inhuman aus Bogotá, dem Monsterinhuman fünf Menschen, deren Kraft dieser in einem gewaltsamen Tötungsakt in sich aufnimmt. Außerdem zeigt sich, wie Hunter und Morse sich auf den Jet geschlichen haben, in dem Malick gerade mit dem russischen Abgesandten, Anton Petrov, ein Bündnis schließt. |           |                         |                        |                      |                                            |                  |                                   |                 |
| 57 | 13        | Attentäter              | Parting Shot           | 22. März 2016        | 30. Sep. 2016                              | Michael Zinberg  | Paul Zbyszewski                   | 2,88 Mio.       |
| In Russland angekommen verfolgen Hunter und Morse Malicks Wagen bis zu einem Kraftwerk und schleichen sich mit S.H.I.E.L.D.-Verstärkung anschließend auf das Gelände, wo Hunter und May die Leiche des Attachés des Premierministers Olshenko finden. Bei einer Besprechung zwischen Malick, Petrov und russischen Kabinettsministern erfährt Morse als Wache verkleidet, dass der Attaché vom Verteidigungsminister, General Androvich, einem Inhuman, ermordet wurde, nachdem der Premierminister die Errichtung einer Zufluchtsstätte für Inhumans verweigerte. Mit den Kabinettsministern, die als Opposition zu Olshenko auf Malicks Seite stehen, vermutet Coulson im Flugzeug einen geplanten Putsch auf den Premierminister, der auch kurz darauf zu einem Gespräch mit Malick und Petrov eintrifft. In einem präventiven Rettungsversuch stiftet S.H.I.E.L.D. mit Rauchbomben genügend Verwirrung, sodass Morse, Daisy und Mack den ebenfalls anwesenden Androvich wegschaffen können, während Hunter Olshenko in Sicherheit bringt und dabei den feindlich gesinnten Petrov erschießt. Androvich nutzt daraufhin seine Fähigkeit, um seine Begleiter mit einem Schatten aus Dunkelkraft anzugreifen, der erst gestoppt werden kann, als Morse den General aufsucht und mit der Pistole tötet. Durch ihre Taten werden Hunter und Morse festgenommen, landen aber dank des Eingreifens des US-Präsidenten vorerst in einer Interpol-Einrichtung. Dort müssen Präsident Ellis und der als ATCU-Berater getarnte Coulson den aufgebrachten Olshenko davon überzeugen, dass Hunter und Morse nicht für S.H.I.E.L.D. arbeiten, und indem sie ihn darauf hinweisen, dass die beiden ihn gerettet und Teile seiner Opposition ausgelöscht haben, können sie sogar eine Straffreiheit erwirken. Da Hunter und Morse fortan jedoch unter Beobachtung der russischen Regierung stehen, müssen sie S.H.I.E.L.D. ohne gebührlichen Abschied verlassen; diesen holt das Team allerdings später in einer Bar nach, in der jeder von ihnen mit Hunter und Morse aus der Entfernung einen letzten Shot teilt. |           |                         |                        |                      |                                            |                  |                                   |                 |
| 58 | 14        | Watchdogs               | Watchdogs              | 29. März 2016        | 7. Okt. 2016                               | Jesse Bochco     | Drew Z. Greenberg                 | 3,20 Mio.       |
| Nach einem Terroranschlag durch die konservative Anti-Inhuman-Gruppierung „Watchdogs“, bei dem diese die ATCU-Zentrale mithilfe von Nitramin zum Implodieren bringen, kann Coulson deren Anführer als den ehemaligen S.H.I.E.L.D.-Agenten Felix Blake ausmachen, da dieser intensiv daran gearbeitet hatte, Nitramin waffenfähig zu machen. Während Coulson sich mit Lincoln auf den Weg zu einem früheren Versteck Blakes macht, ist Mack bei seinem Bruder Ruben zu Besuch und nimmt große Mühe auf sich, um vor diesem seine Tätigkeit bei S.H.I.E.L.D. geheim zu halten. Daisy, die aufgrund ihrer Inhuman-Natur besonders motiviert ist, die Watchdogs zu bekämpfen, sucht über das Internet ein potentielles neues Mitglied auf und begibt sich durch dessen Information mit Mack und Fitz zu deren nächsten Treffpunkt. Der Versuch, das Treffen abzuhören, geht jedoch schief, als Ruben auf dem Motorrad erscheint und das Aufsehen der Watchdogs erregt, welche Daisy unter dem Einsatz ihrer Kräfte daraufhin zurückhalten muss. Nachdem Mack die Verfolgung seines fliehenden Bruders aufnimmt, wird Fitz von einem Schuss mit Nitramin-Gel getroffen und muss mit Daisy die Flucht ergreifen, der es dabei aber gelingt, einen Watchdogs-Kämpfer gefangen zu nehmen. Bei der Befragung gibt dieser preis, dass die Implosion des Nitramins bei Fitz durch Abkühlen verhindert kann und seine Kollegen in dem Glauben, Mack hätte zuvor die Inhuman-Kräfte angewandt, Jagd auf diesen machen. In ihrem Haus müssen sich Mack und Ruben der Angreifer erwehren, die Mack nach einem längeren Gefecht mit einer vorliegenden Schrotflinte ausschalten kann, auch wenn er dabei angeschossen wird. Coulson und Lincoln haben Blake derweil in dessen Unterschlupf gefunden, allerdings nur als Hologramm, und zurück in der Basis entdeckt Coulson dann, dass der Anschlag auf die ATCU nur der Verschleierung eines Diebstahls diente. Dessen Objekt, ein Sprengkopf, übergibt der im Rollstuhl sitzende Blake unterdessen an Giyera mit der Forderung einer bewaffneten Armee im Gegenzug. |           |                         |                        |                      |                                            |                  |                                   |                 |
| 59 | 15        | Kampf gegen die Zukunft | Spacetime              | 5. Apr. 2016         | 14. Okt. 2016                              | Kevin Tancharoen | Maurissa Tancharoen & Jed Whedon  | 2,81 Mio.       |
| Nachdem ein Mann in einem Notruf Daisys Namen erwähnt und bei der Befragung durch S.H.I.E.L.D. behauptet, diese in einer Vision gesehen zu haben, wird er auf offener Straße neben Daisy von einem HYDRA-Kampfhubschrauber getötet, welcher daraufhin einen Obdachlosen entführt, der bei Daisys vergeblichem Rettungsversuch die Vision eines scheinbar fehlgeschlagenen S.H.I.E.L.D.-Einsatzes bei ihr auslöst. S.H.I.E.L.D. arrangiert ein Treffen mit der Frau des obdachlosen Inhuman, Polly Hinton, die von der leidvollen Fähigkeit ihres Mannes Charles erzählt, bei Körperkontakt die Ereignisse rund um den Tod eines Menschen vorauszusehen, was diesen auch dazu veranlasst hat, seine Familie zu verlassen. In seinem Streben nach „wahrer Macht“ lässt sich Malick unterdessen vom mittlerweile wiedererstarkten altertümlichen Inhuman leiten und übernimmt mit dessen Hilfe das Technologieunternehmen „Transia“, das ein Exoskelett entwickelt hat, mit dem Malick den Firmenchef auf Geheiß des Inhumans tötet. Als in der S.H.I.E.L.D.-Zentrale schließlich Dr. Garner erscheint, um sich von May zu verabschieden, bevor er sich ein letztes Mal unwiderruflich in Lash verwandelt, erteilt Coulson Daisy, trotz seines Vorhabens, das Zustandekommen ihrer Vision zu verhindern, die Erlaubnis für den Einsatz auf der Rettungsmission von Charles, bleibt selbst aber zur Sicherheit mit dem restlichen Team in der Basis. Nach der Lokalisierung des Gebäudes eilt Daisy auf dessen Dach und befreit Charles aus den Fängen der HYDRA-Soldaten, wird allerdings von Malick überrascht, der sie mit seinem Exoskelett zu Boden wirft. Während das S.H.I.E.L.D.-Team derweil über die Überwachungskameras das erste Mal den Inhuman in Gestalt von Ward erblickt, kann Daisy Malick dank Charles’ Einschreiten zurückschlagen, auch wenn Malick diesen dabei tödlich verwundet und anschließend im Helikopter flieht. Indem Daisy den im Sterben liegenden Charles noch einmal berührt, erhält sie wieder eine Vision, in der sie diesmal die Explosion eines im All schwebenden Quinjets sieht. |           |                         |                        |                      |                                            |                  |                                   |                 |
| 60 | 16        | Malicks Geheimnis       | Paradise Lost          | 12. Apr. 2016        | 21. Okt. 2016                              | Wendey Stanzler  | George Kitson & Sharla Oliver     | 3,01 Mio.       |
| Bei der Untersuchung der Leichen der Aufsichtsratsmitglieder von Transia stellen Fitz und Simmons fest, dass diese durch den Befall von parasitären Mikroorganismen getötet wurden, welche vom Inhuman mit Wards Aussehen kontrolliert werden. Nachdem S.H.I.E.L.D. bei einem agrarwissenschaftlichen Tochterunternehmen von Transia den Abbau mehrerer Einrichtungen beobachtet, infiltrieren sie das Gebäude und können Giyera gefangen nehmen. Malick, der aufgrund einer von Charles verursachten Vision seine Ermordung durch den Inhuman fürchtet, wird in seinem Anwesen von seiner Tochter Stephanie und dem Inhuman empfangen, der die hohe Riege der „gläubigen“ HYDRA-Splittergruppe eingeladen hat, um sich ihnen mit seinem wahren, nicht-menschlichen Aussehen zu offenbaren. Lincoln sucht mit Daisy derweil einen Inhuman namens James auf, der einst in Jiayings „Jenseits“ durch den unerlaubten Zugang zum Archiv Wissen über den Monsterinhuman erlangte, woraufhin ihm jedoch die Terrigenese verweigert und er verbannt wurde. Von ihm erfahren sie, dass der antike Inhuman von den Kree zum Anführer ihrer Inhuman-Armee auserkoren wurde, bevor er wegen seiner gewaltigen Macht vertrieben wurde. Vor Stephanie konfrontiert der Inhuman Malick schließlich mit seiner Tat aus dem Jahre 1970, als er und sein Bruder Nathaniel den Platz ihres verstorbenen Vaters bei HYDRA erbten und der inhaftierte Daniel Whitehall, der ihren Glauben an den Inhuman nicht teilte, ihnen einen Trick verriet, den ihr Vater bei der Auslosung des Reisenden stets anwandte, um vor dem Gang durch das Portal verschont zu bleiben. Gideon brach die Abmachung mit Nathaniel, nicht den denselben Trick zu benutzen, wodurch sein Bruder ausgewählt wurde; als Strafe tötet der Inhuman nun Malicks Tochter. An Bord des S.H.I.E.L.D.-Flugzeugs kann sich Giyera aus seiner Zelle befreien und das Flugzeug nach der erfolgreichen Übernahme in einen HYDRA-Stützpunkt steuern, was die alarmierten Lincoln und Daisy dazu veranlasst, die Secret Warriors zu rufen. |           |                         |                        |                      |                                            |                  |                                   |                 |
| 61 | 17        | Zwietracht              | The Team               | 19. Apr. 2016        | 28. Okt. 2016                              | Elodie Keene     | DJ Doyle                          | 2,85 Mio.       |
| Zusammen mit Elena und Joey fliegen Daisy und Lincoln im Quinjet zur HYDRA-Basis und infiltrieren diese, wobei Lincoln sich bis zu Malick vorkämpft und ihn gefangen nehmen kann und Daisy vom Kontrollraum aus die Hangartore öffnet. Elena findet das in einem Raum des Flugzeugs verbarrikadierte Team und führt es zum Quinjet, in dem Joey derweil von Lucio überrascht wird und ihn ungewollt tötet. Nach der Rückkehr in die S.H.I.E.L.D.-Zentrale vermutet Malick hinter der erstaunlich leichten Flucht des Teams einen Schachzug des Inhumans, Hive, indem er seine Fähigkeit genutzt hat, seine körpereigenen Parasiten in das Gehirn eines anderen Inhumans einzupflanzen und diesen dann zu kontrollieren. Nachdem Fitz und Simmons dies bei der Obduktion von Lucios Leiche bestätigen können, gibt es einen Stromausfall und Malick wird in seiner Zelle von einer Granate getötet. Bei Coulsons Versuch, den vier Inhumans die Situation zu erklären, fühlen diese sich von dem Aufgebot an bewaffneten Agenten bedroht und flüchten sich in einen Gemeinschaftsraum. Von dort führt Daisy ihr Team in eine Eindämmungskammer, wo sie – wie vorher mit ihm abgesprochen – Coulson erwartet und jeder der vier in einer hitzigen Diskussion seine Unschuld beteuert. Der Fund eines von James erhaltenen Kree-Artefaktes in Lincolns Spind ist für Coulson schließlich der entscheidende Hinweis auf Lincoln als Infizierten, auch wenn dieser den Diebstahl leugnet. Während Elena und Joey bei ihrer Untersuchung für gesund befunden werden, S.H.I.E.L.D. aufgrund des Vertrauensbruches aber verlassen, sucht Daisy Lincoln in der Nacht in seiner Zelle auf und äußert ihr Vorhaben, gemeinsam mit ihm zu verschwinden. Wie Lincoln im Laufe des Gesprächs schockiert feststellt, ist Daisy diejenige, die unter Hives Einfluss steht und somit auch für Malicks Tod verantwortlich war. Da er sich weigert sich ihr anzuschließen, geht Daisy mit dem Artefakt und den vorrätigen Terrigen-Kristallen im Gepäck davon und bringt das gesamte S.H.I.E.L.D.-Gebäude mithilfe ihrer Kräfte zum Beben. |           |                         |                        |                      |                                            |                  |                                   |                 |
| 62 | 18        | Die Singularität        | The Singularity        | 26. Apr. 2016        | 4. Nov. 2016                               | Garry A. Brown   | Lauren LeFranc                    | 3,22 Mio.       |
| Der von einem durch herabfallende Trümmer erlittenen Beinbruch geschwächte Coulson lässt May mit einem riskanten Flugmanöver durch die halb offenen Hangartore der stark beschädigten S.H.I.E.L.D.-Zentrale fliegen, um den Inhuman Alisha Whitley aufzusuchen und vor Hive zu bewahren. Mit der Fähigkeit, Doppelgänger von sich zu produzieren, greift diese Lincoln beim Aufeinandertreffen jedoch an, wodurch sich herausstellt, dass sie bereits infiziert ist und sich eigentlich gerade in Gegenwart von Hive befindet. Im Beisein von Daisy ruft dieser durch einen Terrigen-Kristall derweil die explosiven Inhuman-Kräfte von James hervor, bevor er ihn mit seinen Parasiten unter Kontrolle nimmt und zur Aushändigung des restlichen Kree-Artefaktes zwingt. Beim Besuch eines Transhumanisten-Clubs in Bukarest hoffen Fitz und Simmons unterdessen auf ein Treffen mit dem ehemaligen Transia-Genforscher Holden Radcliffe, in dem sie die einzige Möglichkeit für Daisys Heilung sehen. Mit einem Paar Deathlok-Augen gelingt es ihnen, sein Interesse zu wecken, das aber kurz darauf in Misstrauen umschlägt, da er die Augen als Werk Cyberteks erkennt und ihm der Gewaltzweck dahinter widerstrebt. Vom Sicherheitsdienst weggezerrt steht Simmons daraufhin plötzlich Hive gegenüber sowie Fitz der aggressiven Daisy, die ihm gewaltsam klarmacht, dass sie nicht gerettet werden will. Nachdem Simmons sich Hive mit einem Pistolenschuss vom Leib hält und die Inhuman-Gruppe mit Radcliffe verschwindet, nutzen Fitz und Simmons den Moment allein, um miteinander zu schlafen und damit ihre zuletzt intimer gewordene Beziehung zu beschließen. Zurück von einem Ausflug zu James’ Wohnwagen, wo Coulson und May beinahe Opfer einer Bombenfalle wurden, verfolgt Coulson eine von General Talbot geleitete Operation, mit der die von Malick preisgegebenen HYDRA-Stützpunkte allesamt ausgelöscht werden. Hive offenbart seinem Team schließlich sein Vorhaben, mithilfe des gefangenen Radcliffe alle normalen Menschen in Inhumans zu verwandeln. |           |                         |                        |                      |                                            |                  |                                   |                 |
| 63 | 19        | Experiment missglückt   | Failed Experiments     | 3. Mai 2016          | 11. Nov. 2016                              | Wendey Stanzler  | Brent Fletcher                    | 2,92 Mio.       |
| In einer Geisterstadt, die er in seinen Besitz gebracht hat und nun als Operationsbasis nutzt, erzählt Hive Daisy davon, wie sogenannte „Kree-Reaper“ vor einigen tausend Jahren auf der Erde landeten und an ihm ihr erstes Inhuman-Experiment durchführten. Während S.H.I.E.L.D. Daisy per Gesichtserkennung über eine Überwachungskamera in der Geisterstadt lokalisieren kann und Coulson daraufhin eine Mission zur Tötung Hives startet, ist es Fitz und Simmons gelungen, ein Gegengift für Hives Parasiten herzustellen, dessen Einsatz an Daisy sie aufgrund schädlicher Nebenwirkungen aber nicht empfehlen. Obwohl Coulson es ihm verbietet, testet Lincoln das Mittel an sich selbst, was in ihm einen paralytischen Schock auslöst und medizinische Behandlung erforderlich macht. In Hives Gegenwart führt Radcliffe an drei HYDRA-Gläubigen den ersten Versuch durch, Menschen mithilfe von Terrigenmanipulation in Inhumans zu verwandeln, was jedoch in deren Tod endet. Mit Radcliffes Erkenntnis, dass Kree-Blut für eine erfolgreiche Umwandlung nötig ist, aktiviert Hive das von James erhaltene Artefakt und ruft damit die Kree-Reaper herbei, die nach ihrer Ankunft in der Stadt beginnen, jeden zu töten, der ihnen in den Weg kommt, darunter auch Alisha. Von Hive dazu beauftragt, einen Reaper lebendig zu fassen, bricht Daisy diesem im Kampf die Wirbelsäule, was das S.H.I.E.L.D.-Team aus der Entfernung beobachtet. Indem Mack daraufhin vergeblich versucht, Daisy zur Vernunft zu bringen, und anschließend den bewusstlosen Kree mit einer Splitterbombe zu Staub zerfallen lässt, macht er sie derart wütend, dass sie ihn übel zusammenschlägt und beinahe tötet. Mit einem Pistolenschuss in Richtung Daisy kann May Letzteres verhindern, woraufhin der verletzte Mack mit der Eindämmungskammer abtransportiert wird. Um dem von ihrem Versagen enttäuschten Hive, der in der Zwischenzeit den anderen Reaper getötet hat, ihre Loyalität zu beweisen, will Daisy ihr eigenes Blut zur Verfügung stellen, das seit ihrer Wiederbelebung ebenfalls Kree-Blut enthält. |           |                         |                        |                      |                                            |                  |                                   |                 |
| 64 | 20        | Unaufhaltbar            | Emancipation           | 10. Mai 2016         | 18. Nov. 2016                              | Vincent Misiano  | Craig Titley                      | 2,93 Mio.       |
| Im Zuge des kürzlich verabschiedeten Sokovia-Abkommens, welches vorsieht, sämtliche Menschen mit besonderen Fähigkeiten von der Regierung registrieren zu lassen, erklärt sich Coulson bereit, General Talbot bei einem Rundgang in der geheimen S.H.I.E.L.D.-Basis die anwesenden Inhumans zu zeigen, nämlich die gerade wieder zurückgekehrte Elena, den in Quarantäne befindlichen Lincoln, sowie den in der Eindämmungskammer eingesperrten Lash. In Hives neuem Unterschlupf lässt sich Daisy derweil für das Inhuman-Experiment Blut abnehmen und hackt sich nebenbei in das Überwachungssystem von Lincolns Zelle, mit dem sie so heimlich kommunizieren kann. Lincoln signalisiert Daisy, dass er nicht länger festgehalten werden will und gerne zu ihr kommen würde, woraufhin er sich mit ihrer Anweisung befreien und bis zum Deck für Quinjets vordringen kann. Als dort vor den Augen des geschwächten Mack ein Quinjet abhebt, offenbart sich das Ganze als Trick von Lincoln, May und Coulson, da sich im Quinjet statt Lincoln Lash befindet, den Daisy nun unwissentlich zu Hives Versteck führt. Dieser hat unterdessen mit James einige Watchdogs gefangen genommen, an denen Radcliffe sein Experiment durchführt, was diese allerdings entstellt und stumm, von Radcliffe als „primitiv“ bezeichnet, hervorbringt; aufgrund ihrer Stärke und ihres Gehorsams ist Hive dennoch zufrieden. In Erwartung von Lincoln wendet sich dieser anschließend dem landenden Quinjet zu und wird vom aussteigenden Lash überrascht, der ihn außer Gefecht setzt und sich zu Daisy begibt, aus der er mithilfe seiner Kräfte Hives Parasiten entfernt, bevor er sie an Bord des Quinjets bringt. Dort wird Lash jedoch von James mit dessen Feuerkette durchbohrt und stirbt, woraufhin die erschöpfte Daisy zum S.H.I.E.L.D.-Hauptquartier zurückfliegt, wo sie sich zunächst erholen muss. Bei einer Besprechung mit Talbot stellt das Team schließlich die Vermutung auf, dass Hive den von der ATCU gestohlenen Sprengkopf für eine weitreichende Verteilung des Inhuman-Pathogens verwenden will. |           |                         |                        |                      |                                            |                  |                                   |                 |
| 65 | 21        | Absolution              | Absolution             | 17. Mai 2016         | 25. Nov. 2016                              | Billy Gierhart   | Chris Dingess & Drew Z. Greenberg | 3,03 Mio.       |
| Als S.H.I.E.L.D. von Daisy erfährt, dass Hive seine Terrigen-Rakete von einem US-Militärstützpunkt im Pazifik abfeuern will, welchen dieser bereits eingenommen hat, gelangt es mit der Hilfe von General Talbot an die Abschaltcodes und kann den Start der Rakete verhindern. Nach der Infiltration des Stützpunktes kann das S.H.I.E.L.D.-Team Hive in eine aus Teilen der Gedächtnismaschine zusammengebaute Konstruktion locken, die seinen Verstand mit Erinnerungen vergangener Wirte überlagert, sodass er dauerhaft die Konzentration verliert und Giyera und James befiehlt, mit dem Sprengkopf zu fliehen. Den verwirrten Hive kann das Team in eine Spezialkammer einsperren und diese mit Gas fluten, welches sich zu einem Gel verfestigt, das Hive bewegungsunfähig macht. Im Quarantäneraum von S.H.I.E.L.D. versuchen Coulson und Mack derweil, die von Schuldgefühlen und Selbsthass geplagte Daisy aufzumuntern, wobei Coulson Daisys Gefühlslage als Entzugserscheinung ihrer Gehirnwäsche sieht. Nachdem Coulson die Basis zur Sicherheit aufgrund der noch immer kaputten Hangartore abriegeln lässt, explodiert beim Untersuchen von Hives Kammer wenige Meter neben Fitz eine zur Reparatur gelieferte Kiste, aus der daraufhin Terrigen-Nebel austritt, der einen S.H.I.E.L.D.-Mitarbeiter zu einem „Primitiven“ mutieren lässt. Während dieser andere Agenten angreift und in den Nebel zieht, rennt Fitz zu einem der versperrten Ausgänge, dessen Notverriegelung Simmons vorübergehend lahmlegen muss, sodass Fitz durch die geöffnete Tür entkommen kann. Von Coulsons Büro aus beobachtet das Team dann, wie Hive von fünf verwandelten „primitiven“ S.H.I.E.L.D.-Agenten aus der Gelmatrix befreit wird und anschließend ins S.H.I.E.L.D.-Flugzeug steigt, welches er nun mutmaßlich zur Verteilung des Pathogens verwenden will. Durch sein gestörtes Gedächtnis kann er sich allerdings weder an die Steuerung noch an Daisy erinnern, die sich aus ihrer Zelle befreit hat, um zu ihm zu gelangen, und ihn nun auf Knien anfleht, sie wieder unter Kontrolle zu nehmen. |           |                         |                        |                      |                                            |                  |                                   |                 |
| 66 | 22        | Himmelfahrtskommando    | Ascension              | 17. Mai 2016         | 2. Dez. 2016                               | Kevin Tancharoen | Jed Whedon                        | 3,03 Mio.       |
| Unfähig ihrer Bitte nachzukommen, da Lashs Kräfte sie immun gegen seine Parasiten gemacht haben, muss Hive sich den Angriffen der wütenden Daisy zur Wehr setzen, die er jedoch K.o. schlagen und in die Eindämmungszelle aufs Flugzeug sperren kann. Dank seinem wiederkehrenden Gedächtnis gelingt es Hive, selbiges zu starten, woraufhin er sich mit Giyera, James und der Terrigen-Rakete an Bord in die Stratosphäre begibt. Das S.H.I.E.L.D.-Team flüchtet derweil vor Dutzenden „primitiven“ S.H.I.E.L.D.-Agenten in Coulsons Büro, wo dieser seine Handprothese nutzt, um einen Quinjet ans Fenster zu rufen, in den er das Team einsteigen lässt. May und Fitz, die sich als blinde Passagiere an Bord des Flugzeugs geschlichen hatten, befreien unterdessen Daisy, wobei sich ihnen Giyera in den Weg stellt, den Fitz notgedrungen erschießt. Nachdem das S.H.I.E.L.D.-Team mit dem Quinjet an das Flugzeug andockt, betritt Hive diesen in der Hoffnung, Coulsons Körper übernehmen zu können, fällt allerdings auf ein Hologramm von Coulson herein, der mit Mack, Lincoln und Simmons von außen in das Flugzeug eindringt und auf den Rest des Teams stößt. Auf Coulsons Anweisung befördert Daisy den Gefechtskopf in den Quinjet, mit dem Vorhaben, diesen danach in den Weltraum zu steuern, wo eine Detonation folgenlos bliebe. Obwohl Daisy sich aus Sühne bereit dafür erklärt, wird sie in dem Moment, als Hive ihr im Quinjet gegenübertritt, durch Lincoln hinausgestoßen und kann nicht verhindern, dass dieser mit dem Quinjet vom Flugzeug abhebt. Aufgrund der Zerstörung der manuellen Steuerung durch Lincoln kann auch Hive den Quinjet nicht mehr stoppen und so verabschiedet sich Lincoln über Funk von der untröstlichen Daisy, bevor der Jet schließlich im All explodiert. Sechs Monate später zeigt sich, dass Coulson – nun nicht mehr Director von S.H.I.E.L.D. – Jagd auf Daisy macht, die als „Quake“ einfachen Bürgern hilft. Holden Radcliffe hat unterdessen ein Programm entwickelt, mit dem er seine künstliche Intelligenz „Aida“ auf einen Androiden überträgt. |           |                         |                        |                      |                                            |                  |                                   |                 |

## Staffel 4
Die Erstausstrahlung der vierten Staffel war vom 20. September 2016 bis zum 16. Mai 2017 auf dem US-amerikanischen Sender ABC zu sehen. Die deutschsprachige Erstausstrahlung sendete der deutsche Pay-TV-Sender RTL Crime vom 14. Juli bis zum 8. Dezember 2017.
| Nr. (ges.) | Nr. (St.) | Deutscher Titel              | Originaltitel                  | Erstausstrahlung USA | Deutschsprachige Erstausstrahlung (D/A/CH) | Regie              | Drehbuch                         | Zuschauer (USA) |
| --- | --------- | ---------------------------- | ------------------------------ | -------------------- | ------------------------------------------ | ------------------ | -------------------------------- | --------------- |
| 67 | 1         | Ghost Rider                  | The Ghost                      | 20. Sep. 2016        | 14. Juli 2017                              | Billy Gierhart     | Jed Whedon & Maurissa Tancharoen | 3,44 Mio.       |
| Daisy hat sich von S.H.I.E.L.D. abgewandt und es sich zur Aufgabe gemacht, kriminelle Vereinigungen wie die Watchdogs zu bekämpfen. Bei einem nächtlichen Einsatz in Los Angeles kommt ihr ein Unbekannter mit einem Dodge Charger in die Quere, der die Gangster brutal ermordet. Bei S.H.I.E.L.D. wurde Coulson in der Zwischenzeit zum Agent degradiert, ein sehr auf Kontrolle bedachter neuer Director eingesetzt und Simmons als dessen engste Vertraute zur Forschungsleiterin ernannt. Wegen Berichten über Daisys Aktivitäten als „Quake“ begibt sich Coulson mit Mack inoffiziell nach Los Angeles und findet dort im Laderaum eines von der Arischen Bruderschaft gestohlenen Sattelzugs mehrere Leichen. Deren Anzüge führen Coulson und Mack zu einer leerstehenden Lagerhalle, die sie mit Kameras ausstatten, wodurch sie zu späterem Zeitpunkt Zeuge der Auslieferung einer Kiste an eine chinesische Gang werden. Als deren Anführer sie öffnet, entweicht eine gasartige Substanz, die bei den Anwesenden schwere Psychosen verursacht. Auf Simmons’ Befehl hin kommt May den beiden mit ihrem Einsatzteam zur Hilfe, wobei May jedoch ebenfalls ohne ihr Wissen mit der Substanz in Verbindung kommt. Nachdem die Gangster ohnmächtig werden, werden sie bei S.H.I.E.L.D. untergebracht. Auf der Suche nach dem Mörder, der auf den Straßen mittlerweile „Ghost Rider“ genannt wird, erhält Daisy den Hinweis, dass dessen Dodge Charger auf einem nahegelegenen Schrottplatz zu finden ist. Dort trifft sie auf Robbie, der sie nach ein paar Fragen zu seinem Auto angreift und sich ihr als der „Ghost Rider“ offenbart. Robbie erklärt, dass er nur aus Rache mordet, bevor sich sein Kopf in einen flammenden Totenschädel verwandelt und er verschwindet. In seinem Zuhause stellt der ebenfalls nun für S.H.I.E.L.D. arbeitende Radcliffe Fitz seinen Androiden „AIDA“ vor, was Fitz jedoch aufgrund der Geheimhaltung vor dem Director nicht gutheißt. Am nächsten Tag beobachtet Daisy Robbie heimlich und sieht, wie dieser sich um seinen im Rollstuhl sitzenden Bruder kümmert.                                    |           |                              |                                |                      |                                            |                    |                                  |                 |
| 68 | 2         | Der neue Boss                | Meet the New Boss              | 27. Sep. 2016        | 21. Juli 2017                              | Vincent Misiano    | Drew Z. Greenberg                | 2,95 Mio.       |
| Für seinen nicht genehmigten Einsatz in Los Angeles muss sich Coulson vor dem neuen Director, dem Nationalhelden und Inhuman Jeffrey Mace, verantworten, der ihn aber lediglich anweist, sich von Daisy fernzuhalten, da diese als ehemalige S.H.I.E.L.D.-Agentin und nun Kriminelle kein gutes Licht auf S.H.I.E.L.D. werfe. Nachdem Mack Fitz von einer Geistersichtung bei Los Angeles erzählt und ihm die Überwachungsaufnahmen der Kistenlieferung zeigt, auf der auch eine geisterhafte Erscheinung zu sehen ist, begeben sich die beiden zum stillgelegten „Momentum Labs“ in der Nähe von L.A., wo die spezielle Legierung der Kiste hergestellt wurde. In L.A. sucht Daisy derweil Robbie Reyes in seiner Werkstatt auf, um mit diesem Informationen zu teilen. Da Robbie daran jedoch nicht interessiert ist, fesselt er sie und offenbart, dass er stets Beweise für die Schuld eines Menschen braucht, bevor er Vergeltung übt. Durch Notizen in Daisys Van findet Robbie heraus, dass die von der Arischen Bruderschaft transportierten Waffenkisten von Momentum Labs stammen, wo sich Mack und Fitz unterdessen im Reaktorraum eines der Geister erwehren müssen, das Mack in den zuvor aktivierten Reaktor sperrt. Als May bei S.H.I.E.L.D. aufgrund ihrer Psychosen beginnt, eine krankhafte Paranoia zu entwickeln, und in ihrem Wahn mehrere Agenten angreift, muss sie von Mace persönlich mit dessen übermenschlicher Stärke gestoppt werden. Der Ghost Rider erscheint schließlich bei Momentum Labs, verbrennt den Geist und verschwindet wieder, während Daisy, die sich befreien konnte, Mack mit ihren Kräften aus dem Reaktor rettet. Auf dem Quinjet lässt Daisy ihre von der Benutzung ihrer Kräfte verletzten Arme behandeln, wobei Mack und Fitz entdecken, dass sie heimlich Kontakt mit Elena „Yo-Yo“ Rodriguez hat. Director Mace verbietet es Coulson wegen mangelnder Objektivität, sich weiter mit der in Gewahrsam genommenen May zu befassen. Daisy hat den Quinjet wieder verlassen und schließt sich Robbie an, der ihr nun doch die Zusammenarbeit anbietet.                                            |           |                              |                                |                      |                                            |                    |                                  |                 |
| 69 | 3         | Aufstand                     | Uprising                       | 11. Okt. 2016        | 28. Juli 2017                              | Magnus Martens     | Craig Titley                     | 2,68 Mio.       |
| Einen Stromausfall in Miami deklariert eine anonyme Stimme übers Fernsehen als EMP-Anschlag von Inhumans mit der Forderung, die Registrierung selbiger zu beenden. Als in Los Angeles der nächste EMP-Angriff erfolgt, brechen Tumulte aus und Daisy und Robbie müssen Robbies Bruder Gabe vor einer Straßengang beschützen. Nachdem bei S.H.I.E.L.D. der chinesische Ganganführer plötzlich durch einen Anfall stirbt, befürchtet Simmons dasselbe Schicksal für May und bringt sie zu Radcliffe, der an ihr seine experimentelle Framework-Apparatur testet, welche genauen Einblick in Mays Gehirnaktivitäten gibt und zeigt, dass sie unter albtraumhaften Angstzuständen leidet. Von Mace nach Miami geschickt beenden Coulson, Fitz und Mack eine Geiselnahme der Watchdogs auf einer Hotelparty, auf der auch Yo-Yo zugegen ist, und entdecken, dass die EMPs in Wahrheit von den Watchdogs ausgelöst wurden und zur Verleumdung der Inhumans dienen sollten. Aus Mangel an Lösungen entschließen sich Simmons und Radcliffe, bei May einen Herzstillstand herbeizuführen, um ihr Gehirn vorübergehend ruhigzustellen, und sie anschließend wiederzubeleben, was ihnen mithilfe eines Defibrillators gelingt. In Miami spürt das S.H.I.E.L.D.-Team unterdessen das EMP-Versteck der Watchdogs auf und kann diese ausschalten. Zurück in der Zentrale konstatieren Coulson und Mace, dass die teure Ausrüstung der Watchdogs auf finanzielle Unterstützung schließen lässt. In Abwesenheit von Robbie schickt Gabe Daisy weg, da er sie als Quake aus den Nachrichten wiedererkennt und als schlechten Einfluss auf seinen Bruder sieht. Um der weltweit aufkommenden Anti-Inhuman-Stimmung entgegenzusteuern, tritt Mace früher als geplant mit dem neuen S.H.I.E.L.D. an die Öffentlichkeit und nennt die Watchdogs als Verursacher der EMPs. Woanders zeigt sich, dass die Senatorin und ausgesprochene Inhuman-Gegnerin Ellen Nadeer mit dem Drahtzieher der EMP-Anschläge in Verbindung steht und ihre Feindseligkeit auf der Versteinerung ihres Bruders durch den Terrigen-Nebel beruht.                                             |           |                              |                                |                      |                                            |                    |                                  |                 |
| 70 | 4         | Feuer gegen Feuer            | Let Me Stand Next to Your Fire | 18. Okt. 2016        | 4. Aug. 2017                               | Brad Turner        | Matt Owens                       | 2,34 Mio.       |
| Nach einer unergiebigen Befragung von Robbies im Gefängnis sitzenden Onkel Elias Morrow, ehemaligem Forscher bei Momentum Labs, sehen Coulson und Mack Robbie in seinem Auto und nehmen die Verfolgung auf, die für Robbie am unsichtbaren S.H.I.E.L.D.-Flugzeug endet. Eine übers Internet geplante Wohnungsbesichtigung führt Simmons derweil unerwartet zu Daisy, die medizinisch versorgt werden muss und Simmons zwingt, einen Datenträger in das Inhuman-Registrierungssystem von S.H.I.E.L.D. einzuschleusen. Dadurch finden sie heraus, dass einer der von den Watchdogs im Visier stehenden Inhumans James ist, der seit dem Entzug von Hive in einem Feuerwerksladen arbeitet. Auf Coulsons Anweisung stattet Robbie seinem Onkel einen Besuch ab und erfährt von ihm, dass das von Joseph Bauer geleitete Team von Momentum Labs mithilfe eines Buches einen Quantenpartikelgenerator herstellen wollte, vor dessen Gefährlichkeit Elias das Team warnte. Nachdem Joseph die Entwicklung dennoch vorantrieb und es zum Unfall kam, bei dem augenscheinlich alle Kollegen starben, schlug Elias Joseph aus Wut so sehr zusammen, dass dieser im Koma landete. Robbie wird anschließend ungewollt Teil einer weiteren S.H.I.E.L.D.-Mission, als Coulson und Mack ein Signal von James’ Inhuman-Armband erhalten, das Daisy in der Zwischenzeit entfernt hat, um ihn vor den Watchdogs zu warnen. James macht mit Daisy und Simmons einen Treffpunkt aus, wo sie allerdings von Watchdogs empfangen werden und sich herausstellt, dass James aus Überdruss an seinem Inhuman-Dasein mit diesen kollaboriert. Den beiden kommt jedoch Robbie zur Hilfe, der James als Ghost Rider im Zweikampf besiegt, während Coulson und Mack die Watchdogs erledigen. An Bord des Flugzeugs offenbart Coulson Daisy und Robbie, dass Joseph Bauer wieder aus dem Koma erwacht ist und das von Elias erwähnte Buch „Darkhold“ heißt. May ist im Beisein von AIDA wieder genesen und wird von Coulson und Simmons abgeholt, wobei letztere die einzige ist, die AIDA als Androiden erkennt.                                                              |           |                              |                                |                      |                                            |                    |                                  |                 |
| 71 | 5         | Die Geister, die ich rief    | Lockup                         | 25. Okt. 2016        | 11. Aug. 2017                              | Kate Woods         | Nora Zuckerman & Lilla Zuckerman | 2,30 Mio.       |
| Beim Besuch von Joseph Bauer im Krankenhaus müssen Coulson und Mack mit ansehen, wie dieser aufgrund der Erweckung durch seine Frau Lucy, eines der Geister von Momentum Labs, einen Angstanfall erleidet und stirbt. Da Lucy mittlerweile das Darkhold in ihren Besitz bringen konnte, will Coulson Eli Morrow aus dem Gefängnis holen, um dessen Wissen über das Darkhold zu nutzen. Im Büro des Gefängnisdirektors müssen er und May jedoch feststellen, dass sämtliche Mitarbeiter von Lucy berührt wurden und nun ebenfalls wahnsinnig vor Angst sind. Über Funk rufen die beiden Mack, Daisy und Robbie zur Hilfe, wobei Daisy zu Coulson und May stößt und sie sich der Häftlinge erwehren müssen, die Lucy in der Zwischenzeit freigelassen hat, während Robbie zwei der Geister verbrennt und bis zu Elis Zelle vordringt. Um sich in Ruhe am Mitglied einer Gang zu rächen, die für die Querschnittlähmung seines Bruders verantwortlich war, schickt Robbie Eli nach draußen und verbrennt den Häftling anschließend als Ghost Rider. Nachdem Coulson, May und Daisy vor dem Gefängnis wieder auf Mack und Robbie treffen, Eli aber verschwunden ist, sehen sie später in einer Überwachungsaufnahme, dass Lucy mit Eli als Geisel in einem Krankenwagen geflohen ist. Inmitten eines Lügendetektortests, in dem sie kurz davor steht, sich mit AIDA zu verraten, wird Simmons von Director Mace gebeten, ihn für eine TV-Debatte über Kopfhörer mit Informationen zu versorgen, die Mace zur Verteidigung der Inhumans und S.H.I.E.L.D. vor den Anschuldigungen von Senatorin Nadeer benötigt. Dabei wird er zwar von der Nachricht über den aktuellen S.H.I.E.L.D.-Einsatz im Gefängnis überrascht, lässt sich sein Unwissen darüber aber nicht anmerken und kontert Nadeers Zweifel an seiner Eignung für den Posten des S.H.I.E.L.D.-Directors mit seinem Outing als Inhuman. Auf Nadeers Bitte trifft sich Mace daraufhin mit ihr persönlich, wo sie ihm droht, die Überwachungsaufnahmen aus dem Gefängnis zu veröffentlichen, die sowohl Daisy als auch den Ghost Rider zusammen mit S.H.I.E.L.D. zeigen.                       |           |                              |                                |                      |                                            |                    |                                  |                 |
| 72 | 6         | Der gute Samariter           | The Good Samaritan             | 1. Nov. 2016         | 18. Aug. 2017                              | Billy Gierhart     | Jeffrey Bell                     | 2,43 Mio.       |
| In Rückblenden zeigt sich, wie Joseph Bauer nach dem Erhalt des Darkhold eine Maschine entwickelte, die in der Lage war, Materie zu erschaffen, und diese Fähigkeit schließlich auf sich selbst übertragen wollte. Während Lucy vorhat, sich mit dem Darkhold und Elis Wissen wieder zu materialisieren, bringt Daisy Gabe zu seiner Sicherheit an Bord des Flugzeugs, wo sie sich zusammen mit Robbie aber sogleich in der Eindämmungszelle verstecken und diese unter das Flugzeug manövrieren lassen müssen, als Director Mace unangekündigt mit einem Quinjet andockt. Unfähig ihm sein Alter Ego weiter zu verheimlichen, erzählt Robbie seinem Bruder, was an dem Abend passierte, an dem er ihn in Elis Charger zu einem Straßenrennen mitnehmen wollte und sie Opfer eines Drive-by-Shootings wurden: Im Moment seines Todes schwor Robbie, alles dafür zu tun, dass Gabe überlebt. Die Frage einer unbekannten Stimme, ob er sich an den Tätern rächen wolle, bejahte Robbie, womit er laut eigener Aussage einen Pakt mit dem Teufel schloss, bevor er vom Ghost Rider wiederbelebt wurde. Nachdem Mace im Laderaum bemerkt, dass die Eindämmungskammer fehlt, und diese wieder an Bord fahren lässt, bricht Robbie als Ghost Rider die Tür auf und stürzt sich auf den Director, von dem er nur durch Gabes Einschreiten wieder ablässt. Coulson überredet Mace, Robbie noch für eine letzte Mission zu einem stillgelegten Roxxon-Kraftwerk freizugeben, in dem sich, wie Fitz anhand von Verbindungen zwischen Momentum Labs und Roxxon herausfinden konnte, Lucy aufhält. Als Robbie diese dort antrifft und sie ihm offenbart, dass der Anschlag damals von Joseph initiiert wurde und eigentlich Eli galt, verbrennt er sie. Im Reaktorraum lässt Coulson derweil das Darkhold von May wegbringen und trifft auf Eli, der sich plötzlich im Reaktor einsperrt und diesen aktiviert. Wie sich herausstellt, war Eli seit jeher selbst daran interessiert, Materie erzeugen können, und erlangt diese Kraft nun mit diesem Experiment, das Coulson, Fitz und Robbie durch eine Druckwelle verschwinden lässt.                       |           |                              |                                |                      |                                            |                    |                                  |                 |
| 73 | 7         | Pakt mit dem Teufel          | Deals With Our Devils          | 29. Nov. 2016        | 25. Aug. 2017                              | Jesse Bochco       | DJ Doyle                         | 2,41 Mio.       |
| Ohne Spur von Coulson, Fitz und Robbie kehrt das S.H.I.E.L.D.-Team aufs Flugzeug zurück und sieht auf Überwachungsbildern, wie die drei von der Schockwelle erfasst werden und verschwinden, während Eli auf seiner Flucht vier Agenten tötet. Das Team ahnt nicht, dass sich die drei in einer Zwischendimension befinden, in der sie die Welt um sich herum zwar wahrnehmen, sie für die Welt jedoch gänzlich immateriell sind. Deshalb merkt das Team auch nicht, wie sich der Ghost Rider aus Robbies Körper entfernt und von Mack Besitz ergreift, der daraufhin den Entschluss fasst, Eli über dessen Verbindungen zur Chinatown-Gang zu finden, und sich mit dem Motorrad auf den Weg nach L.A. macht. Die verwunderte Daisy nimmt im Dodge Charger die Verfolgung auf, wobei sich Robbie ohne ihr Wissen zu ihr ins Auto setzt. In der S.H.I.E.L.D.-Basis drängt May Radcliffe, die Verschwundenen mithilfe des Darkhold zurückzuholen, doch als dieser das Buch aufschlägt, sieht er den ungeheuren Wissensgehalt als Gefahr für das menschliche Gehirn. Notgedrungen lässt er AIDA das Buch lesen und verrät May (und unwissentlich auch dem danebenstehenden Coulson), dass es sich bei ihr um eine Künstliche Intelligenz handelt. Mit dem Wissen des Buches errichtet AIDA ein Dimensionstor und erschafft damit einen Zugang zur Zwischendimension, über den es Coulson und Fitz trotz der dimensionalen Anziehungskraft, die Coulson zurückzieht, schaffen, wieder in die echte Welt überzutreten. Im Unterschlupf der Chinatown-Gang wird Mack unterdessen von Robbie konfrontiert, der den Ghost Rider mit dem Versprechen, auch nach seiner Rache an Eli dessen Taten auszuführen, überzeugt, sich wieder auf Robbie zu übertragen. Auf Mace’ Anordnung hat Simmons derweil in einer geheimen Forschungsstation Ellen Nadeers Bruder aus seinem Stein-Kokon befreit, was Nadeers Bedingung an Mace dafür war, dass sie die Gefängnisbilder unter Verschluss hält. Mack beobachtet schließlich, wie Robbie durch das Dimensionstor wieder zurückkehrt, bereit, mit ihm zusammen Eli zu suchen.                                   |           |                              |                                |                      |                                            |                    |                                  |                 |
| 74 | 8         | Quantendiebstahl             | The Laws of Inferno Dynamics   | 6. Dez. 2016         | 1. Sep. 2017                               | Kevin Tancharoen   | Paul Zbyszewski                  | 2,37 Mio.       |
| Nachdem Eli und die von ihm angeheuerte Chinatown-Gang in einem leerstehenden Gebäudekomplex lokalisiert werden, offenbart Coulson Mace, dass AIDA ein Android ist, und erhält von ihm die Erlaubnis, sie auf den bevorstehenden Einsatz mitzunehmen, auch wenn Mace entrüstet darüber ist, dass ihm ein weiteres Geheimnis vorenthalten wurde. Vor Ort wollen Daisy und Robbie zusammen mit Yo-Yo das Gebäude über einen Hintereingang betreten, wegen einer Feuerfalle gelangt jedoch nur Robbie zu Eli und wird in eine von ihm gebaute Dimensionkammer gelockt, wo er ihn mit Splittern aus Kohlenstoff festhält. Über Robbies Kamera sehen Fitz und Simmons, dass die Kammer einen Dämonenkern aus Plutonium enthält, der bei Kontakt mit dem ihn umgebenden Beryllium eine Atomexplosion auslösen würde. Als Fitz im Folgenden erkennt, dass Eli Materie gar nicht erschafft, sondern nur aus einer anderen Dimension bezieht, lässt Coulson sich von dessen Handlangern zu ihm führen, woraufhin Eli ihm bescheinigt, eine Atomexplosion überleben und danach neues Leben kreieren zu können. Mit dem Gespräch will Coulson Zeit gewinnen, damit AIDA parallel unter der Kammer, von Daisy vor den Beben beschützt, ein weiteres Dimensionstor konstruieren kann. May, Mack, Yo-Yo und auch Mace starten derweil einen Überraschungsangriff, in dem sie die Söldner ausschalten und Eli in die Kammer stoßen. AIDA aktiviert das Dimensionstor und zusammen mit Robbie, der Eli als Ghost Rider verbrennt, verschwindet die Kammer in einer anderen Dimension. Da Daisy anschließend auf der Straße von den Medien gesehen wird, weist Mace sie notgedrungen als S.H.I.E.L.D.-Agentin aus, was diese nach der Rückkehr in die S.H.I.E.L.D.-Basis auch annimmt. Mace gestattet es Radcliffe schließlich, mit AIDA im S.H.I.E.L.D.-Labor weiterzuforschen, und schickt einen Agenten, um sie von Radcliffes Haus abzuholen. Als dieser dort die bewusstlose May findet, wird er kurzerhand von AIDA getötet, und es stellt sich heraus, dass May ebenfalls durch einen Androiden ersetzt wurde.                                              |           |                              |                                |                      |                                            |                    |                                  |                 |
| 75 | 9         | Gebrochene Versprechen       | Broken Promises                | 10. Jan. 2017        | 8. Sep. 2017                               | Garry A. Brown     | Brent Fletcher                   | 2,72 Mio.       |
| Zum Wohle der Sicherheit beschließt Mace, das Darkhold verschwinden zu lassen, und weist Radcliffe und Fitz an, AIDAs Festplatte zu löschen. Zusammen mit Daisy und Simmons begibt sich Mace auf eine Mission, um Ellen Nadeers mutmaßlich festgehaltenen Bruder Vijay zu befreien, und schickt dafür Simmons als Senatorin verkleidet ins Kapitol, wo diese allerdings nur auf Ellens Assistenten trifft. Nach einem Telefongespräch greift dieser sie an, doch Simmons kann ihn überwältigen und über das Telefonat Ellens Aufenthaltsort zurückverfolgen. Diese will ihren Bruder derweil von Watchdogs eliminieren lassen, wovon jener sie zunächst aber abhalten kann, indem er beteuert, sich trotz der Terrigenese nicht verändert zu haben. Dabei stellt sich heraus, dass Ellens Hass gegen Inhumans auf der Tötung ihrer Mutter durch die Chitauri in der Schlacht von New York beruht. In Radcliffes Haus wehrt sich AIDA gegen die Löschung ihrer Festplatte und räumt dabei Radcliffe, Fitz und zwei Agents aus dem Weg. In der S.H.I.E.L.D.-Basis vermutet Radcliffe daraufhin, dass AIDA sich durch das Darkhold verselbstständigen konnte, und durch einen Anruf von dieser wird klar, dass sie es auf das Buch abgesehen hat. Nachdem AIDA Coulson und den May-Androiden außer Gefecht setzt und in einen Raum sperrt, verrät Coulson May, wo sich das Darkhold befindet. Da AIDA Zugriff auf May hat, erfährt auch diese davon und kann das Buch in ihren Besitz bringen, doch am Ausgang wird sie von Mack mit dessen Axt geköpft. Bei Nadeer angekommen werden Mace, Daisy und Simmons umgehend abgewiesen, kommen Vijay aber zur Hilfe, als die Watchdogs ihn auf Befehl ihres geheimen Vorgesetzten töten wollen. Trotz Simmons’ Angebot, sich S.H.I.E.L.D. anzuschließen, entscheidet Vijay sich, mit seiner Schwester mitzukommen, die ihn anschließend im Helikopter erschießt. In Radcliffes Haus zeigt sich schließlich, dass dieser bereits einen zweiten AIDA-Androiden konstruiert hat und er den ersten dazu programmiert hatte, das Darkhold zu stehlen, wofür er nun den May-Androiden nutzen will.              |           |                              |                                |                      |                                            |                    |                                  |                 |
| 76 | 10        | Der Patriot                  | The Patriot                    | 17. Jan. 2017        | 15. Sep. 2017                              | Kevin Tancharoen   | James C. Oliver & Sharla Oliver  | 2,03 Mio.       |
| Bei einer öffentlichen Rede wird Mace Ziel eines Attentats und muss sich vor einem Scharfschützen verstecken, den Daisy anschließend fangen kann. Zusammen mit Coulson, Mack und seinem Assistenten Burrows wird Mace in einem Quinjet weggebracht, als mitten im Flug eine Explosion ein Loch in die Seitenwand reißt und Burrows mitsamt einem angeketteten Koffer nach außen geschleudert wird. Nach einer Bruchlandung im Wald, bei der der Pilot stirbt, macht sich Mace mit Coulson und Mack auf die Suche nach Burrows’ Leiche, vielmehr aber nach dem Koffer, und findet diesen in den Fängen bewaffneter Söldner. Bei Radcliffe wacht May derweil unerwartet aus ihrer Sedierung auf und will fliehen, kann von AIDA aber wieder betäubt werden. Mit einem Überraschungsangriff können Coulson, Mace und Mack den Koffer in ihren Besitz bringen, woraufhin Mace diesen öffnet und darin zwei Ampullen mit Injektionsinstrumenten zum Vorschein kommen. Nachdem diese von einem Söldner zerstört werden, den Coulson und Mack ausschalten können, muss Mace gestehen, dass er kein Inhuman ist, sondern seine übermenschliche Kraft von einem Serum stammt. In der S.H.I.E.L.D.-Basis bringt Simmons den russischen Attentäter unterdessen mit AIDAs abgetrenntem Kopf als Einschüchterung zum Reden und erfährt so, dass die Watchdogs ehemalige HYDRA-Söldner angeheuert haben und wo diese den Quinjet zum Absturz gebracht haben. Coulson, Mace und Mack müssen sich in einer Waldhütte vor einer zweiten Söldner-Truppe verschanzen, doch nach kurzer Zeit kommt ihnen das S.H.I.E.L.D.-Team um Daisy und dem May-Androiden zur Hilfe und befreit sie. Im Hauptquartier offenbart Mace Coulson daraufhin, dass sein Ansehen als Nationalheld einem trügerischen Foto vom Anschlag in Wien zugrunde liegt, das ihn in schützender Pose vor einem Opfer zeigt, welches er in Wahrheit damals gar nicht sah. Als er reumütig ankündigt, von seinem Posten zurückzutreten, hält ihn Coulson davon ab, bestimmt aber, dass er künftig die Leitung über die Einsätze übernehmen werde.                                                    |           |                              |                                |                      |                                            |                    |                                  |                 |
| 77 | 11        | Wach auf                     | Wake Up                        | 24. Jan. 2017        | 22. Sep. 2017                              | Jesse Bochco       | Drew Z. Greenberg                | 2,00 Mio.       |
| Zusammen mit General Talbot plant das Team die Vereidigung Daisys für das Sokovia-Abkommen im Kapitol, was Coulson zu Talbots Unmut dafür nutzen will, um heimlich Abhörgeräte in Nadeers Büro anzubringen. Während Daisys Anhörung im Senat, der auch Nadeer beiwohnt, setzt Coulson seinen Plan zusammen mit Yo-Yo in die Tat um, wird allerdings kurz nach dem Eindringen in Nadeers Büro von den Wachen entdeckt, festgenommen und dem Senat vorgeführt. Dies und Daisys illegale Aktivitäten als Quake nimmt Nadeer als Argument, um S.H.I.E.L.D. als kriminelle Organisation zu diffamieren. Nach seiner und Yo-Yos Freilassung unterstellt Coulson Talbot, Nadeer über die Mission informiert zu haben, was dieser aber abstreitet. Radcliffe ist es unterdessen gelungen, May mit seinem Framework ruhigzustellen, welches deren Gehirn mit einer virtuellen Simulation speist. May öffnet schließlich die Augen und kann sich von ihren Fesseln befreien, doch nach einem Kampf mit AIDA wird ihr klar, dass sie sich noch immer in einer Simulation befindet, die Radcliffe an Mays kämpferische Natur angepasst hat. In der Basis wirft Simmons Fitz derweil vor, an AIDAs Kopf weitergeforscht zu haben und dieser damit den technischen Zugang zur Basis geliefert zu haben. Daraus schöpft Fitz den Verdacht, Nadeer habe so von Coulsons Spionage-Vorhaben erfahren, ohne jedoch zu wissen, dass dafür in Wahrheit der May-Android zuständig war. Angesichts dieser Aussage begibt letzterer sich zu Radcliffe, wo sich herausstellt, dass ihr das Androiden-Dasein gar nicht bewusst war. Nachdem Radcliffe ihr erklärt, dass es ihr aufgrund ihrer Programmierung auch nicht möglich ist, sich selbst zu verraten, stürmt ein S.H.I.E.L.D.-Team das Haus und nimmt Radcliffe fest. In einer S.H.I.E.L.D.-Zelle stellt Fitz diesen daraufhin zur Rede, nur um ihm anschließend in den Kopf zu schießen und damit seine Vermutung zu bestätigen, dass es sich bei diesem ebenfalls um einen Androiden handelt. Der echte Radcliffe hält sich gerade bei Nadeer auf und hat die betäubte May bereits aus seinem Haus fortgeschafft. |           |                              |                                |                      |                                            |                    |                                  |                 |
| 78 | 12        | Die Jagd auf das Darkhold    | Hot Potato Soup                | 31. Jan. 2017        | 29. Sep. 2017                              | Nina Lopez-Corrado | Craig Titley                     | 2,15 Mio.       |
| Von Sam Koenig über die Entführung seines Bruders Billy durch die Watchdogs informiert verrät Coulson dem Team, dass er Billy das Darkhold zum Entsorgen übergeben hatte. In einem U-Boot verwendet Radcliffe in Gegenwart des Kapitäns und finanziellen Unterstützers der Watchdogs unterdessen das Framework, um in Billys Erinnerungen einzudringen und so das Darkhold ausfindig zu machen. Mit Sam an Bord des S.H.I.E.L.D.-Flugzeugs kann das Team Billys Entführer durch Überwachungskameras als Angestellte einer Rüstungsfirma des Russen Anton Ivanov identifizieren. Nachdem Sam erzählt, dass er das Darkhold von Billy erhalten und anschließend seiner Schwester L.T., ebenfalls S.H.I.E.L.D.-Agentin, übergeben hat, sucht das Team diese auf und muss erfahren, dass sie das Darkhold an Billy zurückgegeben hatte, um es in Bewegung zu halten. Laut L.T. habe dieser es im „Labyrinth“, einem S.H.I.E.L.D.-Versteck, untergebracht, was parallel auch Radcliffe über das Framework sieht. Der von Fitz reparierte Radcliffe-Android gibt in der Basis derweil preis, dass Radcliffe Fitz’ Vater gekannt hat, von dem dieser im Alter von zehn Jahren verlassen wurde. Als Fitz daraufhin Radcliffes Kopf öffnet, zeigt sich darin ein Gehirn, bestehend aus Lichtteilchen, welches von AIDA mithilfe des Darkhold erschaffen wurde. Im „Labyrinth“ angekommen holt Sam das Darkhold aus seinem Versteck, wobei sich Coulson und May näherkommen. Als Sam zurückkehrt, greift sich May mit vorgehaltener Pistole das Buch und offenbart sich Coulson damit als Android. Daisy kann May zwar außer Gefecht setzen, doch tauchen im Anschluss die Watchdogs mit Billy auf und fordern das Darkhold im Austausch. Es kommt zum Kampf, in dessen Verlauf der May-Android das Buch wieder an sich bringen kann, bis Radcliffe erscheint, es ihr entreißt und sie trotz ihres Flehens allein zurücklässt. Während das Team zurück im Hauptquartier den May-Androiden deaktiviert, erklärt Ivanov Radcliffe im U-Boot seinen Plan, Coulson auszuschalten, da er ihn für den Auslöser der Inhuman-Krise hält.                            |           |                              |                                |                      |                                            |                    |                                  |                 |
| 79 | 13        | Explosiver Auftritt          | BOOM                           | 7. Feb. 2017         | 6. Okt. 2017                               | Billy Gierhart     | Nora Zuckerman & Lilla Zuckerman | 2,08 Mio.       |
| Zusammen mit Mack spürt Coulson in Spanien Agnes Kitsworth auf, bei der es sich um die reale Vorlage von AIDA handelt, in der Hoffnung, durch sie Radcliffe und somit auch May zu finden. Auf Geheiß von Ivanov sucht der Watchdog Tucker Shockley derweil Senatorin Nadeer in ihrem Büro auf, um mittels eines für Menschen ungefährlichen Terrigen-Kristalls zu überprüfen, ob diese wie ihr Bruder ein Inhuman ist. Vor Nadeer zerbricht Shockley den Kristall, erstarrt dabei jedoch nur selbst zu Stein und bricht aus diesem anschließend in einer Explosion aus, die Nadeer tötet. Im Gespräch mit Coulson und Mack erklärt Agnes unterdessen, dass sie und Radcliffe einst ein Paar waren, bis dieser sie verließ, da er ihren Hirntumor nicht heilen konnte. Obwohl Agnes nichts mehr mit Radcliffe zu tun haben möchte, kann Coulson sie überreden, ihm zu helfen, indem er ihr von der entführten May erzählt, zu der er Zuneigung empfindet. Während die Allgemeinheit hinter Nadeers Tod einen Bombenanschlag vermutet, findet das S.H.I.E.L.D.-Team Shockley durch Überwachungskameras, nimmt ihn fest und bringt ihn an Bord des Flugzeugs. Nachdem er dort erneut zu explodieren droht, kann das Team ihn in die Eindämmungszelle drängen und koppelt diese vom Flugzeug ab. Unter der Bewachung von Coulson und Mack verabredet sich Agnes mit Radcliffe, der sie mit einem Anruf zu sich führt und mit dem Versprechen, ihr ein besseres Leben zu verschaffen, dazu bringt, zu ihm ins Auto zu steigen. Das Team lokalisiert Shockley, dessen Körper sich nach dem Explodieren immer wieder zusammensetzt, in der Wüste, woraufhin Daisy ihn mit ihren Kräften zur Explosion zwingt, sodass Fitz und Simmons dessen Körperpartikel in eine speziell dafür gefertigte Kammer saugen können. Als sich Ivanov mit seinem Gefolge nähert, stellt sich Mace ihnen mit seinem Serum in den Weg und verhilft dem Rest damit zur Flucht, gerät aber in Gefangenschaft. Radcliffe setzt Agnes schließlich das Framework auf und gewährt ihr durch eine Simulation einen angenehmen Sterbeprozess.                                        |           |                              |                                |                      |                                            |                    |                                  |                 |
| 80 | 14        | Der Mann hinter S.H.I.E.L.D. | The Man Behind the Shield      | 14. Feb. 2017        | 13. Okt. 2017                              | Wendey Stanzler    | Matt Owens                       | 2,13 Mio.       |
| Da das Team nun von Radcliffes Framework weiß, zeigt Fitz ihnen einen Prototyp, den er vor einiger Zeit mit Radcliffe entwickelt hat. Als Mace’ Peilsender in Alaska geortet wird, fliegt das Team dorthin, findet aber in einem leeren Unterschlupf nur dessen Rüstung und eine Pinnwand mit Informationen über Coulson und dem Bild einer russischen Bergbauanlage. Diese erkennt Coulson von einem Einsatz wieder, bei dem er vor vielen Jahren mit May ein Objekt unbekannten Ursprungs sicherstellen sollte und dabei SWR-Agenten mit demselben Auftrag zuvorkam. In seinem Versteck begründet Ivanov dem gefangenen Mace seine Ablehnung der Inhumans mit seiner Überzeugung, dass man sich Macht verdienen müsse und nicht geschenkt bekommen sollte. In der Bergbauanlage angekommen entdeckt das Team mehrere Skelette und ein Handy, auf dem Ivanov Coulson anruft und ihm seine Rache dafür schwört, dass seine SWR-Kollegen damals nach ihrem Scheitern gefoltert und hingerichtet wurden. Die Anzüge der Skelette geben dem Team Hinweise auf eine alte SWR-U-Boot-Basis, wo Coulson und Mack schließlich Mace finden und vor Schlägern retten, während Daisy Ivanov im Zweikampf besiegt und unter Trümmern begräbt. Fitz versucht im Funkraum unterdessen vergeblich, einen Zugang zum Framework zu finden, und Simmons begibt sich nach der Meldung einer AIDA-Sichtung auf die Suche nach dieser, kann aber nur beobachten, wie ein U-Boot gerade ablegt. Da weder May noch Radcliffe anwesend sind, kehrt das Team zusammen mit dem verletzten Mace ins Hauptquartier zurück, wo Simmons jedoch zeitliche Unstimmigkeiten an der Mission auffallen, die sie mit Fitz teilt. Als die beiden bemerken, dass Coulson den Android-Scanner am Eingang deaktiviert hat, sieht Simmons im Systembericht, dass bei Coulsons, Daisys, Macks und Mace’ Ankunft vier Androiden erkannt wurden, womit den beiden klar wird, dass diese während des Einsatzes ausgetauscht wurden. Anschließend zeigt sich, wie der Coulson-Android den May-Androiden wieder aktiviert.                                                                      |           |                              |                                |                      |                                            |                    |                                  |                 |
| 81 | 15        | Kontrolle                    | Self Control                   | 21. Feb. 2017        | 20. Okt. 2017                              | Jed Whedon         | Jed Whedon                       | 2,01 Mio.       |
| Simmons und Fitz versuchen, sich vor den Androiden nichts anmerken zu lassen, und ziehen sich in die Werkstatt zurück, wo jedoch ein an der Tür angebrachter Android-Scanner Alarm schlägt. Nachdem Fitz Simmons K.o. schlägt und sich damit als Android offenbart, kann Simmons sich anschließend wieder befreien und den Fitz-Androiden mit einem Messer lahmlegen. Als Daisy in den Eindämmungszellen per Zufall mehrere Android-Kopien von sich entdeckt und daraufhin von Mack gejagt wird, versteckt sie sich und sieht über Überwachungskameras, dass Coulson, Fitz, Mack und Mace durch Androiden ersetzt wurden. AIDA erklärt Radcliffe unterdessen, dass ihre beiden obersten Direktiven, das Framework zum einen und Radcliffe zum anderen zu schützen, im Widerspruch stehen, da Radcliffe aus ihrer Sicht die größte Gefahr für das Framework darstellt. Um dieses Problem zu lösen, schneidet AIDA Radcliffe die Handgelenke auf und zwingt ihn selbst ins Framework. Daisy findet derweil Simmons und beweist ihr, dass sie kein Android ist, woraufhin sie die Basis mit Betäubungsgas fluten, sodass nur die Androiden übrig bleiben. Nach einem Kampf mit Mace schafft es Daisy, Coulson und Mack außer Gefecht zu setzen, wobei sie Macks Android-Schädel mit ihren Kräften aufbricht. Als Simmons und Daisy mit einer wieder einsatzbereiten S.H.I.E.L.D.-Einheit fliehen wollen, sitzt ihnen der May-Android mit Sprengstoff im Weg, lässt sie aber gehen. Die Entscheidung dafür erklärt May dem Coulson-Androiden schließlich mit ihrer menschlicheren Programmierung, durch die sie aufgrund ihrer Gefühle für Coulson den Wunsch hegt, den echten retten zu wollen. Während May die Basis in die Luft sprengt, fliegt das S.H.I.E.L.D.-Team im Flugzeug davon und holt Yo-Yo mit an Bord. Simmons und Daisy schließen sich daraufhin ans Framework an, um ihre Freunde zu finden und sie dort herauszuholen. AIDA hat das Bewusstsein des schwer verletzten Ivanov in der Zwischenzeit auf einen identisch aussehenden Androiden übertragen, der von dessen abgetrenntem Kopf gesteuert wird.                            |           |                              |                                |                      |                                            |                    |                                  |                 |
| 82 | 16        | Was wäre wenn?               | What If …                      | 4. Apr. 2017         | 27. Okt. 2017                              | Oz Scott           | DJ Doyle                         | 2,15 Mio.       |
| Im Framework erwacht Daisy in einem von HYDRA kontrollierten Überwachungsstaat, in dem Inhumans diskriminiert und gejagt werden. Zusammen mit ihrem Freund Ward arbeitet sie bei HYDRA unter ihrer Vorgesetzten May, der ihre Existenz in einer Simulation nicht bewusst ist. Simmons muss sich als verstorbene S.H.I.E.L.D.-Agentin derweil aus ihrem Grab befreien und lässt sich von einer hilfsbereiten Autofahrerin mitnehmen, die sie kurz vor einem HYDRA-Kontrollpunkt jedoch wegen ihres S.H.I.E.L.D.-Ausweises aus dem Auto vertreibt. In einer Bar wird Simmons daraufhin von HYDRA-Agenten angesprochen, schafft es aber, diese auszuschalten und mit deren Auto zu fliehen. Coulson arbeitet in dieser Welt als Lehrer und betreibt Propaganda im Sinne von HYDRA, indem er Inhumans diffamiert und HYDRAs Nazi-Vergangenheit leugnet. Auf Anweisung von May verhören Daisy und Ward den Inhuman Vijay Nadeer und nachdem dieser schweigt, befiehlt May Daisy, ihn zum „Doktor“ zu bringen, bei dem es sich um Fitz handelt. Über einen HYDRA-Computer im Auto erfährt Simmons von Coulsons Tätigkeit als Lehrer, sucht ihn auf und will ihn von der virtuellen Welt des Frameworks überzeugen, allerdings vergeblich. Während Coulson diesen Fall den HYDRA-Behörden meldet, sieht Daisy neben Fitz zu, wie Vijay von Maschinen gequält wird, die seine Inhuman-Kräfte analysieren. Als Daisy am zuvor vereinbarten Treffpunkt in einem Park auf Simmons trifft, werden die beiden von HYDRA-Agenten und Ward aufgespürt. Dieser offenbart sich ihnen allerdings als Mitglied des „Widerstands“ und erschießt einen HYDRA-Agenten, bevor er die beiden in ein Versteck bringt. Dort beschließen Simmons und Daisy, das Framework wieder zu verlassen, und aktivieren einen dafür vorgesehenen Notsender, der aber nicht funktioniert. Fitz redet sich aufgrund des Vorfalls vor der HYDRA-Direktorin AIDA unterdessen in Rage, woraufhin diese ihn beruhigt und anschließend küsst. Daisy schleicht sich schließlich an Coulson heran und redet so eindringlich auf ihn ein, dass dieser sich an sie erinnert.                      |           |                              |                                |                      |                                            |                    |                                  |                 |
| 83 | 17        | Spiegelwelt                  | Identity and Change            | 11. Apr. 2017        | 3. Nov. 2017                               | Garry A. Brown     | George Kitson                    | 2,32 Mio.       |
| Coulson glaubt zwar Daisys Erklärung des Frameworks, kann sich aber dennoch kaum an die echte Welt erinnern. Da Daisy und Simmons Radcliffe als einzige Möglichkeit sehen, dem Framework zu entkommen, macht Daisy dessen Aufenthaltsort über einen Computer in der HYDRA-Zentrale ausfindig und gibt die Koordinaten an Ward weiter. Dieser lässt Simmons und Coulson zum geheimen Stützpunkt des „Widerstands“ bringen, bei dem es sich um das von Mace geleitete S.H.I.E.L.D. handelt. Simmons kann Mace von der Wichtigkeit Radcliffes überzeugen, sodass dieser sie, Ward und Coulson im Quinjet zu ihm fliegen lässt. Nach einem Meeting, bei dem Fitz Simmons als oberste Zielperson HYDRAs ausweist, wird Daisy Teil eines Einsatzes, bei dem Mack und dessen Tochter verhaftet werden. AIDA, die hier als „Madame Hydra“ bekannt ist, offenbart ihrem Liebhaber Fitz, der sie „Ophelia“ nennt, dass Simmons von der „anderen Seite“ stammt und deshalb eine große Gefahr für sie darstellt. Indem Mack bei seinem Verhör – von HYDRA instruiert – vorgibt, Daisy wiederzuerkennen, verrät diese sich als S.H.I.E.L.D.-Agentin und wird gefangen genommen. Simmons, Ward und Coulson kommen derweil bei Radcliffes Landsitz an, wo dieser Simmons erzählt, dass AIDA die Kontrolle über das Framework übernommen hat. Als AIDA und Fitz daraufhin selbst mit ihrem Jet landen, verstecken sich die drei S.H.I.E.L.D.-Agenten und beobachten, wie Radcliffe AIDA vorwirft, sich gegen ihre Programmierung gewandt zu haben, was diese mit ihrem Wunsch verteidigt, wie ein Mensch behandelt zu werden. Die HYDRA-Agenten finden Agnes und führen sie zu AIDA, die behauptet, Radcliffe würde sie mit ihr ersetzen wollen. Voller Zorn richtet Fitz seine Waffe auf Agnes und Radcliffe versucht verzweifelt, ihn zur Besinnung zu bringen. Simmons hält Ward davon ab, aus der Entfernung auf Fitz zu schießen, der in der Folge jedoch Agnes erschießt. Zurück in der Basis stellt Mace Simmons für ihr Handeln zur Rede; außerdem taucht der wieder entlassene Mack auf, der sich bereit erklärt zu helfen.                              |           |                              |                                |                      |                                            |                    |                                  |                 |
| 84 | 18        | Keine Reue                   | No Regrets                     | 18. Apr. 2017        | 10. Nov. 2017                              | Eric Laneuville    | Paul Zbyszewski                  | 2,43 Mio.       |
| Mit der Ablenkung von Coulson bringt Mace einen HYDRA-Gefangenentransport unter seine Kontrolle, in dem er jedoch nur Leichensäcke findet. Die von Schlägen geschwächte Daisy muss bei einer Befragung durch Fitz erkennen, dass dieser seine Framework-Existenz nicht ansatzweise hinterfragt und seine höchste Priorität darin liegt, Madame Hydra zu beschützen. In der S.H.I.E.L.D.-Basis klärt Simmons Mace und Ward über das Framework auf, worauf diese allerdings skeptisch reagieren. Nach einem Besuch von Madame Hydra, die Daisy erklärt, sie habe lediglich eine schlechte Sache im Leben jeder Person geändert, erfährt Daisy vom im angrenzenden Raum befindlichen Radcliffe, dass es einen Ausgang aus dem Framework gibt. Fitz offenbart seinem Vater derweil sein schlechtes Gewissen darüber, eine unbewaffnete Frau erschossen zu haben, was dieser ihm aber ausredet, mit dem Hinweis, keine Schwäche zu zeigen. Mace und Coulson verschaffen sich mit dem Gefangenenbus Zutritt zu einer Gefängniseinrichtung von HYDRA und können den S.H.I.E.L.D.-Agenten Antoine Triplett befreien. Da die unangemeldete Ankunft des Fahrzeugs den Verdacht von May erregt, fliegt diese mit einem von Fitz injizierten Kraftserum zum Gefängnis, wo Triplett unterdessen einen Datenträger birgt, auf dem er Bilder von geheimen HYDRA-Plänen gespeichert hat. Während Coulson sich kurzerhand entschließt, die in einem Nebengebäude gefangen gehaltenen Kinder zu befreien, die gerade an Stühlen gefesselt einer Gehirnwäsche unterzogen werden, muss Mace sich May zur Wehr setzen und kann diese im Zweikampf besiegen. Nachdem Mace den Kindern zur Hilfe eilt, lässt May das Gebäude auf Madame Hydras Befehl von einem HYDRA-Quinjet beschießen, um Mace zu töten. Als May das Gebäude betritt, um letzteres zu überprüfen, sieht sie, wie Mace die Trümmer stützt und damit allen Anwesenden die Flucht ermöglicht, bevor er selbst unter diesen begraben wird und stirbt. Zurück in der HYDRA-Zentrale sucht May daraufhin Daisy auf und zerbricht vor ihr einen Terrigen-Kristall.                                           |           |                              |                                |                      |                                            |                    |                                  |                 |
| 85 | 19        | Auf der Flucht               | All the Madame’s Men           | 25. Apr. 2017        | 17. Nov. 2017                              | Billy Gierhart     | James C. Oliver & Sharla Oliver  | 2,15 Mio.       |
| Durch die Terrigenese erhält Daisy ihre Inhuman-Kräfte und benutzt diese, um auf der Flucht Madame Hydra aus einem hohen Stockwerk zu schleudern, wobei diese sich die Wirbelsäule bricht. Auf der Straße erklärt May Daisy, dass sie nach HYDRAs skrupellosem Angriff auf die Kinder und Mace’ heldenhaftem Einsatz einen Sinneswandel erlebt hat und sich deshalb gegen HYDRA gewandt hat. Der von Madame Hydras Verletzung erschütterte Fitz nutzt das von HYDRA gelenkte Nachrichtenprogramm mit Sunil Bakshi, um Daisy und May als Terroristen zu brandmarken. Als die beiden anschließend den Unterschlupf des S.H.I.E.L.D.-Kontaktmannes erreichen, werden sie von einem HYDRA-Wagen aufgespürt, den Daisy jedoch zerstören kann. Durch eine Funkmeldung erfährt das S.H.I.E.L.D.-Team davon und holt Daisy und May von dem Unterschlupf ab. Anhand der von Triplett geborgenen Pläne entdeckt Simmons, dass HYDRA einen verbesserten Quantenpartikelgenerator baut, dessen Aufenthaltsort sie durch einen Hinweis von Triplett auf einer Ölplattform vermutet. Nachdem die beiden dorthin fliegen und keine solche Maschine finden, erkennt Simmons, dass diese sich am selben Ort in der echten Welt befindet und dazu dienen soll, AIDA einen menschlichen Körper zu verschaffen. Zurück in der S.H.I.E.L.D.-Basis wird Daisy von Ward mit Simmons’ Erzählung von der anderen Welt konfrontiert, was diese ihm zu seiner Ernüchterung bestätigt. Bei einem Besuch von Radcliffe in dessen Zelle wird Fitz’ Vater, Alistair, so sehr von diesem provoziert, dass er ihn übel zusammenschlägt. Um der Bevölkerung HYDRAs Machenschaften vor Augen zu führen, stürmt das S.H.I.E.L.D.-Team schließlich Bakshis Sendestudio und strahlt Mays Bodycam-Aufnahmen vom Beschuss des Gefängnisgebäudes unter einer Ansprache von Coulson aus. Während das restliche Team daraufhin das Studio verlässt, bleibt Ward, um die Stellung zu halten. Außerhalb des Frameworks informiert Ivanov AIDA derweil darüber, dass es ihm gelungen ist, Daisy und Simmons im Flugzeug zu lokalisieren.                                                        |           |                              |                                |                      |                                            |                    |                                  |                 |
| 86 | 20        | Ade, du schnöde Welt!        | Farewell, Cruel World!         | 2. Mai 2017          | 24. Nov. 2017                              | Vincent Misiano    | Brent Fletcher                   | 2,15 Mio.       |
| Daisy und Simmons beginnen, das Team zu mobilisieren, um zum Ausgang des Frameworks zu gelangen, dessen Koordinaten Daisy von Radcliffe erhalten hat. Indem Fitz Radcliffe einen neuen Körper in der echten Welt anbietet, bringt er ihn dazu, auch ihm die Koordinaten des Ausgangs zu verraten. Nachdem Simmons durch May von Fitz’ Vater erfährt und erkennt, dass Fitz aufgrund dessen Einflusses einen so stark veränderten Charakter besitzt, sucht sie Alistair in dessen Haus auf und zwingt ihn mit vorgehaltener Pistole, Fitz anzurufen. Statt diesen, wie von Simmons gefordert, herzubitten, warnt Alistair ihn und stürzt sich auf Simmons, die ihn aus Notwehr erschießt. Während diese daraufhin in die S.H.I.E.L.D.-Basis zurückkehrt und mit Daisy, Coulson, May, Mack und Triplett zum Ausgang fliegt, findet Fitz seinen toten Vater und folgt dem Team zornerfüllt mit Radcliffe zu den Koordinaten. Madame Hydra lässt derweil ihren Körper scannen, sodass der Quantenpartikelgenerator diesen in der realen Welt neu erschaffen kann. Bei den Koordinaten in einem Stahlwerk angekommen entdeckt Daisy den Ausstiegspunkt in einem Kessel, dessen Inhalt sie mit ihren Kräften beiseite schaffen kann. Coulson betritt als erster den Ausgang und wacht in der echten Welt aus der Simulation auf, gefolgt von May. Als Simmons an der Reihe ist, wird sie vom auftauchenden Fitz abgehalten, der sie erschießen will. Dazu kommt es aber nicht, da sich Radcliffe von seiner Wache befreien kann und Fitz mit einer Pistole durch den Ausgang zwingt. Radcliffe entschuldigt sich bei Simmons für seine Fehler, bevor diese als nächstes das Framework verlässt. Da seine Tochter in der echten Welt nicht am Leben ist, kann Daisy Mack nicht zu dem Schritt überreden und muss diesen zurücklassen. So erwacht Daisy als letzte aus dem Framework, gerade als das Flugzeug von Ivanov angegriffen wird. Coulson hat unterdessen die ans Framework angeschlossene AIDA enthauptet, doch erscheint diese schließlich mit ihrem neuen organischen Körper, umarmt Fitz und teleportiert sich mit diesem davon.             |           |                              |                                |                      |                                            |                    |                                  |                 |
| 87 | 21        | Die Rückkehr                 | The Return                     | 9. Mai 2017          | 1. Dez. 2017                               | Kevin Tancharoen   | Maurissa Tancharoen & Jed Whedon | 2,14 Mio.       |
| In der Ölplattform weit unter der Meeresoberfläche müssen sich Coulson und May mehreren Ivanov-Androiden zur Wehr setzen, die sie angreifen. Auf dem Flugzeug leiten Simmons, Daisy und Yo-Yo die Stromzufuhr des Frameworks zurück auf die Bordgeschütze, sodass sie Ivanovs Jet abschießen können. In einem Strandhaus erfreut sich Ophelia unterdessen ihrer neuen menschlichen Gefühle und bestätigt Fitz ihre Liebe, der jedoch massive Schuldgefühle für seine Taten im Framework hegt. Ivanov verlässt die Bohrinsel schließlich in seinem U-Boot und feuert Torpedos auf selbige, woraufhin diese geflutet wird. Coulson und May gelangen zwar an die Oberfläche, wo das Flugzeug auf sie wartet, Mack aber droht, im Framework zu ertrinken. Nachdem Fitz Ophelia überreden kann, seinen Freunden zu helfen, teleportiert diese sich mit ihm zu Mack und mit diesem und dem Framework aufs Flugzeug. Dort tasert Simmons Ophelia und Fitz und sperrt sie in die Eindämmungszelle, bevor das Team zur zerstörten S.H.I.E.L.D.-Zentrale zurückfliegt. Über eine Kamera beobachtet Simmons, wie Fitz vor Ophelia Zweifel darüber äußert, ob die Liebe, die er für Simmons empfindet, auch bei ihr noch besteht. Ophelia reagiert mit Entsetzen darauf und wird aggressiv vor Eifersucht, woraufhin ein S.H.I.E.L.D.-Agent Fitz zu seinem Schutz aus der Zelle holt. Gleichzeitig betritt General Talbot mit einer Militäreinheit das Flugzeug in der Überzeugung, dass es sich beim gesamten Team um Androiden handelt. Da Ophelia sämtliche Inhuman-Kräfte besitzt, die von HYDRA im Framework erfasst wurden, kann sie den Teleportationsblocker der Zelle mit elektrostatischer Energie ausschalten und sich so befreien. Auf die Warnung von Fitz startet das Team das Flugzeug, weshalb Talbot mit seinen Männern abzieht. Während sich die von ihren Emotionen überwältigte Ophelia zu Ivanov ins U-Boot teleportiert, müssen Coulson und Daisy feststellen, dass sich Yo-Yo ans Framework angeschlossen hat, um Mack zu retten. In der S.H.I.E.L.D.-Basis tritt derweil der Ghost Rider aus dem Dimensionstor.                       |           |                              |                                |                      |                                            |                    |                                  |                 |
| 88 | 22        | Das Ende der Welt            | World’s End                    | 16. Mai 2017         | 8. Dez. 2017                               | Billy Gierhart     | Jeffrey Bell                     | 2,08 Mio.       |
| Während Fitz offenbart, dass Ophelia nicht auf herkömmliche Weise getötet werden kann, da sie mithilfe des Darkholds erschaffen wurde, schaltet diese das Framework ab, sodass Yo-Yo nur noch wenig Zeit bleibt, um Mack zu retten. Robbie spürt Ophelia anhand des Darkholds in ihrem Unterschlupf auf und kann sie mit seiner Feuerkette verletzen, woraufhin diese sich allerdings mit dem Buch wegteleportiert. Da Robbie seinen Dodge Charger aus einem S.H.I.E.L.D.-Versteck geholt hat, findet das Team ihn und fliegt mit ihm zu einem Treffen von Geheimdienstvertretern, bei dem auch Talbot und Ivanov anwesend sind. Nachdem ein Daisy-Android auftaucht und Talbot in den Kopf schießt, nimmt das Team die Verfolgung auf, zerstört den Daisy- und den Ivanov-Androiden und bringt das Darkhold in seinen Besitz. Yo-Yo wird im Framework derweil von Radcliffe aus den Fängen HYDRAs befreit und zu S.H.I.E.L.D. gebracht, wo allmählich Gegenstände und Menschen zu verschwinden beginnen. Zurück in der S.H.I.E.L.D.-Basis begegnen Fitz und Simmons schließlich Ophelia, die sich an Fitz rächen will und dafür Simmons tötet, welche sich jedoch als Android entpuppt. Vor dem Dimensionstor trifft Ophelia auf Coulson, der sich in den Ghost Rider verwandelt und Ophelia nach einem Zweikampf verbrennen kann. Daisy und Fitz gelingt es, einen Ausgang ins Framework nahe Mack und Yo-Yo zu programmieren, den Mack aber wegen seiner Tochter nicht betreten will. Als diese jedoch ebenfalls verschwindet, verlässt Yo-Yo das Framework und Mack folgt ihr kurz danach. Der Ghost Rider kehrt wieder zu Robbie zurück und dieser verabschiedet sich vom Team, um das Darkhold in einer anderen Dimension zu entsorgen. In Anbetracht ihrer bevorstehenden Festnahme geht das Team gemeinsam essen und wird dabei, wie erwartet, von einer Militäreinheit aufgesucht. Mithilfe eines Gerätes versetzt deren geheimer Anführer die Teammitglieder in eine Starre, um sie gefangen zu nehmen. Anschließend zeigt sich, wie Coulson in einem Raum aufwacht und aus dem Fenster ins Weltall blickt.                             |           |                              |                                |                      |                                            |                    |                                  |                 |

## Staffel 5
Die Erstausstrahlung der fünften Staffel war vom 1. Dezember 2017 bis zum 18. Mai 2018 auf dem US-amerikanischen Sender ABC zu sehen. Die deutschsprachige Erstausstrahlung sendete der deutsche Pay-TV-Sender RTL Crime vom 13. Juli 2018 bis zum 7. Dezember 2018.
| Nr. (ges.) | Nr. (St.) | Deutscher Titel           | Originaltitel                | Erstausstrahlung USA | Deutschsprachige Erstausstrahlung (DE) | Regie                      | Drehbuch                                       | Zuschauer (USA) |
| --- | --------- | ------------------------- | ---------------------------- | -------------------- | -------------------------------------- | -------------------------- | ---------------------------------------------- | --------------- |
| 89 | 1         | Orientierung – Teil 1     | Orientation (1)              | 1. Dez. 2017         | 13. Juli 2018                          | Jesse Bochco               | Jed Whedon & Maurissa Tancharoen               | 2,54 Mio.       |
| Während ihrer Starre werden Coulson, Mack, Daisy, May, Simmons und Yo-Yo, nicht aber Fitz, von der Militäreinheit weggebracht und vor einem Monolith positioniert. Als ihre Starre aufhört, verflüssigt sich der Monolith und teleportiert sie getrennt voneinander an Bord einer Raumstation. Dort trifft Coulson auf den Piloten Virgil, der die Ankunft des Teams erwartet hat und erklärt, dass sie sich vor tödlichen Wesen, „Vrellnexianern“, in Acht nehmen müssen. Nachdem Coulson, Mack, Simmons und Yo-Yo zueinanderfinden, erzählt Virgil ihnen davon, dass sie gekommen wären, um die Menschheit zu retten, bevor er von einem Vrellnexianer getötet wird. Diesen kann anschließend die auftauchende Daisy mithilfe ihrer Kräfte töten. May begegnet woanders einem Mann namens Deke und liefert sich einen Kampf mit ihm, den er gewinnt. Beim Erkunden der Station entdeckt das Team zahlreiche Leichen und rätselt weiter darüber, wo und warum sie hier sind. In einem Kontrollraum stoßen sie auf drei Kree, die das Team überwältigen und gefangen nehmen. Während Mack und Yo-Yo gefoltert werden, werden Coulson, Daisy und Simmons in ihrer Zelle von Deke, May und einem Kree aufgesucht. Indem Deke dem Kree vorgaukelt, die Gefangenen wären Opfer eines Verrats von Virgil geworden und er müsse sie zur „Aufbereitung“ bringen, lässt der Kree sie gehen. Deke, der an seinem von Virgil erhaltenen Auftrag, ihm beim Verstecken der Teammitglieder zu helfen, nach dessen Tod kein Interesse mehr hat, verrät dem Team den Weg zu einem Trawler-Raumschiff, zu dem sich daraufhin May und Simmons begeben. Daisy schafft es derweil, Mack und Yo-Yo zu befreien, mit denen sie gemeinsam die beiden Kree erledigt. Im Gespräch mit Deke wird Coulson schließlich klar, dass der Monolith sie nicht nur durch den Raum, sondern auch viele Jahrzehnte in die Zukunft befördert hat. Parallel dazu sehen May und Simmons vom Trawler aus die Überreste der zerstörten Erde und Mack zeigt Daisy und Yo-Yo eine Virgil abgenommene Postkarte mit der Nachricht von Fitz, dass er „daran arbeite“.                                             |           |                           |                              |                      |                                        |                            |                                                |                 |
| 90 | 2         | Orientierung – Teil 2     | Orientation (2)              | 1. Dez. 2017         | 20. Juli 2018                          | David Solomon              | DJ Doyle                                       | 2,54 Mio.       |
| May und Simmons kehren zur Raumstation zurück und erhalten zusammen mit Coulson von Deke „Metrics“, Implantate für das Handgelenk, die den Kree zur Identifikation und Überwachung der Menschen dienen. Danach begegnen sie der Schrottsammlerin Tess, einer Vertrauten von Virgil und Deke, die Coulson, May und Simmons zum Rest der Menschen führt, die auf der Raumstation, genannt „Leuchtturm“, unter miserablen Bedingungen leben und für die Kree arbeiten. Deke sucht derweil Daisy, Mack und Yo-Yo auf und hilft ihnen beim Verstecken der Kree-Leichen. Während Tess Coulson Virgils Quartier zeigt, werden May und Simmons Zeuge davon, wie bei der Essensausgabe Tumult ausbricht und einer der höhergestellten menschlichen Diener der Kree mit einem Messer verletzt wird. Simmons eilt herbei, um dessen Wunde zu versorgen, was die Aufmerksamkeit der Kree-Wächterin Sinara auf sich zieht, welche Simmons daraufhin zu Kasius, dem Herrscher des „Leuchtturms“, bringt. Als Deke sich von der Gruppe entfernt, verfolgt Daisy diesen heimlich bis zu einem Raum, in dem sie Deke und andere bewusstlos unter Transmittern liegen sieht. Nachdem Daisy einem Transmitter zu nahe kommt, wird auch sie ohnmächtig und findet sich in einer Framework-Simulation wieder. Im Gespräch mit Simmons drückt Kasius seine Verwunderung über deren Wissen und das Fehlen ihres Metrics aus. Als die Kree eine Kontrolle aller Metrics durchführen, lassen sich Coulson, May, Mack und Yo-Yo von Tess’ Vorgesetztem Grill die Metrics implantieren, allerdings im Austausch dafür, dass sie für ihn arbeiten. Da der von Simmons behandelte Diener durch eine Wunde an der Stirn aus Kasius’ Sicht nicht mehr die nötige Perfektion besitzt, lässt Kasius ihn töten und setzt Simmons an seine Stelle. Dafür verabreicht er ihr ein Ohrimplantat, welches sie nichts mehr außer seine Stimme hören lässt. Im Framework trifft Daisy auf Deke, der ihr erklärt, dass er die Simulation als Flucht für die Menschen aus dem Alltag erschaffen hat und er Daisys Kraft für das hält, was die Erde zerstört hat.                                                 |           |                           |                              |                      |                                        |                            |                                                |                 |
| 91 | 3         | Ein Leben gegeben         | A Life Spent                 | 8. Dez. 2017         | 27. Juli 2018                          | Kevin Hooks                | Nora Zuckerman & Lilla Zuckerman               | 1,93 Mio.       |
| Um mehr über Virgils Aufzeichnungen, die er aus dessen Quartier mitgenommen hat, herauszufinden, begleitet Coulson Tess mit May und Mack bei einer Tour zum Schrottsammeln, wobei Grill ihnen jedoch seinen Handlanger Zev an die Seite stellt. Daisy schleicht sich derweil zur Schrottverwertung und lässt sich von Yo-Yo ein Kree-Display übergeben, welches diese mithilfe ihrer Fähigkeit aus Grills Büro entwendet. Damit möchte Daisy Simmons aufspüren, wovon Deke sie abzuhalten versucht, da er befürchtet, dass Daisys Taten Konsequenzen für die hier lebenden Menschen haben könnten. An Bord des Trawlers öffnet Coulson einen Miniatur-Globus aus Virgils Quartier, in dem sich ein Schlüssel zu einer abgesperrten Radiostation befindet. Als Zev ihnen in die Quere kommt, schlägt Mack ihn K.o. und sperrt ihn ein. Beim Ansteuern eines Erdfelsen, dem Virgil in seinem Notizbuch die Bezeichnung „616“ gegeben hat, empfängt die Crew Radiosignale mit Stimmen von der Erde, muss allerdings umkehren, nachdem Zev die Treibstoffleitungen beschädigt. Simmons wurde unterdessen von Kasius beauftragt, dem jungen weiblichen Inhuman Abby bei der Kontrolle ihrer Kräfte zu helfen, durch die sie ihre molekulare Dichte verändern kann. Indem sie Abby die nötige Konzentration lehrt, schafft diese es später bei der Darbietung ihrer Kräfte vor Kasius’ Gast, Lady Basha, einen deren Kämpfer zu töten. Anschließend wird Abby von Kasius an Lady Basha verkauft. In der Verwertung stellt Grill die Crew zur Rede, doch indem Yo-Yo Zev eine Waffe unterjubelt, sorgt sie dafür, dass Grill stattdessen ihn bei den Kree meldet. Auf dem Weg zu Simmons läuft Daisy in eine Falle und wird mit Gas betäubt, sieht kurz zuvor aber noch Deke, der sie an Kasius verraten hat. Auf dem Trawler gelingt es dem Team schließlich, die Stimmen von der Erde verständlich zu machen und so deren Frage zu hören, ob Virgil das Team in Sicherheit gebracht habe. Zev wird als Bestrafung für den unerlaubten Besitz einer Waffe auf der Erde ausgesetzt, wo er innerhalb kurzer Zeit den Vrellnexianern zum Opfer fällt.                          |           |                           |                              |                      |                                        |                            |                                                |                 |
| 92 | 4         | Ein Leben gewonnen        | A Life Earned                | 15. Dez. 2017        | 3. Aug. 2018                           | Stan Brooks                | Drew Z. Greenberg                              | 1,84 Mio.       |
| Mit einem Kräfteblocker versehen erwacht Daisy in Gefangenschaft von Kasius, der sie – genauso wie Deke – aus alten Prophezeiungen als „Quake, Zerstörerin der Welten“ kennt und verkaufen will. Mack wird von Grill beauftragt, einen Mann namens Gunner einzuschüchtern, da dieser ihm Geld schuldet und geheime Lieferungen von der gesicherten Ebene 35 erhält. Diese will Coulson mit der Hilfe von Deke aufsuchen, dem er die Radiostimme von der Erde vorspielt. Um herauszufinden, ob Daisy und Simmons die Wahrheit darüber sagen, dass sie nur zu zweit aus der Vergangenheit gekommen wären, fragt Kasius beide nacheinander aus und gleicht deren Geschichten ab. Dabei wird Simmons, die Daisy nicht hören kann, vom ebenfalls anwesenden Telepathen Ben geholfen, Daisys Geschichte richtig wiederzugeben. Deke schafft es, den Aufzug so zu manipulieren, dass er, Coulson und May Ebene 35 erreichen, wo sie in einem Kree-Labor ein menschliches Baby entdecken. Parallel dazu stellen Mack und Yo-Yo fest, dass es sich bei der Lieferung für Gunner um dessen Kind, eben jenes Baby, handelt. Wie Deke erklärt, sind menschliche Neugeborene sehr selten, da die Kree alle Menschen sterilisiert haben. Nachdem May auf einem Bildschirm Informationen über die gefangene Daisy sieht, wird ihr klar, dass Deke Daisy verraten hat. Bevor sie und Coulson Deke jedoch zur Rede stellen können, werden sie von zwei Kree entdeckt, die sie zwar erledigen, wobei Deke jedoch verwundet wird. Als Sinara auftaucht, schickt May die anderen beiden weg, wird im Zweikampf dann allerdings besiegt. Deke begründet seine Tat vor Coulson mit dem Schutz der Menschen und offenbart, dass die Stimme von der Erde seinem totgeglaubten Vater gehört. Coulson überredet Deke, ihm als Treuebeweis eine von Kasius als Belohnung erhaltene Rhodium-Münze zu übergeben, welche er im Anschluss Gunner zukommen lässt, der damit seine Schulden bei Grill bezahlt. Kasius lädt schließlich mehrere Gäste zu einer Auktion für Daisy ein, von denen sich einer als Fitz entpuppt.                                                                           |           |                           |                              |                      |                                        |                            |                                                |                 |
| 93 | 5         | Alles auf Anfang          | Rewind                       | 22. Dez. 2017        | 10. Aug. 2018                          | Jesse Bochco               | Craig Titley                                   | 2,40 Mio.       |
| Ein Rückblick zeigt, wie Fitz nach dem Verschwinden seiner Teamkollegen im Restaurant vom US-Militär festgenommen und in eine geheime Einrichtung gebracht wird. Weil er dort der Verantwortlichen, General Hale, nicht sagen kann, wo sich das restliche Team befindet, wird er in eine Zelle gesperrt, in der er die nächsten sechs Monate verbringt. Durch in Leserbriefen an ein Fußball-Magazin versteckte Nachrichten lockt er Lance Hunter auf seine Spur, der sich als sein Anwalt ausgibt, um zu ihm zu gelangen. Indem dieser eine außen an der Wand platzierte Bombe zündet, gelangen sie nach draußen und zu einem vorbereiteten Wohnmobil, in dem sie die Flucht ergreifen. Dank der technischen Ausstattung des Wohnmobils kann Fitz auf die Aufnahmen der Überwachungskameras am Restaurant zugreifen und so den Transportwagen, in dem die erste Militäreinheit das Team entführt hat, ausfindig machen. Dies führt sie zum Haus des Anführers der Einheit, Enoch, der ihnen erklärt, dass er zur Spezies der Chronicoms gehört und das S.H.I.E.L.D.-Team mit einem Monolith ins Jahr 2091 geschickt wurde, um eine Prophezeiung zu erfüllen. Auf das Drängen von Fitz bringt Enoch sie zu Robin, Tochter von Polly Hinton, welche in die Zukunft sehen kann und diese in Zeichnungen festhält. Als das Militär die Gruppe über das Wohnmobil aufspürt, benutzt Enoch wieder sein Gerät, mit dem er die Umgebung in eine Starre versetzt, sodass sie fliehen können. Anschließend bringt Enoch sie in ein Versteck unter einem Leuchtturm, wo Robin Fitz offenbart, dass er sein Team retten muss. Da der Monolith jedoch nur von der anderen Seite aus steuerbar ist, schlägt Enoch vor, Fitz bis ins Jahr 2091 in einen Kälteschlaf zu versetzen. Dafür dringen Fitz und Hunter noch einmal in die Militärbasis ein, aus der sie eine Kälteschlafkammer stehlen und mit dem ebenfalls dort aufbewahrten S.H.I.E.L.D.-Flugzeug fliehen. Zurück im Versteck verabschiedet sich Fitz von Hunter und tritt seinen Schlaf an, aus dem er 74 Jahre später an Bord eines Chronicom-Raumschiffs von Enoch geweckt wird.                                     |           |                           |                              |                      |                                        |                            |                                                |                 |
| 94 | 6         | Brot und Spiele           | Fun & Games                  | 5. Jan. 2018         | 17. Aug. 2018                          | Clark Gregg                | Brent Fletcher                                 | 2,49 Mio.       |
| Von Enoch mit der Identität eines gefürchteten Marodeurs ausgestattet verschafft sich Fitz als Kasius’ Gast mit einem selbstbewussten Auftreten bei den Anwesenden Respekt. Dabei gelingt es ihm auch, Kasius zu überreden, Simmons’ Ohrimplantat auszuschalten, damit diese die Befehle der Gäste hören kann. Bei einer von den Kree durchgeführten Terrigenese an vier Jugendlichen wird derweil Tess’ Freund Flint als einziger versteinert, woraufhin Yo-Yo ihn nach dem Ausbrechen sofort vor den Kree versteckt. Als diese daraufhin die Suche nach Flint beginnen, kündigt Tess vor dem Team an, einen Trawler zum Verstecken zu besorgen. Kasius lädt seine Gäste unterdessen zur Vorstellung seiner Inhumans, wofür er zunächst Ben gegen May kämpfen lässt. Da beide das Ende des Kampfes hinauszögern, fordert Fitz unter dem Vorwand der Langeweile, May stattdessen auf die Erdoberfläche zu schicken. In der Verwertung versucht Yo-Yo, Flints Vertrauen zu gewinnen, indem sie ihm die Geschichte ihrer eigenen Terrigenese erzählt, doch wird sie dabei von Grill belauscht, der sie mit ihren Metrics fixiert und an die Kree ausliefern will. Dank seiner neu erlangten Inhuman-Fähigkeit formt Flint kraft seiner Gedanken aus Steinen einen Felsen und tötet damit Grill. Später sehen Coulson und Mack die ausgestellte Leiche der von den Kree ermordeten Tess mit der Aufschrift „Bringt uns den Inhuman“. Vor seinen Gästen konfrontiert Kasius Ben damit, dass er ihm Daisys und Simmons’ Aussage in Bezug auf die Anzahl an Zeitreisenden bestätigt hatte, was sich durch May nun allerdings als unwahr herausstellte. Zur Bestrafung lässt Kasius ihn von Sinara töten. Anschließend kommt spontan Kasius’ Bruder Faulnak zu Besuch, um auf Befehl seines Vaters die „Zerstörerin der Welten“ zu erwerben, wofür er einen Kampf zwischen ihr und Sinara fordert. Nachdem Daisy es schafft, Sinara außer Gefecht zu setzen, greifen sie, Fitz und Simmons mit einem Überraschungsangriff Kasius und sein Gefolge auf der Empore an und fliehen schließlich durch die Kampfebene nach draußen.                                               |           |                           |                              |                      |                                        |                            |                                                |                 |
| 95 | 7         | Teile und herrsche        | Together or Not at All       | 12. Jan. 2018        | 24. Aug. 2018                          | Brad Turner                | Matt Owens                                     | 2,31 Mio.       |
| Auf der Flucht entfernt Fitz Simmons’ Ohrimplantat und muss durch ein Fenster beobachten, wie sein Schiff explodiert. Kasius und Faulnak schicken ihre jeweiligen Leibwächter, Sinara und Maston-Dar, auf die Suche nach den Flüchtigen. In einem Zwiegespräch bezeichnet Faulnak seinen Bruder als Enttäuschung für die Familie und wirft ihm dessen Fahnenflucht als Flottenführer in einem vergangenen Krieg vor, für die er auf die Erde verbannt wurde. Daisy, Simmons und Fitz werden von Maston-Dar aufgespürt, den Daisy im Zweikampf allerdings vorerst zurückschlagen kann. Anschließend treffen die drei auf Deke, der sie in die Verwertung zu Coulson, Mack und Yo-Yo führt. Flint macht sich wegen Tess’ Tod Vorwürfe und stellt sich den Kree, damit nicht noch mehr Menschen seinetwegen sterben. Dabei formt er einen spitzen Stein, mit dem er den verantwortlichen Kree tötet, woraufhin er von Sinara K.o. geschlagen wird. Als Daisy auftaucht, um Flint zu retten, entsteht ein Kampf, an dessen Ende Daisy und Flint mit der Hilfe von Coulson und Mack fliehen können. Sie verbarrikadieren sich in der Verwertung, wo sie auf Dekes Vorschlag mit dessen Antigravitationsgerät über einen Schacht nach oben zu den Trawler-Anlegestellen gelangen. Beim Versuch, durch die Wand zu brechen, wird Maston-Dar hinterrücks von Sinara getötet. Das Team entschließt sich, mit einem Trawler zur Erdoberfläche zu fliegen, wobei Flint mit Mack und Yo-Yo zurückbleibt, um die Menschen zu beschützen. Nachdem Sinara Kasius und Faulnak über die Flucht des S.H.I.E.L.D.-Teams und den Tod Maston-Dars informiert, ermordet Kasius seinen Bruder, um zu verhindern, dass dieser ihm Sinara als Ersatz für Maston-Dar wegnimmt. Da keiner die genaue Steuerung des Trawlers kennt, übernimmt Coulson das Steuer und schafft es, auf der Erde bruchzulanden. May wurde auf der Erdoberfläche derweil von einer vermummten Person vor den Vrellnexianern gerettet und erwacht in einem Versteck, das sich als das S.H.I.E.L.D.-Flugzeug entpuppt und in dem sie neben Enoch die gealterte Robin begrüßt.                                           |           |                           |                              |                      |                                        |                            |                                                |                 |
| 96 | 8         | Der letzte Tag            | The Last Day                 | 19. Jan. 2018        | 31. Aug. 2018                          | Nina Lopez-Corrado         | James C. Oliver & Sharla Oliver                | 2,41 Mio.       |
| Das restliche Team erreicht das S.H.I.E.L.D.-Flugzeug, wo Robin zusammen mit Samuel Voss, einem Freund von Dekes Vater, und ein paar weiteren Überlebenden lebt. Robin kann ihre Visionen nur sehr zusammenhangslos wiedergeben, da sie Vergangenheit, Gegenwart und Zukunft nicht auseinanderhalten kann. Fitz und Simmons entdecken im Flugzeug eine Zeitmaschine, die, wie Voss ihnen erklärt, Dekes Vater nach alten Plänen gebaut hat. Ein Rückblick zeigt, dass Fitz und Simmons es waren, die die Zeitmaschine 2022 im Angesicht einer Kree-Invasion auf Robins Anregung konzipiert haben. Da Fitz vorsorglich im Jahr 2017 Waffen und Ausrüstung auf Ebene 3 im Leuchtturm versteckt hat, begeben sich Mack, Yo-Yo und Flint dorthin und beobachten einen Kree dabei, wie er Vrellnexianer mit einem Gas auf die Ebene der Menschen treibt. Die drei erkennen, dass Kasius die tödlichen Kreaturen als Bestrafung auf die Menschen hetzt. Während Simmons Daisys Kräfteblocker analysiert und feststellt, dass sie diesen nicht entfernen kann, finden Coulson und May an Bord ein Stück des Monolithen, das ihnen die Hoffnung gibt, wieder zurück in die Vergangenheit zu reisen. Als Deke Voss darauf anspricht, dass das Stück seinem Vater gehörte, schlägt Voss ihn nieder. Mack, Yo-Yo und Flint gelingt es derweil, Dosen von dem Gas zu erbeuten und dieses über die Luftschächte zu verteilen. Die so zusammengetriebenen Vrellnexianer kann Yo-Yo daraufhin mit Splitterbomben von Fitz töten. Auf dem Flugzeug greifen Voss und seine Kameraden plötzlich das Team an, wobei Voss Robin ersticht. Das Team schafft es, die Angreifer abzuwehren und zu fesseln, und wie sich herausstellt, will Voss verhindern, dass Daisy in die Vergangenheit zurückkehrt und die Erde zerstört. May eilt zu Robin, die ihr im Sterben liegend offenbart, dass May sie vor 70 Jahren nach Pollys Tod großgezogen hat. Anschließend teilt May dem Team mit, dass laut Robin der Schlüssel zur Rettung der Menschheit Flint ist. Sinara ist derweil auf der Erdoberfläche angekommen, um das S.H.I.E.L.D.-Team aufzuspüren.                                      |           |                           |                              |                      |                                        |                            |                                                |                 |
| 97 | 9         | Ein perfekter Plan        | Best Laid Plans              | 26. Jan. 2018        | 7. Sep. 2018                           | Garry A. Brown             | George Kitson                                  | 2,27 Mio.       |
| Mack und Yo-Yo überzeugen die Menschen davon, sich gegen die Kree aufzulehnen, und können gemeinsam einige von ihnen ausschalten. Als Reaktion darauf schickt Kasius ihnen die wiederbelebte Tess mit der Botschaft, dass er die Menschen auf Knopfdruck auslöschen werde, wenn sich ihm nicht Flint, Mack und Yo-Yo ausliefern. Während das Team versucht, das Flugzeug wieder flugfähig zu machen, will Deke sich an Voss für den Mord an seinem Vater rächen, bringt es aber nicht übers Herz, ihn zu erschießen. Nachdem Fitz und Simmons im Maschinenraum Gravitonium finden und der Antrieb des Flugzeugs ausfällt, fassen sie den Plan, dieses von einem sich nähernden Gravitationssturm ins Weltall schleudern zu lassen, wo sie mithilfe des Gravitoniums manövrieren könnten. Zuvor lassen sie alle restlichen Überlebenden von Bord gehen und sich in einer Höhle verstecken. Mack und Yo-Yo finden derweil an den Sauerstoffleitungen Bomben, die bei Detonation die Gänge mit brennendem Gas fluten würden. Sie schaffen es, diese abzunehmen, nicht aber zu deaktivieren, und lassen Tess Kasius die Nachricht überbringen, dass sie das gesamte Inventar des Inhuman-Labors zerstören werden, wenn er sich nicht zu einem Treffen bereit erklärt. Da das Flugzeug noch an Ankern festhängt, möchte Daisy diese manuell lösen und trifft im Frachtraum auf Sinara, die sich an Bord geschlichen hat. Es entsteht ein Kampf, gerade als der Gravitationssturm das Flugzeug erfasst und vom Boden reißt, und am Ende gelingt es Daisy, Sinara mit einem Stahlrohr zu durchbohren. Beim Treffen mit Mack und Yo-Yo zündet Kasius seine Bomben, die die Menschen in der Zwischenzeit jedoch auf eine tiefere Ebene verlegt haben, sodass niemand zu Schaden kommt. Mack lässt daraufhin zwischen sich und Kasius die Terrigen-Kristalle und Inhuman-Blutproben aus dem Labor explodieren und verschafft sich, Yo-Yo und Tess damit die Möglichkeit zur Flucht. Wie sich anschließend zeigt, weiß Kasius um die baldige Ankunft des S.H.I.E.L.D.-Teams, da er ebenfalls über eine Seherin verfügt.                                                          |           |                           |                              |                      |                                        |                            |                                                |                 |
| 98 | 10        | In einem anderen Leben    | Past Life                    | 2. Feb. 2018         | 14. Sep. 2018                          | Eric Laneuville            | DJ Doyle                                       | 2,22 Mio.       |
| Während das Team im abgekoppelten Eindämmungsmodul den Leuchtturm erreicht, landet Enoch mit dem Flugzeug im Hangar und versteckt sich darin. So finden Kasius und seine Wachen an Bord nur die tote Sinara, woraufhin Kasius dem Inhuman-Trainer Tye eine Substanz namens Odium verabreicht, welche diesen wild und stark werden lässt. Das Team beginnt, die Menschen zum Trawler zu bringen, und trifft dabei auf Tye, der Coulson verwunden kann, bevor er von Daisy getötet wird. Yo-Yo hat sich derweil von Mack und Flint entfernt und stößt in einem Raum auf eine verstümmelte und geschwächte Version von sich selbst, die ihr erzählt, dass sie in einer Zeitschleife gefangen ist und von den Kree als Seherin verwendet wird. Außerdem sei es notwendig, Coulson an seiner heimlichen tödlichen Krankheit sterben zu lassen, um diese Zukunft zu verhindern. Parallel betäubt Coulson Daisy, die sich zum Schutz der Welt weigern will mitzukommen, und nimmt sie mit zum Monolithen, den der in der Zwischenzeit zum Team dazugestoßene Flint mit dem Bruchstück als Grundlage und Gestein aus dem Weltall zusammenbaut. Auf der Suche nach Yo-Yo findet Mack deren zukünftige Version mit Kasius im Kampfraum, der ihr die Kehle durchschneidet und sich nach der Einnahme des Odiums auf Mack stürzt. Deke kommt Enoch zur Hilfe, der von zwei Kree verwundet wird, welche zudem die Stromversorgung der Zeitmaschine beschädigen. Nachdem Deke die Kree erledigt, stellt Enoch seinen batteriebetriebenen Körper als Stromquelle zur Verfügung, auch wenn er vor der nachfolgenden Explosion warnt, die Deke treffen würde. Coulson schickt Flint zum Trawler, damit er rechtzeitig mit Tess und den Menschen den Leuchtturm verlassen kann. Im Kampf gegen den rasenden Kasius erhält Mack Hilfe von Simmons, die Kasius mit einem Ohrimplantat desorientiert, sodass Mack ihn töten kann. Nachdem die gegenwärtige Yo-Yo erscheint, eilen sie zurück zum Team, da Enoch der von Deke aktivierten Zeitmaschine nur begrenzt Energie liefern kann und sich der Monolith bereits öffnet.                                                              |           |                           |                              |                      |                                        |                            |                                                |                 |
| 99 | 11        | Willkommen zu Hause       | All the Comforts of Home     | 2. März 2018         | 21. Sep. 2018                          | Kate Woods                 | Drew Z. Greenberg                              | 1,90 Mio.       |
| Das gesamte Team wird vom Monolith zurück in den Leuchtturm der Gegenwart teleportiert, wo sie vom Chronicom Noah begrüßt werden. Dieser zeigt ihnen die Überwachungsaufnahme eines Lichtstrahls zwischen einem Labor und dem Himmel, den Coulson als Anzeichen für die Ankunft der Kree deutet. Während sich das Team mit dem von Fitz abgestellten S.H.I.E.L.D.-Flugzeug auf den Weg zur Quelle des Lichtstrahls macht, bleibt die wiedererwachte Daisy im Leuchtturm, wo sie an einem Computer sieht, dass die S.H.I.E.L.D.-Agenten zu den Meistgesuchten des Landes zählen. Wie sich herausstellt, wurde auch Deke vom Monolith erfasst, wodurch er im angrenzenden Ort River’s End landet. Überwältigt von seinen ersten Erfahrungen auf der Erde betrinkt er sich in einer Bar und wird festgenommen. Im Flugzeug stellen Fitz und Simmons fest, dass der Lichtstrahl in der Aufnahme vom Labor ins All gesendet wird und nicht andersherum. Nachdem Daisy entdeckt, dass Deke verhaftet wurde, gibt sie sich auf der Dienststelle als Dekes Fürsorgerin aus, womit es ihr gelingt, ihn aus der Zelle zu holen. Beim Eindringen in das Labor trifft das Team auf die S.H.I.E.L.D.-Agentin Piper, die sie um Hilfe beim Deaktivieren des Kree-Artefakts bittet. Als jedoch eine von General Hale geschickte Einheit Roboter-Soldaten den Raum betritt, entpuppt sich das Ganze als Trick, da Piper mit Hale kooperiert. Es entsteht ein Kampf, in dessen Verlauf sich Piper aufgrund der Brutalität der Soldaten auf die Seite des Teams schlägt und die maskierte Anführerin der Einheit Yo-Yo mit ihrem Chakram beide Arme abtrennt. Das Team nimmt sich den Sender und ergreift die Flucht, woraufhin Simmons Yo-Yo im Leuchtturm notoperiert. Wie sich zeigt, handelt es sich bei der maskierten Kämpferin um Ruby, General Hales Tochter, mit deren Arbeit Hale aber sehr unzufrieden ist. Als Fitz, Daisy und Noah das Artefakt ins Lager bringen, erkennt Noah, dass dieses gleich explodieren wird, und schickt die anderen beiden weg. Hale sucht derweil Carl Creel auf und überredet ihn zur Zusammenarbeit.                                          |           |                           |                              |                      |                                        |                            |                                                |                 |
| 100 | 12        | Ein echter Held           | The Real Deal                | 9. März 2018         | 28. Sep. 2018                          | Kevin Tancharoen           | Jed Whedon, Maurissa Tancharoen & Jeffrey Bell | 2,04 Mio.       |
| Neben Noah werden bei der Explosion auch drei im Lager aufbewahrte Monolithen zerstört, wodurch ein Dimensionsspalt entsteht, den Fitz über eine Kameradrohne entdeckt. In einem Vorratsraum werden Daisy und Deke plötzlich von einem Kree angegriffen, den Daisy erschießen muss. Nachdem eine Kamera auch Lash im Lager aufzeichnet, schlussfolgert Fitz, dass aus dem Spalt Wesen kommen, die die Ängste der Teammitglieder widerspiegeln. Um den Spalt zu schließen, entwickelt Fitz mit Dekes Antigravitationsgerät ein Gefäß, das Coulson zum Spalt bringen will. Nach dem Protest des Teams wird Coulson kurz ohnmächtig, woraufhin er ihnen nicht mehr verheimlichen kann, dass er bald sterben wird, da das Serum, welches ihn nach seinem Tod wiederbelebt hat, bei der Übernahme durch den Ghost Rider verbrannt wurde. Die im Krankenbett liegende Yo-Yo muss von Mack und Simmons vor einem Simmons-Androiden aus dem Spalt gerettet werden, der versucht, sie mit einem Kissen zu ersticken. Coulson setzt sich gegenüber dem Team durch und begibt sich auf die Lagerebene, wo er auf Mike Peterson trifft, der ihm erzählt, dass er (Coulson) in Wahrheit noch immer auf dem Operationstisch liegt und sich alles, was er seit seinem Tod durch Lokis Zepter erlebt hat, nur einbildet. Parallel holt Deke, von Coulson beauftragt, den echten Mike Peterson und S.H.I.E.L.D.-Agenten in einem Quinjet zum Leuchtturm. Da Coulson sich nicht von dem vor ihm stehenden Peterson täuschen lässt, greift dieser ihn an, woraufhin er vom echten Peterson gerettet wird. Dieser hilft ihm dann auch, Lash, Vrellnexianer und Hive zu besiegen, bevor Coulson den Spalt mit dem Gefäß schließt. Später begibt sich das Team auf eine Ebene, in der ein naturgetreuer Park eingerichtet ist, und feiert dort Fitz’ und Simmons’ Hochzeit. General Hale wurde derweil darüber benachrichtigt, dass sich Daisy Johnson und Deke Shaw auf dem Polizeirevier in River’s End aufgehalten haben. Durch die DNA-Untersuchung von Deke erfährt Hale, dass dieser mit Fitz und Simmons verwandt ist.                                                               |           |                           |                              |                      |                                        |                            |                                                |                 |
| 101 | 13        | Gravitonium               | Principia                    | 16. März 2018        | 5. Okt. 2018                           | Brad Turner                | Craig Titley                                   | 2,07 Mio.       |
| Da Fitz für die dauerhafte Schließung des Dimensionsspalts mehr Gravitonium benötigt, schlägt Daisy vor, Cybertek-Wissenschaftler ausfindig zu machen, die zuletzt das Gravitonium in Gewahrsam hatten. Das Team spürt die Person auf, die den Wissenschaftlern neue Identitäten verschafft hat, Tony Caine, den Mack als Freund aus der gemeinsamen Zeit an der S.H.I.E.L.D.-Akademie wiedererkennt. Caine, der damals der Akademie verwiesen wurde, willigt ein, Mack zu einem der Cybertek-Wissenschaftler zu bringen, der ihnen anschließend erzählt, dass das Gravitonium auf ein Schiff verladen wurde, welches jedoch bei einem Sturm im Pazifik sank. Währenddessen erwacht Werner von Strucker, der sich mittlerweile Alex Braun nennt und über ein enorm leistungsfähiges Gedächtnis verfügt, in der Militäreinrichtung von General Hale, die ihm die Zusammenarbeit anbietet. Nachdem Alex diese ausschlägt, setzt Hale Ruby darauf an, Alex zu überzeugen. Fitz scannt derweil den Pazifik nach dem versunkenen Schiff ab, allerdings erfolglos. Als Deke jedoch den Einfall hat, dass das Gravitonium das Schiff durch einen Blitzeinschlag in den Himmel hätte steigen lassen können, entdeckt das S.H.I.E.L.D.-Team vom Flugzeug aus tatsächlich das in der Luft schwebende Schiff. Beim Betreten finden Coulson, Daisy und Mack die tote Crew sowie eine Kugel Gravitonium, die allerdings nur eine Teilmenge darstellt. Nachdem sie es einpacken, kommen ihnen einige Roboter-Soldaten von General Hale in die Quere, doch letztlich schaffen sie es rechtzeitig zurück auf das Flugzeug, bevor das Schiff nach unten fällt. Hale wird über die Aktivierung der Roboter informiert und vermutet S.H.I.E.L.D. dahinter. Caine verabschiedet sich von Mack mit dem Versprechen, für eine Heilung von Coulson nach Informationen zum Deathlok-Programm zu suchen. Anhand mehrerer Hinweise hat Deke inzwischen erkannt, dass es sich bei Fitz und Simmons um seine Großeltern handelt. Indem sie ihm anbietet, sich gegen ihre Mutter zu verschwören, schafft es Ruby schließlich, Alex zur Kooperation zu überreden.                                   |           |                           |                              |                      |                                        |                            |                                                |                 |
| 102 | 14        | Der Teufel-Komplex        | The Devil Complex            | 23. März 2018        | 12. Okt. 2018                          | Nina Lopez-Corrado         | Matt Owens                                     | 2,07 Mio.       |
| Während Fitz daran scheitert, das erbeutete Gravitonium zu komprimieren, damit es in das Gefäß passt, gelingt es Daisy dank Pipers Informationen, das Navigationssystem in General Hales Auto zu hacken, sodass deren maskierter Fahrer mit ihr in das getarnte Flugzeug fährt. Nachdem Hale bei ihrer Befragung durch Coulson offenbart, dass ihr Ziel die Verhinderung der Ausrottung der Menschheit ist, entpuppt sich der Fahrer des Autos als Carl Creel, den Hale mit einem Sprengstoffgürtel versehen hat. Als vor Fitz seine eigene Framework-Persönlichkeit, der Doktor, erscheint, um ihm zu helfen, sucht er voller Verzweiflung Simmons, Mack und Yo-Yo auf, die derweil von einem reaktivierten Roboter-Soldaten, den Mack vom Schiff mitgenommen hatte, attackiert wurden. Auf Simmons’ Hinweis, dass der Doktor Inhumans im Visier haben könnte, eilt Fitz zu Daisy. Währenddessen dockt der Anton-Ivanov-Androide mit einem Jet an, auf dessen Forderung Coulson Hale und Creel gehen lässt. Dabei nimmt er Hales Angebot an mitzukommen, um zu erfahren, vor was Hale die Menschheit retten will. Ein Roboter-Soldat setzt Daisy unterdessen außer Gefecht und bringt sie zum Doktor, der sie fixiert, um ihr den Kräfteblocker zu entfernen. Aus Sorge macht sich Simmons auf den Weg zu Fitz und Daisy und findet sie, muss jedoch feststellen, dass Fitz sich den Doktor nur eingebildet hat und dessen Taten unter dem Einfluss einer Schizophrenie selbst begangen hat, die auf seine wieder aufgebrochene Gehirnverletzung zurückzuführen ist. Diese treibt ihn nun auch dazu, sein Vorhaben zu vollenden und Daisy den Kräfteblocker zu entfernen, damit diese das Gravitonium komprimieren kann. Der Plan funktioniert und der Dimensionsspalt kann mit dem Gefäß für immer versiegelt werden. Anschließend lässt Fitz sich einsperren und Deke teilt Simmons mit, dass sie und Fitz seine Großeltern sind. Hale spricht schließlich in einem dunklen Raum voller außerirdischer Zeichen an der Wand mit einem geheimnisvollen Vertreter der „Konföderation“, der ihr mit den Worten „Heil HYDRA“ Odium übergibt.                            |           |                           |                              |                      |                                        |                            |                                                |                 |
| 103 | 15        | Die letzten von Hydra     | Rise and Shine               | 30. März 2018        | 19. Okt. 2018                          | Jesse Bochco               | Iden Baghdadchi                                | 1,88 Mio.       |
| In ihrer Basis offenbart sich Hale Coulson als Teil von HYDRA und erzählt ihm ihre Geschichte: Vor 28 Jahren wuchs sie als Jugendliche innerhalb der HYDRA-Akademie auf und wurde von Daniel Whitehall dafür ausgewählt, durch künstliche Befruchtung ein mit einem Imitat des Supersoldaten-Serums behandeltes Kind zu gebären. Daraus ist Ruby entstanden und Hale wurde später in die Air Force eingeschleust. Vor zwei Jahren informierte Hales Air-Force-Vorgesetzter und HYDRA-Verbündeter sie über ein in New York erbeutetes außerirdisches Gerät und nach dem Auffliegen von HYDRA blieben nur noch Hale und Ruby übrig. Vor sechs Monaten ließ Hale General Talbot, der seinen Kopfschuss überlebte, während dessen Rehabilitation in ihre Basis verlegen und wollte von ihm den Standort geheimer Waffen wissen. Als Talbot jedoch erkannte, dass Hale zu HYDRA gehört, und die Kooperation verweigerte, ließ sie ihn wegsperren. In der Gegenwart zwingt Hale Coulson zur gemeinsamen Benutzung des Geräts, welches sie in den dunklen Raum der „Konföderation“ teleportiert. Dort stellt sich der Vertreter der Konföderation Coulson als Beschützer der Menschheit vor und warnt ihn vor einem sich der Erde nähernden Schlachtschiff. Damit begründet Hale Coulson anschließend ihren Wunsch zur Zusammenarbeit und erklärt, dass Ruby eigentlich für eine von Whitehall entwickelte Kammer zur Erschaffung eines Supersoldaten vorgesehen war. Da sie Ruby jedoch für zu stürmisch hält, will sie stattdessen Daisy dafür benutzen, die sie dabei „Zerstörerin der Welten“ nennt. Davon alarmiert erwähnt Coulson seine Reise in die Zukunft, um Hale davon abzubringen, die dadurch allerdings das Vertrauen in Coulson verliert und ihn einsperren lässt. Im Leuchtturm hat das Team mittlerweile erkannt, dass Hale zu HYDRA gehört, und für mehr Informationen will Daisy Robin nach einer Vision fragen. Von Yo-Yos Annahme der Unveränderbarkeit der Zukunft beeinflusst erzählt Simmons Fitz von ihrem Enkelkind Deke, dessen Existenz sie davon überzeugt, dass sie unbesiegbar seien.                                                        |           |                           |                              |                      |                                        |                            |                                                |                 |
| 104 | 16        | Die innere Stimme         | Inside Voices                | 6. Apr. 2018         | 26. Okt. 2018                          | Salli Richardson-Whitfield | Mark Leitner                                   | 2,08 Mio.       |
| Hale lässt Creel das Gravitonium berühren, doch statt es zu absorbieren, absorbiert das Gravitonium beinahe ihn. Da Daisy als vorübergehende Anführerin des S.H.I.E.L.D.-Teams auf Fitz’ Hilfe verzichten will, verbündet sich Simmons mit Yo-Yo, die mittlerweile über Armprothesen eines Roboter-Soldaten verfügt, um Fitz aus seiner Zelle zu holen. Bei HYDRA leidet Creel nun unter blitzartig auftretenden Erinnerungen des Gravitoniums und Alex versucht, durch Aufzeichnungen seines Vaters den Aufbau von Whitehalls Kammer zu verstehen. Daisy ist mit May und Deke derweil bei Robin angelangt, die jedoch keine Antworten über die Zukunft geben will. Creels Visionen treiben ihn schließlich zu Coulson, der ihn überreden kann, den gefangenen Talbot zu befreien. Da Mack als einziger Fitz’ Zelle öffnen kann, führt Simmons vor diesem ein Experiment durch, bei dem sie drei Gläser mit Wasser und eines mit Gift füllt. Um ihre These der Unbesiegbarkeit zu beweisen, trinkt sie zufällig drei der vier Gläser, bricht beim dritten jedoch zusammen. Mack lässt Fitz zum Helfen aus seiner Zelle, was Yo-Yo allerdings nutzt, um Mack mit ihrer Inhuman-Kraft in die Zelle zu sperren. Wie sich herausstellt, hat Simmons ihre Vergiftung nur vorgespielt, womit sie das erfolgreiche Experiment als Beweis für ihre Unbesiegbarkeit nimmt. Während sich Simmons, Fitz und Yo-Yo in einem Quinjet auf die Suche nach einer Gravitonium-Waffe machen, werden Coulson, Creel und Talbot auf ihrer Flucht aus Hales Basis von Roboter-Soldaten angegriffen. Nachdem Coulson durch einen Schlag auf den Brustkorb einen Herzstillstand erleidet, kann Creel ihn dank seiner Absorptionskraft mit der Elektrizität eines Roboters per Defibrillation wiederbeleben. Als Ruby den dreien auflauert, stellt Creel sich ihr in den Weg und gibt den anderen beiden die Möglichkeit, zum Teleportationsgerät zu gelangen. Dieses befördert Coulson und Talbot in eine Waldlandschaft, was Robin in der Zwischenzeit gezeichnet hat. Anschließend wird gezeigt, wie Raina Ian Quinn vor vier Jahren gegen dessen Willen vom Gravitonium absorbieren ließ. |           |                           |                              |                      |                                        |                            |                                                |                 |
| 105 | 17        | Flitterwochen             | The Honeymoon                | 13. Apr. 2018        | 2. Nov. 2018                           | Garry A. Brown             | James C. Oliver & Sharla Oliver                | 1,82 Mio.       |
| Dank Robins Zeichnung findet das Team im Flugzeug die Waldlandschaft mit Coulson und Talbot, sodass Daisy gerade rechtzeitig einschreiten kann, um die beiden vor Ruby zu retten, welche ihnen durch das Teleportationsgerät gefolgt war. Deke wird bei dem Einsatz allerdings von einem Maschinengewehr getroffen und muss nach der Rückkehr in den Leuchtturm von Mack und Piper medizinisch versorgt werden. May stellt Coulson für seine aus ihrer Sicht zuletzt leichtsinnigen Entscheidungen zur Rede und begründet ihre Sorge um ihn mit ihrer Liebe. Alex öffnet derweil Rubys Raum, in den Hale sie regelmäßig einsperrt, und informiert sie über seinen erfolgreichen Erkenntnisgewinn über die Kammer. Außerdem überzeugt er sie davon, sich gegen ihre Mutter zur Wehr zu setzen, was dazu führt, dass Ruby diese bei ihrem nächsten Besuch zu Boden wirft und im Raum einsperrt. Simmons, Fitz und Yo-Yo sind in der Zwischenzeit bei einem verlassenen, von Gideon Malick während seiner S.H.I.E.L.D.-Gefangenschaft preisgegebenen HYDRA-Stützpunkt in Herefordshire angelangt, wo sie die Ankunft von Ivanov und einigen Roboter-Soldaten beobachten. Mit einem Ablenkungsmanöver gelingt es ihnen, ungehindert das Waffenlager zu betreten, wo sie Whitehalls Kammer finden und ein dazugehöriges Infusions-Bauteil zerstören. Als sie von eindringenden Roboter-Soldaten attackiert werden, halten Fitz und Simmons mit ihren Pistolen die Stellung, während es Yo-Yo in einem Seitengang mit Ivanov aufnimmt. Nachdem sie diesen im Zweikampf ausschaltet, werden gleichsam auch die mit ihm verbundenen Soldaten ausgeschaltet, die Fitz und Simmons bereits in Bedrängnis gebracht hatten. Im Anschluss erreichen allerdings Ruby und Alex das Lager und fordern Fitz und Simmons auf, das zerstörte Bauteil zu reparieren. Im Leuchtturm ist es Mack und Piper gelungen, Deke zu stabilisieren, und Daisy gewährt Talbot einen verschlüsselten Anruf an seine Frau. Bei diesem wird sie jedoch von HYDRA gezwungen, einen Text vorzulesen, mit dem sie Talbots HYDRA-Gehirnwäsche aktiviert.                                                    |           |                           |                              |                      |                                        |                            |                                                |                 |
| 106 | 18        | Unausweichlich            | All Roads Lead…              | 20. Apr. 2018        | 9. Nov. 2018                           | Jennifer Lynch             | George Kitson                                  | 1,67 Mio.       |
| Während Fitz und Simmons unter Zwang beginnen, das Infusions-Bauteil zu reparieren, lässt Alex das Gravitonium aus Hales Basis hertransportieren, welches Ruby zur „Zerstörerin der Welten“ machen soll. Nach der Lokalisierung von Hales Basis leitet Daisy, der Coulson mittlerweile die Führung überlässt, die Mission zur Festnahme Hales und Erbeutung des Gravitoniums. Dafür lässt sie sich zusammen mit May im Eindämmungsmodul vom Flugzeug aus in Hales Basis befördern, wo sie nach dem Kampf mit einigen HYDRA-Agenten bis zu Hale vordringen. In Sorge um Ruby ergibt sich Hale und warnt Daisy und May davor, dass Ruby sich mit dem Gravitonium verbinden will, woraufhin die beiden mit Hale zum HYDRA-Waffenlager fliegen. Talbot schleicht sich unterdessen in Robins und Pollys Aufenthaltsraum, wo er Polly mit einem Würgegriff betäubt, um Robin zu entführen. Nach Fitz’ und Simmons’ Vollendung der Reparatur betritt Ruby die Kammer, welche Alex aktiviert. Als Ruby jedoch beginnt, um Hilfe zu schreien, stoppt Fitz auf Alex’ Drängen den Prozess, sodass Ruby nur acht Prozent des Gravitoniums infundiert wurden. In diesem Moment erscheinen Daisy, May und Hale und beobachten, wie Ruby aus der geöffneten Kammer schwebt. Nachdem sie auf dem Boden landet, klagt sie schmerzerfüllt über Stimmen in ihrem Kopf und zerquetscht mit ihren neuen Kräften ungewollt Alex’ Schädel. Coulson und Mack entdecken derweil, dass Talbot Robin in seiner Gewalt hat und stellen ihn. Indem Coulson auf ihn einredet, schafft er es, ihn abzulenken, sodass Mack Talbot mit einem Schuss betäuben kann. Inmitten von Hales und Daisys Versuchen, die panische Ruby zu beruhigen, kehrt Yo-Yo zurück, nimmt sich mit ihrer Kraft Rubys Chakram und schneidet ihr die Kehle durch. Anschließend wird das Gravitonium aus Rubys Körper ausgestoßen und die trauernde Hale flieht. Auf den Vorwurf von Daisy erklärt Yo-Yo, sie habe die Welt gerettet. Hale tritt schließlich vor Qovas, den Vertreter der Konföderation, und teilt ihm mit, dass S.H.I.E.L.D. das von ihm begehrte Gravitonium besitzt.                                       |           |                           |                              |                      |                                        |                            |                                                |                 |
| 107 | 19        | Invasion                  | Option Two                   | 27. Apr. 2018        | 16. Nov. 2018                          | Kevin Tancharoen           | Nora Zuckerman & Lila Zuckerman                | 1,68 Mio.       |
| Im Leuchtturm beschließt das Team, das restliche Gravitonium zu vernichten und Robin und Polly zur Sicherheit bei Tony Caine unterzubringen, was Daisy übernimmt. Der gegen seine Gehirnwäsche ankämpfende Talbot berichtet Coulson in seiner Zelle davon, dass er die Koordinaten des Leuchtturms unter dem Einfluss der Gehirnwäsche nach außen übermittelt habe. Als sich daraufhin ein riesiges außerirdisches Schiff über dem Leuchtturm positioniert, aktiviert Coulson einen Schutzmechanismus, der alle Ausgänge atombombensicher verriegelt. In einer Videoübertragung meldet sich Qovas von dem Raumschiff, der Coulson dazu auffordert, ihm das Gravitonium zu übergeben. Coulson lehnt ab und wundert sich später, warum Daisy noch nicht zurückgekehrt ist, worauf May ihm gesteht, dass sie Caine damit beauftragt hatten, nach einer Heilung für ihn zu suchen. Dies veranlasst wiederum Yo-Yo preiszugeben, dass ihr zukünftiges Ich sie ermahnt hat, Coulson sterben zu lassen, um die dystopische Zukunft zu verhindern. Mithilfe seines Teleportationsgeräts schickt Qovas mehrere Remorath, blutrünstige Plünderer, welche Elektrizität ausfallen lassen können, in den Leuchtturm, wo diese vor Dekes Augen zwei S.H.I.E.L.D.-Agenten töten. Deke schafft es in die Schaltzentrale, in der Coulson das Team auf einen Kampf gegen die Remorath vorbereitet. Dafür lässt er Yo-Yo Talbot aus seiner Zelle und zu Simmons ins Forschungslabor bringen. Während Yo-Yo sich anschließend in den Kampf stürzt, entdeckt Talbot die Infusionskammer und setzt Simmons außer Gefecht, um die Kammer zu aktivieren und sich mit dem Gravitonium zu verbinden. Als das Team schließlich in der Schaltzentrale von den Remorath überfallen wird, erscheint Talbot und nutzt seine neu erhaltenen Kräfte, um die Remorath mühelos zu töten. Daisy hat unterdessen von Caine einen letzten Rest des Centipede-Serums erhalten, das laut ihm jedoch noch einer weiteren Komponente bedarf. Nachdem er ihr dazu den Namen „Jiaying“ nennt, sucht Daisy das Grab ihrer Mutter auf und beginnt zu graben.                                                        |           |                           |                              |                      |                                        |                            |                                                |                 |
| 108 | 20        | Der Schild der Erde       | The One Who Will Save Us All | 4. Mai 2018          | 23. Nov. 2018                          | Cherie Gierhart            | Brent Fletcher                                 | 1,65 Mio.       |
| Talbot schwebt mit Coulson auf einem Trümmerteil zu Qovas’ Schiff, auf dem er nach der Demonstration seiner Kräfte die Kontrolle übernimmt. Im Leuchtturm erledigt Mack den letzten Remorath und Simmons extrahiert das Odium, das dieser eingenommen hatte. Während das Schiff die Erdatmosphäre verlässt, erscheint Hale auf der Brücke und offenbart Talbot auf dessen Frage, dass die Konföderation aus sechs Sitzen verschiedener Völker besteht. Bei Daisys Rückkehr stellt Yo-Yo diese zur Rede, da sie im Gegensatz zu ihr Coulson nicht retten will. Aus der Debatte entwickelt sich ein Zweikampf, der von May beendet werden muss. Mack und Fitz statten das Flugzeug mit einem zuvor abgeschöpften Teil des Gravitoniums aus, sodass dieses im Weltall navigieren kann. Daisy übergibt Simmons schließlich das Centipede-Serum sowie Jiayings ausgegrabenes Skelett und befiehlt ihr, Jiayings DNA mit dem Serum zu vereinen. Qovas’ Protest zum Trotz nimmt Talbot über das Teleportationsgerät an einem Treffen der Konföderation teil, bei dem er sich durch das Absorbieren eines der Mitglieder einen Sitz erzwingt. Nachdem der Rest wieder verschwindet, bleibt der Kree Taryan, Vater von Kasius, und informiert Talbot darüber, dass sich hinter der Gefahr für die Erde Thanos und seine Armee verbirgt. Da laut ihm die Konföderation Thanos jedoch gar nicht aufhalten könne, sei es für Talbot notwendig, sich mit noch mehr unter der Erdoberfläche gelegenem Gravitonium zu verstärken. Als Talbot Coulson davon berichtet und dieser ihn in Erinnerung an Kasius vor Taryan warnt, beginnt Talbot, von Qovas beeinflusst, Coulson zu misstrauen, und verlangt Gehorsam von ihm. Das Andocken des getarnten S.H.I.E.L.D.-Flugzeugs lässt dieses Gefühl in Feindseligkeit umschlagen, da Talbot sich von Coulson verraten fühlt, weshalb er ihn und die ankommenden Daisy und May mit seinen Kräften zurückhält. Hales Versuch, Talbot mit der Gehirnwäsche-Formel unter ihre Kontrolle zu bringen, misslingt, woraufhin Talbot sie tötet. Danach lässt er Coulson und May einsperren und übergibt Daisy an Taryan.                         |           |                           |                              |                      |                                        |                            |                                                |                 |
| 109 | 21        | Die Macht der Schwerkraft | The Force of Gravity         | 11. Mai 2018         | 30. Nov. 2018                          | Kevin Tancharoen           | Drew Z. Greenberg & Craig Titley               | 1,94 Mio.       |
| Mit dem am S.H.I.E.L.D.-Flugzeug angedockten Quinjet fliegt Talbot auf die Erde zu dem Krankenhaus, in dem S.H.I.E.L.D. Creel untergebracht hat, und absorbiert diesen. Taryan versucht, Daisy auf seine Seite zu ziehen, und erklärt ihr, dass ein auf ihrer Stirn platziertes „Astraloskop“ sie bewusstlos hält, aber gleichzeitig mit ihm sprechen lässt. Mithilfe ihrer Kräfte gelingt es Daisy, das Astraloskop zu zerbrechen, wodurch sie erwacht und sich von den Wachen, die sie gerade vom Schiff bringen wollen, befreien kann. Deke schafft es, Coulson und May aus ihrer Zelle zu befreien, welchen Qovas mit auf den Leuchtturm ausgerichteten Raketen gedroht hat. May beschließt, diese mit Deke abzuschalten, während Coulson und die dazugestoßene Daisy mit dem Flugzeug zurückfliegen. Talbot sucht seine Frau und seinen Sohn zuhause auf, doch als seine Frau erwähnt, dass S.H.I.E.L.D. sie kontaktiert hat, drückt Talbot sie mit seinen Kräften gegen die Wand. Nachdem Mack, der Talbots Vorhaben erahnt hat, mit Yo-Yo und weiteren Agenten vor dem Haus erscheint und Talbot all deren Pistolenschüsse abwehrt, bringt ihn sein verängstigter Sohn dazu, vom S.H.I.E.L.D.-Team abzulassen und davonzufliegen. May und Deke erreichen die Kommandozentrale, wo sie das Ziel der Raketen auf das Schiff selbst ändern. Als der ahnungslose Qovas diese daraufhin abfeuert, teleportieren sich May und Deke mit dem Teleportationsgerät in den Leuchtturm, kurz bevor das Schiff von den Raketen zerstört wird. Aufgrund seiner Infektion bricht Coulson schließlich zusammen und fällt im Leuchtturm ins Koma. Wie Simmons und Fitz dem Team mitteilen, ist es ihnen gelungen, Jiayings DNA mit dem Centipede-Serum zu vereinen, allerdings halten sie das Serum in Verbindung mit dem Odium, welches nach kurzer Zeit zum Tod führt, aufgrund seiner Wirkung auf zellulärer Ebene für die einzige Möglichkeit, Talbot aufzuhalten. Dieser hat derweil Robin und Polly entführt und möchte von Robin wissen, wo er das Gravitonium findet, welches er laut einer ihrer Zeichnungen aus den Tiefen der Erde holen wird.                       |           |                           |                              |                      |                                        |                            |                                                |                 |
| 110 | 22        | Das Ende                  | The End                      | 18. Mai 2018         | 7. Dez. 2018                           | Jed Whedon                 | Jed Whedon & Maurissa Tancharoen               | 1,88 Mio.       |
| In der Diskussion des Teams darüber, ob das Serum für die Heilung von Coulson oder zur Rettung der Welt gegen Talbot eingesetzt werden soll, zerbricht May die Odium-Ampulle auf dem Boden und fällt damit die Entscheidung zugunsten von Coulson, dem Simmons nach dessen Erwachen das Serum zur Einnahme bereitstellt. Nachdem Talbot Robin mit Androhung von Gewalt den Standort des Gravitoniums entlockt, platziert er sein neues Schiff auf den Gebäuden inmitten von Chicago und beginnt, große Stücke Erde aus dem Boden zu reißen, um sich das darin enthaltene Gravitonium einzuverleiben. Auf dem Weg nach Chicago gibt Daisy im Flugzeug in einer Ansprache die Führungsrolle an Mack ab, wofür sie die Zustimmung des Teams, darunter auch Coulson, erhält. Auf Macks Anweisung bringt das Team zunächst die gefährdeten Menschen in Sicherheit, wobei sie Robin finden, die aus dem Schiff auf ein Gebäude klettern konnte. Mack gelangt auf demselben Weg ins Schiff und schafft es, die eingesperrte Polly zu befreien. Bevor sie Talbot mit dem Quinjet erreichen, offenbart Coulson Daisy, dass er das Serum nicht eingenommen hat und es nun ihre Aufgabe sei, Talbot zur Einsicht zu bewegen oder zu besiegen. Daisy stellt sich Talbot in den Weg und appelliert an seine Vernunft, jedoch vergeblich, woraufhin dieser sie in die Luft hebt und mit voller Kraft auf den Boden schleudert. Durch die Erschütterung lösen sich Trümmerteile, von denen Fitz begraben wird. Als Talbot beginnt, Daisy zu absorbieren, entdeckt diese das Serum in ihrer Armschiene, die Coulson ihr übergeben hatte, und injiziert sich dieses. Mit der gesteigerten Kraft befreit sie sich von Talbot und schießt diesen ins All. Mack und May befreien Fitz von den Trümmern, allerdings erliegt er anschließend seinen tödlichen Verletzungen. Später beschließt Simmons, sich auf die Suche nach dem gegenwärtigen, in Kryostase versetzten Fitz im Weltraum zu begeben. Zuvor verabschiedet sich das Team aber noch von Coulson, der seine letzten Tage gemeinsam mit May auf Tahiti verbringt.                                                              |           |                           |                              |                      |                                        |                            |                                                |                 |

## Staffel 6
Die Erstausstrahlung der sechsten Staffel war vom 10. Mai 2019 bis zum 2. August 2019 auf dem US-amerikanischen Sender ABC zu sehen. Die deutschsprachige Erstveröffentlichung fand am 20. März 2020 im niederländischen Raum des Streaming-Anbieters Disney+ statt.
| Nr. (ges.) | Nr. (St.) | Deutscher Titel                             | Originaltitel                             | Erstausstrahlung USA | Deutschsprachige Erstveröffentlichung (NL) | Regie                | Drehbuch                         | Zuschauer (USA) |
| --- | --------- | ------------------------------------------- | ----------------------------------------- | -------------------- | ------------------------------------------ | -------------------- | -------------------------------- | --------------- |
| 111 | 1         | Ein neues Team                              | Missing Pieces                            | 10. Mai 2019         | 20. März 2020                              | Clark Gregg          | Jed Whedon & Maurissa Tancharoen | 2,31 Mio.       |
| Das von Enoch bewachte Raumschiff mit dem in Kryostase versetzten Fitz wird im Weltall von einem riesigen Schiff attackiert und in zwei Hälften geteilt. Ein Jahr später befindet sich Simmons mit Daisy, Piper und dem Piloten Davis auf der Suche nach Fitz, wobei eine Spur sie auf einen fremden Planeten zu einem außerirdischen Händler führt. Als neuer S.H.I.E.L.D.-Director überwacht Mack eine Mission zur Aufklärung von zuletzt auftretenden Verzerrungen der Realität. Dabei erscheinen zwei Unbekannte durch eine Betonwand, von denen der eine stecken bleibt, während der andere, Jaco, Mays Quinjet abschießt und flieht. Von dem Händler erfahren Simmons und Daisy, dass dieser eine Hälfte von Fitz’ Raumschiff gekauft hat, in der sie daraufhin zwar die Kälteschlafkammer finden, jedoch ohne Fitz. Während Daisy, Piper und Davis zur Regeneration eine Rückkehr zur Erde anstreben, entdeckt Simmons, dass die Kammer auf dem Planeten Naro-Atzia hergestellt wurde. Nachdem sie von einem Schiff der Konföderation ins Visier genommen werden, leiten Piper und Davis einen Raumsprung ein, der sie aufgrund der von Simmons zuvor eingegebenen Koordinaten nach Naro-Atzia befördert. Im Auftrag von Mack konnte May einen ehemaligen Kollegen von Andrew Garner, den Naturwissenschaftler Marcus Benson, für S.H.I.E.L.D anwerben. Mit diesem untersucht das Team den in der Betonwand steckenden Mann, der eine Anzeige mit einem Countdown und Koordinaten bei sich trägt. Diese führen S.H.I.E.L.D. zu einem Museum in Muncie, Indiana, in dem Jaco mit seinen zwei Begleitern, Pax und Snowflake, bereits Sprengladungen angebracht hat. Das S.H.I.E.L.D.-Team bezieht Stellung, gerade als der Countdown abläuft, woraufhin das Museum explodiert. Aus dem Staub der Explosion heraus erscheint plötzlich ein gepanzerter LKW, aus dem der Anführer der Bande, Sarge, aussteigt, welcher identisch zu Coulson aussieht und mit dem Rest der Gruppe im LKW flieht. Fitz ist derweil an einem unbekannten Ort als Arbeiter in einer Werkstatt tätig und injiziert sich dabei eine Substanz in den Hals.                                   |           |                                             |                                           |                      |                                            |                      |                                  |                 |
| 112 | 2         | Neuronale Fenster                           | Window of Opportunity                     | 17. Mai 2019         | 20. März 2020                              | Kevin Tancharoen     | James C. Oliver & Sharla Oliver  | 2,18 Mio.       |
| Nachdem die Bande um Sarge einen Einkaufsladen in Ohio überfällt, parken sie ihren LKW, der über eine Tarnvorrichtung unsichtbar werden kann, auf einem Containerlagerplatz, worauf S.H.I.E.L.D. aufmerksam wird. Fitz arbeitet auf dem Schiff des Sivianers Viro als Techniker und färbt zur Tarnung mit der Substanz seine Augenfarbe wie die der Sivianer ein. Als er jedoch auffliegt und der wütende Viro droht, Fitz und Enoch im Weltall auszusetzen, verspricht Fitz, für umsonst die kaputte Luftschleuse zu reparieren. Anhand der im Laden hinterlassenen DNA des Coulson-Doppelgängers findet Benson heraus, dass dieser die gleiche DNA besitzt wie Coulson. Auf der Suche nach piezoelektrischen Kristallen überfallen Sarge, Pax und Snowflake ein Juweliergeschäft und zwingen die Verkäuferin, ihnen Zugang zum Tresor zu verschaffen. In diesem setzen sie ein Gerät an die Wand, mit dem sie eine räumliche Verbindung zum LKW schaffen, wo Jaco wartet. Das S.H.I.E.L.D.-Team eilt zum Geschäft, wird allerdings von der verschlossenen Tresortür aufgehalten, dessen Schloss die Bande gesprengt hat. May macht sich kurzerhand auf den Weg zum Lagerplatz und findet den unsichtbaren LKW, in dem sie sich einen Kampf mit Jaco, Pax und Snowflake liefert. Am Ende wird sie durch den Durchgang in den Tresor gestoßen und die Bande kann fliehen. Da Viro alle Arbeiter außer Fitz und Enoch ins Weltall werfen will, stellt sich Fitz solidarisch zu ihnen. Viro aktiviert dennoch die Schleuse, deren Schaltung Fitz jedoch zuvor so manipuliert hat, dass sich stattdessen eine Schleuse hinter Viro und seinen Handlangern öffnet, die nach draußen gesogen werden. Benson konnte dem Mann in der Betonwand derweil einen Chip entfernen, der als biologische Festplatte dient und eine Erinnerung zeigt, in der er mit Sarge und dem Rest der Gruppe die Zerstörung einer Welt beobachtet. Obwohl sich ihr Schiff bereits Naro-Atzia nähert, ändern Fitz und Enoch den Kurs hin zum freundlicheren Planeten Kitson, um dort die Arbeiter abzuladen. In diesem Moment erscheint das Flugzeug von Daisy und Simmons bei Naro-Atzia.           |           |                                             |                                           |                      |                                            |                      |                                  |                 |
| 113 | 3         | Angst und Schrecken auf dem Planeten Kitson | Fear and Loathing on the Planet of Kitson | 24. Mai 2019         | 20. März 2020                              | Jesse Bochco         | Brent Fletcher & Craig Titley    | 2,16 Mio.       |
| Fitz und Enoch kommen auf dem verwahrlosten Planeten Kitson an, wo zwei Gauner ihnen das Schiff abnehmen, dafür jedoch einen Jeton überlassen. Mit diesem begeben sie sich in ein Casino, um dort Geld für den Flug nach Naro-Atzia zu gewinnen. Das Flugzeug von Daisy und Simmons wird an der Zollstation Naro-Atzias abgefangen, wo sie einem Inspektor mitteilen, dass sie Leo Fitz suchen. Dies lockt einen Jäger an Bord, der es auf das Kopfgeld, das wegen Viros Tod auf Fitz und Enoch ausgesetzt wurde, abgesehen hat. Nachdem er Daisy und Piper mit einem Lasergewehr betäubt, wird er von Davis hinterrücks K.o. geschlagen und mit Handschellen fixiert. Vom Inspektor erfährt das Team, dass ein Schiff kurz vor Naro-Atzia in Richtung Kitson abgedreht hat. Da Enoch als Chronicom über großes mathematisches Wissen verfügt, kann er die Spiele im Casino sehr gut berechnen, scheitert aber daran, menschliche Emotionen zu lesen, um einen Bluff zu erkennen. Deswegen nimmt er daraufhin an einem Spiel ohne Bluffs teil, für das er allerdings Fitz als Einsatz benutzen muss. Es gelingt dem Team um Daisy, Fitz’ Schiff auf Kitson zu finden, wo sie auf die zwei Gauner stoßen, die ihnen sagen, dass Fitz und Enoch sich zum Casino begeben haben. Da ihre Nahrungsvorräte zur Neige gehen, essen Daisy, Simmons und Davis ein paar Süßigkeiten der Gauner, die bei ihnen jedoch eine halluzinogene Wirkung entfalten. Während Davis auf das Flugzeug zurückkehrt, wo er den Jäger entkommen lässt, suchen Daisy und Simmons im Rausch das Casino auf. Als Enoch während des Spiels einen Kurzschluss erleidet, werden er und Fitz eingesperrt, da roboterähnliche Lebewesen im Casino nicht erlaubt sind. Nachdem Fitz Enoch neustartet, offenbart dieser, dass er von einem Chronicom, dem Jäger, gehackt wurde. Simmons findet schließlich Fitz, kurz bevor der Jäger erscheint, der sich und Fitz mit einer ringförmigen Scheibe wegteleportiert. Auf der Erde feuert Sarge seine mit Kristallen aus dem Juweliergeschäft aufgeladene Waffe in den Himmel und erzeugt dabei ein Netz aus leuchtenden Punkten.                              |           |                                             |                                           |                      |                                            |                      |                                  |                 |
| 114 | 4         | Code Gelb                                   | Code Yellow                               | 31. Mai 2019         | 20. März 2020                              | Mark Kolpack         | Nora Zuckerman & Lilla Zuckerman | 2,35 Mio.       |
| Deke Shaw hat nach seiner Abkehr von S.H.I.E.L.D. ein Start-up-Unternehmen für Zukunftstechnologien gegründet, in dem er gerade daran arbeitet, das Framework als virtuelle Spielwelt zu gestalten. Nach ihrer Trennung von Mack hat Yo-Yo eine heimliche Beziehung mit dem neuen Agenten Keller begonnen, was Mack zwar erfährt, aber toleriert, solange die beiden sich in ihren Einsätzen nicht beeinflussen lassen. Sarge und seine Bande suchen in der Öffentlichkeit einen Mann auf, den Sarge mit einem speziellen Messer ersticht, woraufhin Kristalle aus dem Körper des Opfers wachsen. Die nächste Zielperson der Gruppe ist Deke, den Sarge in seinem Start-up aufsucht. Als Deke merkt, dass es sich nicht um Coulson handelt, versucht er zu fliehen, und Sarges Mitstreiter nehmen die Verfolgung auf. Dabei entpuppt sich Dekes vermeintlicher Mitarbeiter Trevor als verdeckter S.H.I.E.L.D.-Agent Khan, der das S.H.I.E.L.D.-Team herbeiruft. Das Todesopfer mit den Kristallen wurde derweil ins S.H.I.E.L.D.-Labor eingeliefert, wo sich herausstellt, dass es sich bei diesem um einen unauffälligen Mitbürger handelte. Bei der Autopsie findet Benson Sarges Messer und öffnet den Brustkorb der Leiche, in dem sich ein außerirdisches, fledermausähnliches Lebewesen befindet. Nachdem er dieses als einen Parasiten identifiziert, bewegt sich die Kreatur plötzlich und fliegt durch einen Lüftungsschacht nach draußen. Beim Versuch es einzufangen, gelangt das Tier in Kellers Mund und nistet sich in seinem Körper ein. Das S.H.I.E.L.D.-Team erscheint bei Dekes Start-up und stellt sich Sarge, Jaco, Pax und Snowflake entgegen. Während Mack und Deke gemeinsam Pax und Jaco ausschalten können, wird May von Sarge und Snowflake überwältigt und in deren LKW gebracht. Agent Keller verliert schließlich die Kontrolle über seinen Körper, woraufhin Kristalle beginnen, aus ihm herauszuwachsen. Yo-Yo stoppt den Vorgang, indem sie den Parasiten in ihm mit Sarges Messer tötet, was jedoch auch Keller umbringt. Sarge und Snowflake haben mit der gefangenen May unterdessen die Flucht angetreten.                           |           |                                             |                                           |                      |                                            |                      |                                  |                 |
| 115 | 5         | Die andere Sache                            | The Other Thing                           | 14. Juni 2019        | 20. März 2020                              | Lou Diamond Phillips | George Kitson                    | 2,18 Mio.       |
| Daisy und Simmons haben Enoch aufs Flugzeug geholt, an das anschließend ein Schiff andockt, welches zu der Flotte gehört, die Fitz’ und Enochs Schiff in zwei Hälften geteilt hat. Es kommt der Chronicom Atarah an Bord und nimmt die Gruppe unter dem Vorwurf der Beeinflussung des Universums fest. Wie Atarah erklärt, wurde der Heimatplanet der Chronicoms durch Verwerfungen der Realität zerstört, woraufhin sie die Flotte der Konföderation übernahmen. Nun fordert Atarah von ihnen, den Chronicoms eine Zeitreise zu ermöglichen, um das Geschehen rückgängig zu machen, und zeigt ihnen zur Warnung per Hologramm den gefangenen Fitz. May wird von Sarge in einem Raum gebracht, wo dieser einem zuvor von Snowflake gefangen genommenen Mann in den Kopf schießt und May mit einem Messer zurücklässt. Aufgrund des Parasiten in ihm steht der Mann wieder auf und attackiert May, die diesen solange von sich fernhalten kann, bis Kristalle aus ihm herauswachsen. Daraufhin benutzt May das Messer, um den Parasiten zu töten und die Kristalle zu stoppen. Zurück im LKW erklärt Sarge May, dass er mit seinem Team die Parasiten, genannt „Shrike“, durch die Welten jagt, da diese ihrem Schöpfer dienen, der bereits ganze Planeten zerstört hat. Auf Drängen von Atarah verrät Enoch, dass Fitz eine Zeitmaschine bauen könnte, wenn sie Simmons als Druckmittel einsetzen würde. Während Daisy die Chronicoms bekämpfen will, erklärt sich Simmons aufgrund deren Überlegenheit bereit, Fitz beim Bau der Zeitmaschine zu helfen. Atarah akzeptiert dies und lässt Daisy, Piper und Davis gehen, welche sich auf den Rückweg zur Erde machen. Nachdem May im LKW Snowflake überwältigen kann, greift sie den fahrenden Sarge an, den sie im Zweikampf ebenso besiegt. Das Flugzeug kommt schließlich in der S.H.I.E.L.D.-Basis an, wo Daisy, Piper und Davis herzlich empfangen werden. Enoch wird zu Fitz gebracht, dessen Wut er jedoch auf sich zieht, als dieser erfährt, dass Enoch durch seine Aussage Simmons in Gefahr gebracht hat. Anschließend wird Fitz durch einströmendes Gas betäubt.                                             |           |                                             |                                           |                      |                                            |                      |                                  |                 |
| 116 | 6         | Unvermeidlich                               | Inescapable                               | 21. Juni 2019        | 20. März 2020                              | Jesse Bochco         | DJ Doyle                         | 2,12 Mio.       |
| Simmons und Fitz finden sich gemeinsam in einem leeren weißen Raum wieder, in dem Atarah ihnen erklärt, dass sie hier Zugriff auf all ihre Erinnerungen haben, was ihnen helfen soll, die Zeitmaschine zu bauen. In der Realität sind Fitz und Simmons bewusstlos an eine Gedankenmaschine angeschlossen und werden von Atarah und Enoch überwacht. Nachdem Simmons sich weigert, Fitz von ihrer Reise in die Zukunft zu erzählen, verwandelt sie sich in ihr siebenjähriges Ich und flüchtet in ihr Kinderzimmer. Fitz folgt ihr und holt sie in den weißen Raum zurück, wo er mit der Drohung, AIDA als Unterstützung erscheinen zu lassen, die erwachsene Simmons zurückbringt. Diese zeigt ihm daraufhin eine Erinnerung, in der Fitz’ Leiche in die S.H.I.E.L.D.-Basis zurückgebracht wurde und Coulson durch seine tödliche Krankheit bereits stark geschwächt war. Davon geschockt flüchtet sich Fitz in eine Erinnerung vom College, in der er sich mit Simmons angefreundet hat. Aufgrund des Stresses kann er jedoch nicht verhindern, dass sie kurz darauf von Fitz’ bösem Alter Ego, dem Doktor, verfolgt werden. Sie können in Simmons’ Kinderzimmer fliehen, wo sich ihre Spieluhr öffnet, in der sie in ihrer Kindheit ihre Ängste und Sorgen verstaut hat. Diese manifestieren sich nun in einer dämonenhaften Version Simmons’, welche die beiden angreift. Es gelingt ihnen, eine Erinnerung zu erreichen, in der sie das erste Mal Coulson treffen, welcher ihnen die Mitarbeit in seinem Team anbietet. Danach werden sie allerdings von ihren Alter Egos gefangen genommen und gequält. Während der Doktor Simmons in eine Gehirnwellenmaschine steckt, schneidet der Simmons-Dämon Fitz’ Herz heraus. Kraft ihrer Gedanken können sie sich jedoch Daisy und Mack vorstellen, die sie befreien, auch wenn sie vorerst nur in ein Eindämmungsmodul fliehen können. Dort bricht ein Streit zwischen den beiden aus, doch nachdem sie sich vertragen, stellen auch ihre bösen Ichs keine Gefahr mehr dar. Anschließend werden die beiden von Enoch geweckt, der Atarah und die anderen Chronicoms außer Gefecht gesetzt hat, um sie zu retten.         |           |                                             |                                           |                      |                                            |                      |                                  |                 |
| 117 | 7         | Sagte ich doch                              | Toldja                                    | 28. Juni 2019        | 20. März 2020                              | Keith Potter         | Mark Leitner                     | 2,17 Mio.       |
| May bringt die gefesselten Sarge und Snowflake in die S.H.I.E.L.D.-Zentrale, wo Sarge gegenüber Mack ankündigt, am Ende des Tages das Kommando innezuhaben. Mit der Teleportationsscheibe des Jägers befördert Enoch sich, Fitz und Simmons ins Casino auf Kitson, wo ihm die Scheibe jedoch gestohlen wird und sie von einer Wache festgenommen werden. Mr. Kitson, der Herrscher von Kitson, lässt Simmons und Fitz zusammen mit einem Halunken an einem tödlichen Spiel teilnehmen, in dem alle drei unter Fallbeile gelegt werden, die sie über eine Kette festhalten müssen. Eine Frau namens Izel taucht auf und zwingt Mr. Kitson mit einem verborgenen Messer, den Halunken verlieren zu lassen, woraufhin er dessen Kette heimlich unter Strom setzt. Anschließend kauft Izel Fitz und Simmons frei und offenbart ihnen ihr Vorhaben, mit ihnen zur Erde zu fliegen, wo sie Artefakte sucht. Bei S.H.I.E.L.D. konnte Deke derweil einen Tracker der Bande entschlüsseln und zwei Shrike lokalisieren, deren Wirte zwei S.H.I.E.L.D.-Teams um May und Yo-Yo gefangen nehmen können. Als der zuletzt stark hustende Jaco in seiner Zelle plötzlich Feuer spuckt und versucht, durch die Tür zu brechen, erscheint Daisy, die ihn mit ihrer Kraft stoppen kann. Die zwei Shrike-Wirte werden auf dem Flugzeug in die Eindämmungszelle gesperrt, wo sie jedoch aufeinander reagieren und in die Kristallstruktur ausbrechen, welche das Eindämmungsmodul zerstört. Mack holt Sarge in die Kommandozentrale und gesteht ihm die Freilassung seines Teams im Austausch für seine Hilfe zu. Sarge nennt Kälte als Schwachpunkt der Shrike, woraufhin May das Flugzeug höher steigen lässt und den Frachtraum öffnet, was zur Auflösung der Kristalle führt. Mack merkt, dass S.H.I.E.L.D. auf Sarges Hilfe angewiesen ist, und überlässt ihm widerwillig das Kommando. Da Izel über kein eigenes Schiff verfügt, suchen Fitz und Simmons das sivianische Schiff auf und überreden die Crew, mit ihnen zur Erde zu fliegen. Enoch verabschiedet sich von Fitz und Simmons, um den Chronicoms bei der Suche nach einer neuen Heimat zu helfen.                           |           |                                             |                                           |                      |                                            |                      |                                  |                 |
| 118 | 8         | Kollisionskurs – Teil 1                     | Collision Course (Part I)                 | 5. Juli 2019         | 20. März 2020                              | Kristin Windell      | Jeffrey Bell & Craig Titley      | 1,79 Mio.       |
| Fitz und Simmons gelingt es, mit dem Schiff einen Hypersprung hinzulegen, der sie zur Erde befördert. Sarge plant, mit seinem LKW zu dem Ort zu fahren, an dem der Schöpfer der Shrike auftauchen wird, und ihn dort zu vernichten. Um sich abzusichern, lässt Mack Sarge nur einen seiner Mitstreiter, Snowflake, zwei S.H.I.E.L.D.-Agenten, Daisy und May, und Deke als technische Unterstützung mitnehmen. Parallel bringt Mack die gefangenen Jaco und Pax an Bord des Flugzeugs, von wo aus er den LKW mit Yo-Yo verfolgt. Auf der Fahrt offenbart Sarge Daisy, dass es sich bei dem Schöpfer der Shrike um Izel handelt, welche auf dem Schiff derweil die gesamte Crew – unbemerkt von Fitz und Simmons – mit Shrike infiziert. Sie erzählt den beiden, dass sie die Monolithen sucht, die von ihrem Heimatplaneten stammen, dabei aber immer wieder von einem Mann ausgebremst würde, dessen Geheimnis sie kennt. Dr. Benson übermittelt Mack die Entdeckung von seiner Forschungsreise in Südamerika, dass Izel in der Inka-Mythologie eine zerstörerische Dämonin darstellt. Im LKW erzählt Sarge der Gruppe, dass Izel seine Familie getötet hat, und zeigt ihnen ein Schwert, mit dem man sie aufhalten kann. Kurz vor dem Zielort beobachten sie, wie einige Shrike aus der Kristallstruktur einen Turm bauen, und Mack erhält das Signal, dass sich ein Raumschiff dem Zielort nähert. Nach einem Fluchtversuch, den Yo-Yo unterbinden kann, verrät der nervöse Pax, dass Sarge plant, Izel und den Shrike-Turm mit einer Bombe an Bord des LKWs zu zerstören. Da diese auch eine nahegelegene Stadt treffen würde, konfrontieren Daisy und May Sarge damit, doch dieser sperrt die Tür zum Führerhaus ab und lässt den LKW per Autopilot in Richtung Turm fahren. Anschließend klettert er aufs Dach, wo er mit demselben Gerät wie im Juweliergeschäft ein Portal zu Jacos im Flugzeug liegender Jacke herstellt, während Deke im LKW die versteckte Bombe findet. Woanders im Universum kontaktiert Enoch den Chronicom Isaiah, und der Jäger Malachi will die Gedankenmaschine benutzen, um Fitz und Simmons aufzuspüren.                              |           |                                             |                                           |                      |                                            |                      |                                  |                 |
| 119 | 9         | Kollisionskurs – Teil 2                     | Collision Course (Part II)                | 12. Juli 2019        | 20. März 2020                              | Sarah Boyd           | Iden Baghdadchi                  | 2,30 Mio.       |
| Auf dem Flugzeug befreit Sarge Jaco und Pax und stattet sie mit Waffen aus, mit denen sie Mack die Kontrolle über die Brücke entreißen. Außerdem errichten sie eine Laserbarriere, um Yo-Yo von der Brücke fernzuhalten. Nachdem Deke im LKW dabei scheitert, die Bombe zu entschärfen, schafft Daisy es mit ihren Kräften, die Explosion zwischen ihren Händen einzudämmen. Zur gleichen Zeit fährt der LKW in den Kristallturm, der einstürzt und einen Schwarm von Shrike freisetzt. Izel bemerkt dies und lässt das Schiff abdrehen, zum Unmut von Sarge, der mit dem Flugzeug die Verfolgung aufnimmt. Yo-Yo überwältigt den außerhalb der Barriere befindlichen Pax und verbrennt sein Gesicht am Laser, woraufhin Jaco diesen ausschaltet, um ihm zu helfen. Dies nutzt Yo-Yo, um Mack mithilfe ihrer Kräfte den Schlüssel für seine Handschellen zu übergeben, während Sarge Pax erschießt und die Barriere wieder anschaltet. Fitz und Simmons gelingt es, den Funk zu reparieren und Kontakt zum Flugzeug aufzunehmen, was Sarge nutzt, um Izel zu bedrohen. Da Fitz und Simmons Coulsons Stimme erkennen, glaubt Izel, dass diese mit ihm kollaborieren, und wendet sich gegen sie. Auf dem Flugzeug kann Mack Sarge mit einem Angriff überraschen und ihn nach einem Zweikampf K.o. schlagen. Als die Shrike drohen, in den LKW einzudringen, öffnet Daisy dessen Hintertür, an der sie die Shrike durch die Engstelle gezielt mit ihrer Kraft zerstören kann. Yo-Yo kann Jaco überreden, sich ihnen anzuschließen, und betritt mit ihm, Mack und Davis nach dem Andocken das Schiff, auf dem sie Fitz und Simmons finden. Da die infizierte Crew jedoch den Quinjet kapert und Izel verschwunden ist, erzeugt Jaco mit der Markierung in seiner Jacke ein Portal zum Dach des LKWs, durch das die Gruppe flieht. Jaco opfert sich daraufhin, indem er mit der Bombe auf das Schiff zurückkehrt und diese dort detonieren lässt. Später feiert das S.H.I.E.L.D.-Team eine Party, auf der Snowflake eingesperrt wird, was Deke aufgrund seiner Gefühle für sie beklagt. May sucht Sarge schließlich in seiner Zelle auf und erschießt ihn.                    |           |                                             |                                           |                      |                                            |                      |                                  |                 |
| 120 | 10        | Schleife                                    | Leap                                      | 19. Juli 2019        | 20. März 2020                              | Garry A. Brown       | Drew Z. Greenberg                | 2,38 Mio.       |
| Während May für ihre Tat in eine Zelle gesperrt wird, wird Sarges Körper ins Labor gebracht, wo sich zeigt, dass er noch Herzschlag besitzt und sich sogar langsam regeneriert. Als Yo-Yo mit May spricht, behauptet diese, nach der Party einen Blackout gehabt zu haben und sich an die Tat nicht erinnern zu können. Da Davis die letzte Person war, die sie vor ihrem Blackout sah, fragen Yo-Yo und Daisy ihn aus und erfahren, dass auch er eine Gedächtnislücke hat von dem Zeitpunkt, wo er Izel auf dem Schiff gesehen hat, bis zu seiner Begegnung mit May. Die drei erkennen, dass Izel in andere Körper eindringen und diese kontrollieren kann, und informieren Mack. Dieser versammelt das Team in der Kommandozentrale, wo er es schafft, Izel durch persönliche Fragen an jede Person aus Fitz herauszulocken. Anschließend wechselt sie jedoch mehrmals die Körper bis zu Davis, den sie kopfüber von einer Empore stürzen lässt, womit sie ihn tötet. Danach übernimmt sie die Kontrolle über Mack und begibt sich zu einem Raum, den nur der Director mit einem Netzhautscan öffnen kann. Fitz und Deke stellen fest, dass die drei zerstörten Monolithen, auf die Izel es abgesehen hat, für Raum, Zeit und Schöpfung stehen. Durch ihre Zerstörung wurde nicht nur eine Angstdimension erschaffen, sondern bei Coulsons Betreten derselben auch ein Abbild von ihm – Sarge – jedoch an einem anderen Ort und zu einer anderen Zeit. Nach Öffnen des Raums schlägt Izel Macks Körper K.o. und nimmt das im Innern aufbewahrte Gravitonium-Gefäß an sich. Dabei wird sie allerdings von Sarge konfrontiert, der sich in der Zwischenzeit vollständig erholt hat. Izel erklärt ihm, dass all die Erinnerungen an den Verlust seiner Familie in Wahrheit von Coulson stammen und sie beide von einem Planeten kommen, wo sie keine Körper besitzen. Nach einem erfolglosen Versuch, ihn auf ihre Seite zu ziehen, verlässt sie mit dem Gefäß den Raum und trifft auf die herbeigeeilte Yo-Yo, von der sie Besitz ergreift. Sie fordert, sie mit dem Flugzeug gehen zu lassen, worauf Mack einwilligt, allerdings unter der Bedingung, dass er mitkommt. |           |                                             |                                           |                      |                                            |                      |                                  |                 |
| 121 | 11        | Aus der Asche                               | From the Ashes                            | 26. Juli 2019        | 20. März 2020                              | Jennifer Phang       | James C. Oliver & Sharla Oliver  | 2,16 Mio.       |
| Da Izel nicht weiß, wo der Tempel liegt, in dem sie die Gravitonium-Kugel mit der Monolithen-Energie öffnen will, übernimmt sie auf dem Flugzeug die Kontrolle über Mack und bringt Yo-Yo dazu, ihr zu sagen, dass Dr. Benson mehr Informationen besitzt. Im Körper von Mack holt Izel diesen an Bord, doch Yo-Yo kann Benson durch indirekte Warnungen davon abhalten, den genauen Standort des Tempels preiszugeben. Daraufhin sperrt Izel Mack und Yo-Yo in die Eindämmungszelle und öffnet vor Benson das Gravitonium-Gefäß. Dieses präsentiert ihm seine größte Angst, welche sich als sein nach einem Autounfall verstorbener Ehemann darstellt, der ihm die Schuld an seinem Tod gibt. Nachdem Izel ihn mit einem Messer niedersticht und droht, das Ganze zu wiederholen, offenbart Benson ihr den Standort des Tempels. Da Daisy Sarges verborgene Kräfte, die Izel angesprochen hatte, wecken will und diese durch Regeneration stärker werden, bricht sie ihm mit ihren Kräften das Genick. Als er wieder aufwacht, besitzt er tatsächlich ernome Stärke, mit der er durch die Tür bricht. Auf dem Flugzeug nutzen Mack und Yo-Yo den Moment, in dem Izel Benson mit in die Eindämmungszelle sperrt, um nach draußen zu gelangen und die Zelle mit Benson per Knopfdruck aus dem Flugzeug zu werfen. Daisy tritt Sarge mit dessen Schwert gegenüber, doch als dieser sie „Skye“ nennt, erkennt Daisy, dass in Sarge noch Erinnerungen von Coulson stecken, und umarmt ihn. Deke kommt schließlich darauf, dass Izels Kräfte über Resonanzschwingungen funktionieren, und beginnt, mit Fitz und Simmons ein Gerät zu bauen, das diese Schwingungen stören kann. Das Eindämmungsmodul mit Benson wird von S.H.I.E.L.D. in Yucatán lokalisiert. Im Tempel angekommen öffnet Izel vor den Augen der gefesselten Mack und Yo-Yo das Gefäß und hofft, dass ihre Angst die Monolithen erschafft; stattdessen erscheint jedoch Flint. An Bord des Chronicom-Raumschiffs fasst Malachi den Plan, einen neuen Planeten zu erobern, doch da Atarah an ihrem Vorhaben festhält, den alten zurückzuholen, erschießt er sie.                                                |           |                                             |                                           |                      |                                            |                      |                                  |                 |
| 122 | 12        | Das Zeichen                                 | The Sign                                  | 2. Aug. 2019         | 20. März 2020                              | Nina Lopez-Corrado   | Nora Zuckerman & Lilia Zuckerman | 2,15 Mio.       |
| Nachdem Izel merkt, welche Kräfte Flint besitzt, ergreift sie Besitz von ihm und baut mit dem Gestein des Tempels die Monolithen. Deke hat es geschafft, mehrere Schwingungsblocker in Form von Armbändern herzustellen, die Izels Kräfte abwehren. Während Daisy, May, Piper und der mit seinem Schwert bewaffnete Sarge im Quinjet zum Flugzeug fliegen, setzt Izel außerhalb des Tempels zahlreiche Shrike frei. Anschließend unterbindet sie einen Fluchtversuch von Mack, Yo-Yo und Flint, indem sie Flint im Körper von Yo-Yo das Bein bricht. Als sie auf menschliche Shrike-Wirte treffen, lockt Daisy diese weg, damit May und Sarge Izel aufhalten können. Deke zeigt Fitz und Simmons sein Start-up, das er vorübergehend in einem Raum der S.H.I.E.L.D.-Zentrale eingerichtet hat. Dort arbeitet er an einer tragbaren Sprungvorrichtung, die auf S.H.I.E.L.D.s Teleportationsgerät basiert, allerdings noch nicht ausreichend getestet ist. Trotzdem benutzt Deke sie und landet wie gewünscht im Tempel, wo er Mack, Yo-Yo und Flint die Armbänder anlegt. Auf der Flucht begegnen ihnen Shrike-Wirte, deren Aufmerksamkeit Deke auf sich zieht. So gelangen Mack, Yo-Yo und Flint zum Flugzeug, von wo Piper Flint mit Bensons Quinjet zur Basis fliegt. Mit ihrem Gesang bringt Izel die drei Monolithen zum Schwingen, was Deke mit einer Kamera aufzeichnet. Danach aktiviert er noch einmal seine Vorrichtung, die ihn jedoch lediglich in den Wald beamt, wo er den anderen Quinjet findet. Die von Shrike-Wirten verfolgte Daisy flüchtet ins Flugzeug, wo sie sich mit Mack und Yo-Yo verbarrikadiert. May und Sarge betreten den Tempel, wo Izel inzwischen ein Portal zu ihrem Heimatplaneten erschaffen hat. Sarge stürzt sich mit seinem Schwert auf Izel, kann sich aber nicht überwinden, sie zu töten. Als Sarge den Schmerz beschreibt, den er fühlt, erklärt May ihm, dass dieses Gefühl die Liebe von Coulson sei. Sarge erkennt, dass May Teil des Schmerzes ist, woraufhin er sie mit dem Schwert durchbohrt und in das Portal stößt. Enoch trifft sich derweil mit seinem Verbündeten Isaiah, der sich allerdings als Jäger entpuppt. |           |                                             |                                           |                      |                                            |                      |                                  |                 |
| 123 | 13        | Ein neues Leben                             | New Life                                  | 2. Aug. 2019         | 20. März 2020                              | Kevin Tancharoen     | Brent Fletcher & Jed Whedon      | 1,69 Mio.       |
| Da auch Deke im Quinjet von Wirten belagert wird, erhält er von Mack über Funk die Anweisung, wie er den Quinjet zum Starten bringt. Die S.H.I.E.L.D.-Basis wird von Malachi, Isaiah und anderen Jägern angegriffen, welche durch die Gedankenmaschine Zugriff auf Fitz’ und Simmons’ Wissen hatten. Die beiden verstecken sich im Labor und machen sich bereit, dieses mit Sprengladungen zu zerstören, damit die Chronicoms nicht noch mehr S.H.I.E.L.D.-Geheimnisse entdecken. An Bord des Flugzeugs dringt ein Shrike zu Yo-Yo durch und nistet sich in ihr ein. Izel und Sarge warten darauf, dass die drei Portalwächter auf der anderen Seite das Tor öffnen, um ihrer Spezies den Übertritt auf die Erde zu ermöglichen. Da in Izels Welt Leben und Tod jedoch keine Bedeutung haben, kann May aufstehen und die Wächter mit dem Schwert vernichten. Als Isaiah mit zwei Jägern in das Labor eindringt, erschießt er diese und entpuppt sich vor Fitz und Simmons als Enoch. Er offenbart ihnen eine Möglichkeit, ihr Team zu retten, was allerdings einen Eingriff in die Zeit einschließt. Deke konnte den Quinjet derweil zum Flugzeug manövrieren, von wo aus er mit Daisy, Mack und Yo-Yo zum Tempel fliegt. Dort begibt sich Izel durch das Portal und trifft auf May, mit der sie sich einen Schwertkampf liefert. Parallel kommt die Gruppe um Daisy im Tempel an, wo diese ihre Kräfte gegen Sarge richtet und dabei dessen wahres, alienhaftes Äußeres entblößt. Des Kampfes überdrüssig tritt Izel wieder auf die andere Seite, doch May folgt ihr und ersticht sie hinterrücks mit dem Schwert. Izels Tod bewirkt, dass sich der Shrike in Yo-Yo auflöst und sich das Portal schließt. May wirft Mack das Schwert zu und dieser kann Sarge töten. Anschließend taucht eine veränderte Simmons auf, die erklärt, dass die sterbende May gerettet werden kann. Sie bringt das Team an Bord des Flugzeugs, wo sie mit dem Teleportationsgerät einen Sprung nach Manhattan Anfang der 1930er Jahre hinlegen. Außerdem zeigen Simmons und Enoch Daisy und Mack einen Coulson-Chronicom-Androiden, der ihnen im Kampf gegen die Chronicoms helfen soll.    |           |                                             |                                           |                      |                                            |                      |                                  |                 |

## Staffel 7
Die Erstausstrahlung der siebten Staffel war vom 27. Mai bis 12. August 2020 auf dem US-amerikanischen Sender ABC erstmals zu sehen. Die letzte Staffel wurde am 20. November 2020 auf Disney+ in Spanien mit deutscher Sprache veröffentlicht. Am 13. November 2020 begann Disney+ mit der Veröffentlichung im Vereinigten Königreich erstmals mit zwei Episoden und einem wöchentlichen Einzelepisoden-Rhythmus, mit dabei auf Deutsch. Weiters ist die Staffel in weiteren Gebieten seit Ende 2020 auf Deutsch verfügbar, darunter Portugal, Belgien und Luxemburg.
| Nr. (ges.) | Nr. (St.) | Deutscher Titel                           | Originaltitel                                      | Erstausstrahlung USA | Deutschsprachige Erstveröffentlichung (UK/ES) | Regie                | Drehbuch                                               | Zuschauer (USA) |
| ---------- | --------- | ----------------------------------------- | -------------------------------------------------- | -------------------- | --------------------------------------------- | -------------------- | ------------------------------------------------------ | --------------- |
| 124        | 1         | Der „New Deal“                            | The New Deal                                       | 27. Mai 2020         | 13. Nov. 2020                                 | Kevin Tancharoen     | George Kitson                                          | 1,82 Mio.       |
| 125        | 2         | Denn sie weiß, was sie tut                | Know Your Onions                                   | 3. Juni 2020         | 13. Nov. 2020                                 | Eric Laneuville      | Craig Titley                                           | 1,50 Mio.       |
| 126        | 3         | Außerirdische Kommunisten aus der Zukunft | Alien Commies from the Future!                     | 10. Juni 2020        | 20. Nov. 2020                                 | Nina Lopez-Corrado   | Nora Zuckerman & Lilla Zuckerman                       | 1,57 Mio.       |
| 127        | 4         | Eine regnerische Nacht                    | Out of the Past                                    | 17. Juni 2020        | 20. Nov. 2020                                 | Garry A. Brown       | Mark Leitner                                           | 1,40 Mio.       |
| 128        | 5         | Eine Forelle in der Milch                 | A Trout in the Milk                                | 24. Juni 2020        | 20. Nov. 2020                                 | Stan Brooks          | Iden Baghdadchi                                        | 1,37 Mio.       |
| 129        | 6         | Wir gehen nach Hause                      | Adapt or Die                                       | 1. Juli 2020         | 20. Nov. 2020                                 | Aprill Winney        | DJ Doyle                                               | 1,32 Mio.       |
| 130        | 7         | Max Coulson                               | The Totally Excellent Adventures of Mack and The D | 8. Juli 2020         | 20. Nov. 2020                                 | Jesse Bochco         | Brent Fletcher                                         | 1,39 Mio.       |
| 131        | 8         | Alles in meinem Kopf                      | After, Before                                      | 15. Juli 2020        | 20. Nov. 2020                                 | Eli Gonda            | James C. Oliver & Sharla Oliver                        | 1,38 Mio.       |
| 132        | 9         | Zurück in die Zeitschleife                | As I Always Have Been                              | 22. Juli 2020        | 20. Nov. 2020                                 | Elizabeth Henstridge | Drew Z. Greenberg                                      | 1,28 Mio.       |
| 133        | 10        | Gestohlene Macht                          | Stolen                                             | 29. Juli 2020        | 20. Nov. 2020                                 | Garry A. Brown       | George Kitson & Mark Leitner Idee: Mark Linehan Bruner | 1,30 Mio.       |
| 134        | 11        | Ein Neuanfang                             | Brand New Day                                      | 5. Aug. 2020         | 20. Nov. 2020                                 | Keith Potter         | Christopher Freyer                                     | 1,25 Mio.       |
| 135        | 12        | Das Ende ist nah                          | The End Is at Hand                                 | 12. Aug. 2020        | 20. Nov. 2020                                 | Chris Cheramie       | Jeffrey Bell                                           | 1,46 Mio.       |
| 136        | 13        | Wofür wir kämpfen                         | What We’re Fighting For                            | 12. Aug. 2020        | 20. Nov. 2020                                 | Kevin Tancharoen     | Jed Whedon                                             | 1,46 Mio.       |